# Harley-Davidson

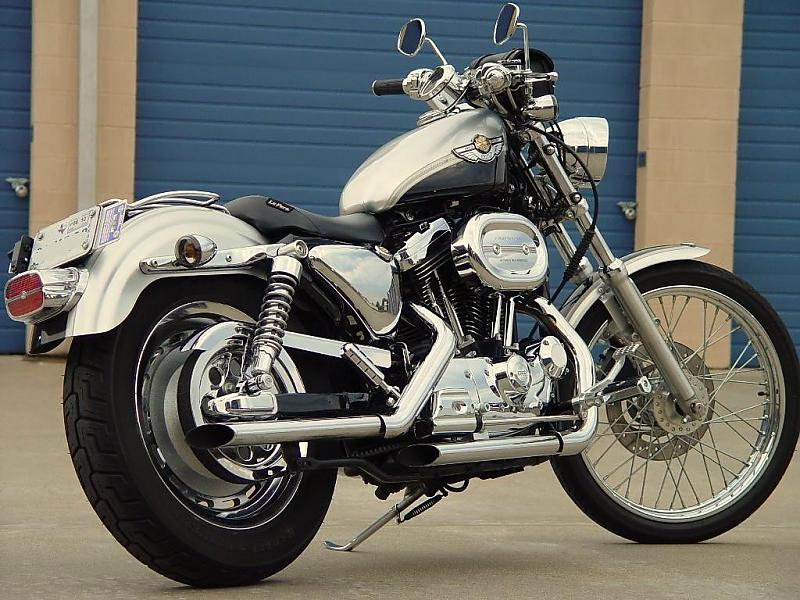
XL 1200 C

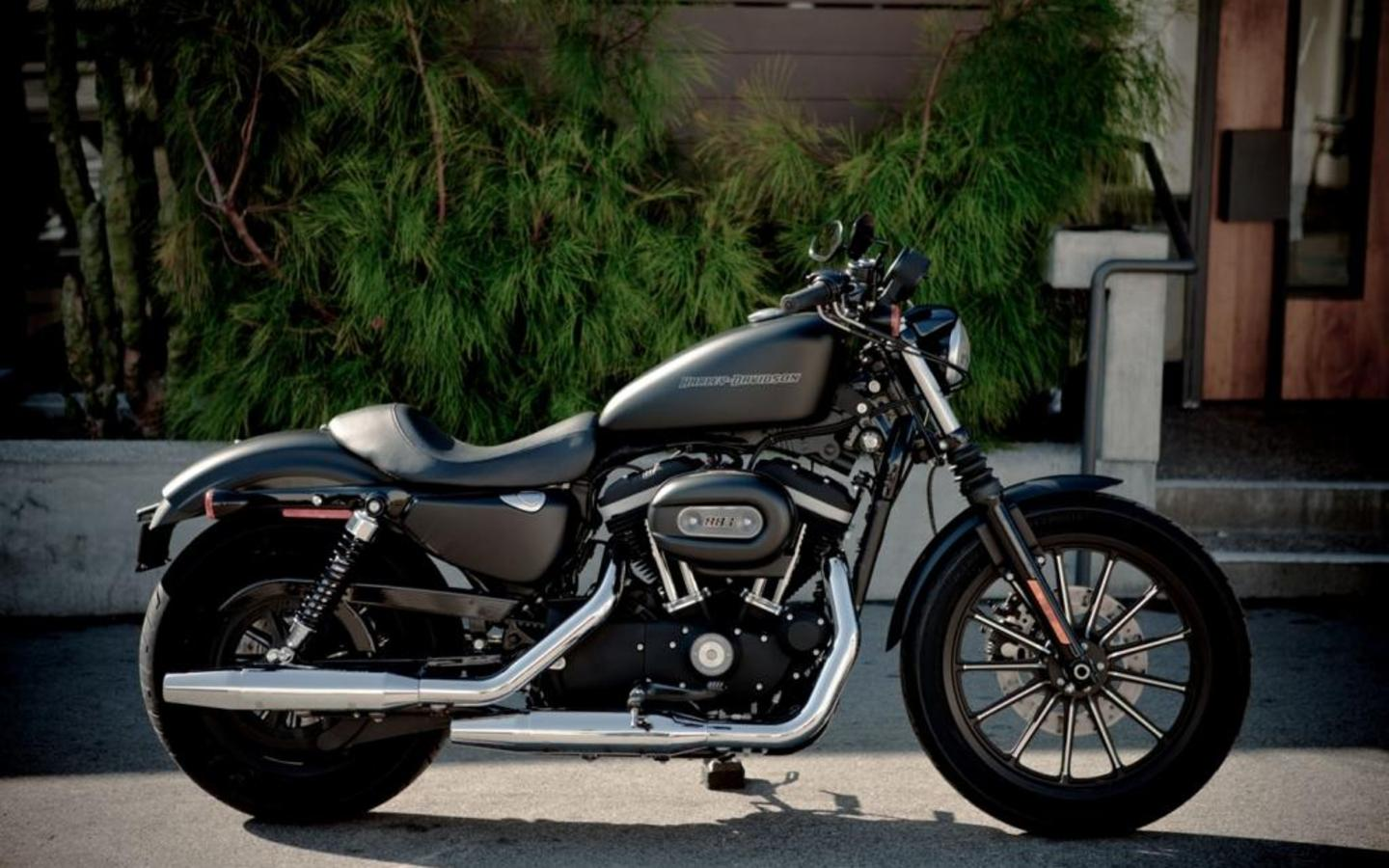
883 Iron

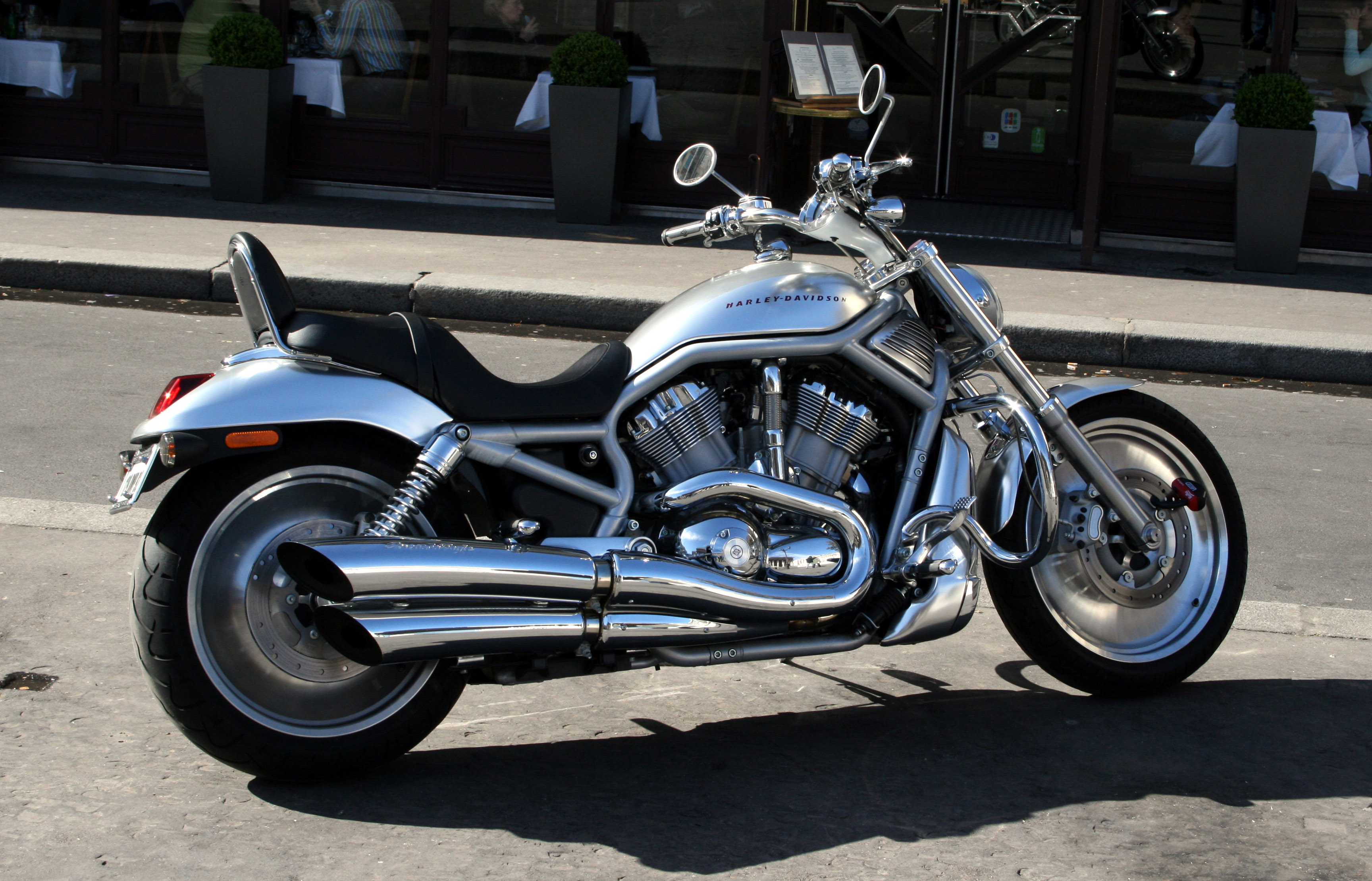
V-Rod

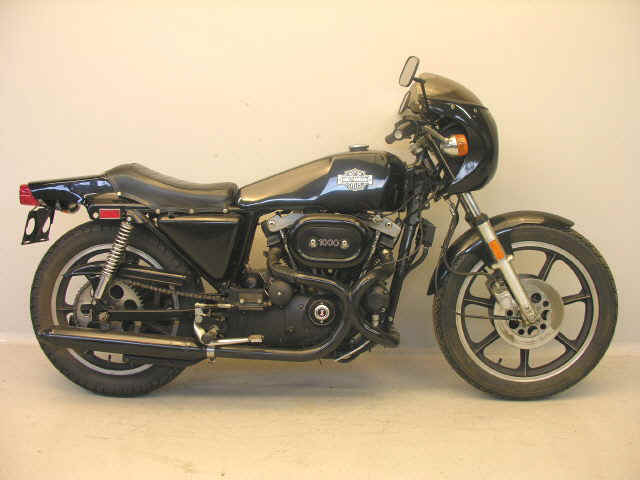
XLCR 1000 Sportster Cafe Racer (1977–1978)

Harley-Davidson Inc., gegründet 1903 als Harley-Davidson Motor Co., ist ein börsennotiertes US-amerikanisches Unternehmen (NYSE: HOG) mit Sitz in Milwaukee, Wisconsin. Es ist für seine typischen Motorräder bekannt. Der Marke Harley-Davidson wurde in Motorradfahrer-Kreisen vielfach ein Kultstatus zugeschrieben.

## Unternehmensstruktur
| 8,4 %  | Capital Research Global Investors |
| 5,57 % | The Vanguard Group, Inc.          |
| 86,3 % | Streubesitz                       |

President und Chief Executive Officer der Harley-Davidson, Inc. war bis Ende Februar 2020 Matthew Levatich. Die Außendarstellung des Unternehmens nehmen häufig der Senior Vice President und (bis 2012) Chief Styling Officer Willie G. Davidson sowie der Vice President of Core Customer Marketing William „Bill“ Davidson vor.

## Marken und Geschäftsfelder

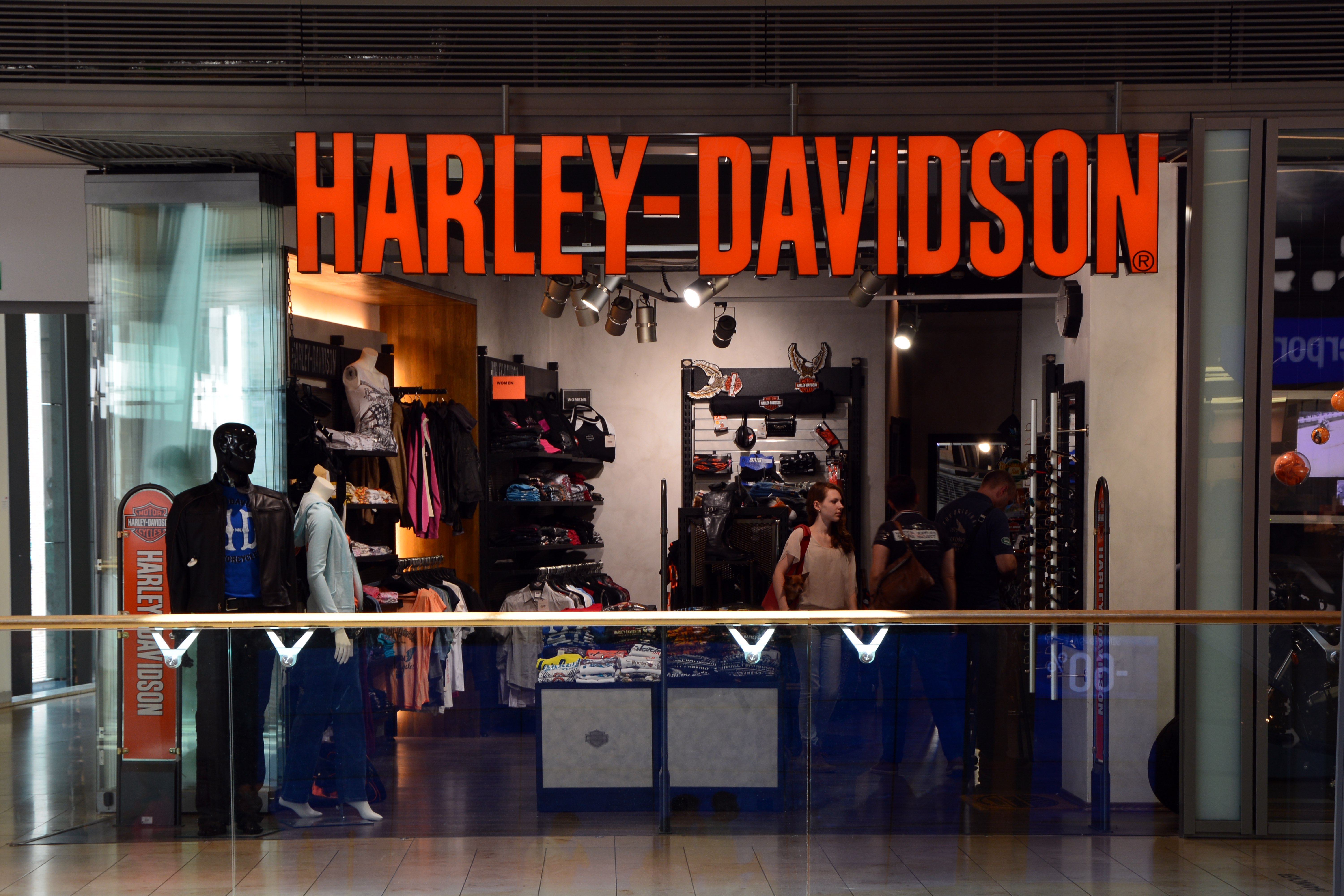
Harley-Davidson Store in Deutschland

Harley-Davidson, Inc. ist gegenwärtig auf zwei Geschäftsfeldern aktiv. Die Harley-Davidson Motor Company produziert und vermarktet Motorräder der Marke Harley-Davidson sowie Ersatzteile, Zubehör (Custom Parts), Bekleidung und Merchandising-Artikel. Das Tochterunternehmen Harley-Davidson Financial Services, Inc. stellt Finanzdienstleistungen für Groß- und Einzelhändler, Versicherungsdienstleistungen für Händler und Motorradfahrer sowie allgemeine Finanzprodukte bereit. Ferner hält es die Rechte an den Marken Buell und MotorClothes.

## Fabrikstandorte
Die Produktionsstätten für Harley-Davidson-Motorräder in den USA in den 2020er Jahren sind:
- York (Pennsylvania), Endfertigung der Modellreihen Touring und Softail sowie von Sondermodellen und Trikes[3]
- Kansas City (Missouri), Endfertigung der Modellreihen Sportster, Dyna und der Modelle der VRSC-Familie sowie Produktion deren Antriebsstränge[4]
- Menomonee Falls (Wisconsin), Produktion der Motoren und Getriebe[5]

Zusätzlich unterhält Harley-Davidson Fabriken in Brasilien und Indien für den lokalen Markt.
Die Buell Motorcycle Company produzierte die Motorräder der Marke Buell, Teile und Zubehör und vermarktete eine eigene Bekleidungs- und Merchandising-Linie. Seit Ende 2009 ist die Produktion von Buell-Motorrädern eingestellt.
Während im amerikanischen Markt der Marktanteil von Harley-Davidson bei schweren Motorrädern (über 651 cm³) bei 57,2 % liegt, erreicht der Marktanteil in Europa in diesem Segment 13,3 %. Harley-Davidson verkaufte weltweit 247.625 Motorräder, der stärkste Markt sind nach wie vor die USA mit 160.477 verkauften Einheiten (Stand 2012).

## Markenstrategie

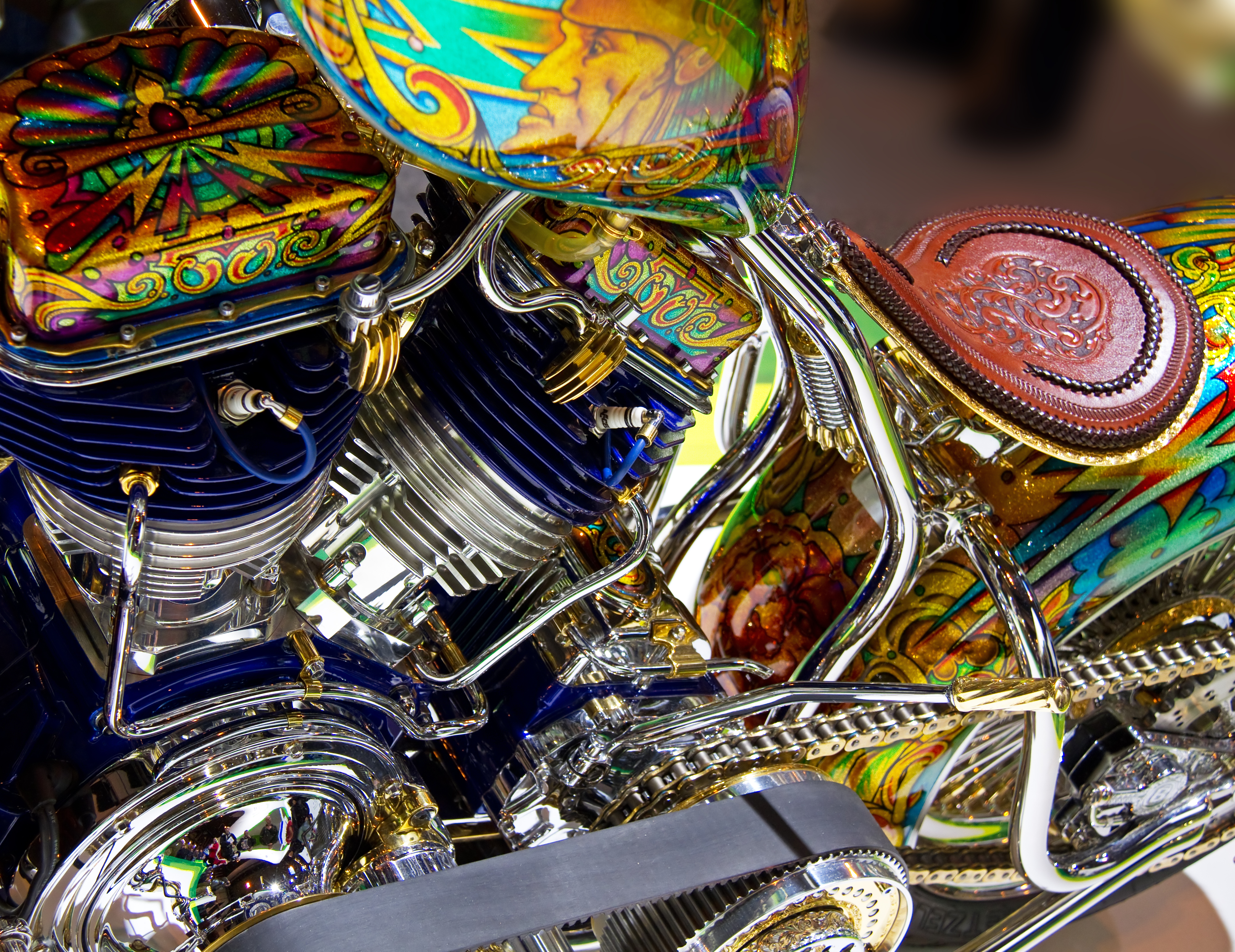
Harley-Kult zwischen Retro-Kitsch, Drag Style und Hog-Chop-Art

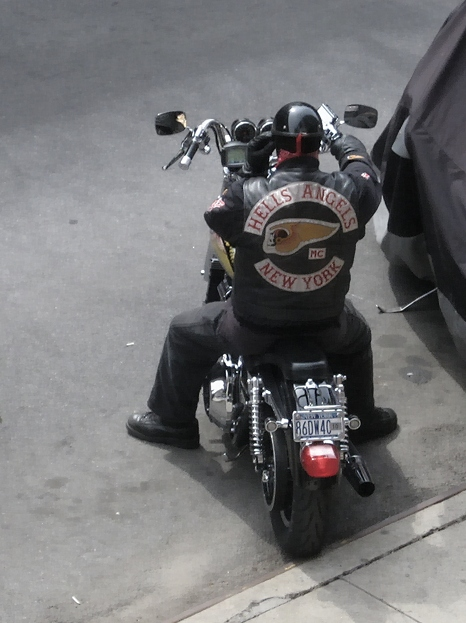
Ein Mitglied der Hells Angels auf einer Harley

Statt in den 1980er Jahren mit den Japanern auf dem Gebiet technologischer Fortschritte zu konkurrieren, stellte Harley-Davidson mit seiner neuen Werbestrategie in erster Linie den Charakter und den Erlebniswert der Produkte in den Vordergrund. Aus psychologischer Sicht wurden der Mythos des amerikanischen Traums von Freiheit und Abenteuer und die Zugehörigkeit zur großen Harley-Davidson-Familie, auch durch die Gründung der Harley Owners Group (HOG) 1983, angestrebt. Zur Strategie zählt die Produktausweitung auf Motorrad- und Freizeitkleidung, Wohn- und Geschenkartikel und vor allem der Individualismus der Marke, die gezielt durch das Customizing angesprochen wird.

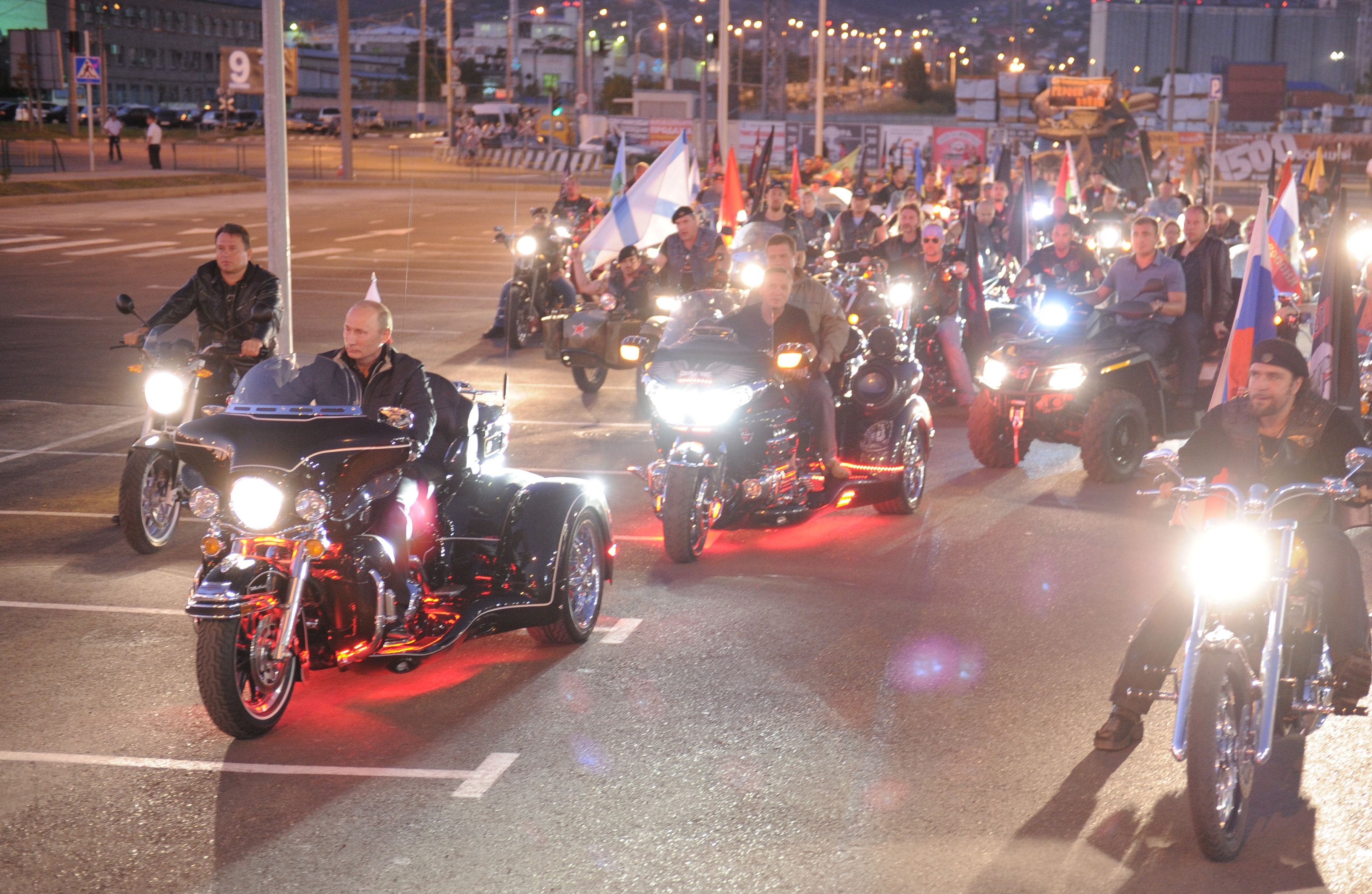
Wladimir Putin mit russischer OMCG auf HD-Tri Glide

„Wir verkaufen einen Lebensstil – das Motorrad gibt es gratis dazu.“

Problematisch war und ist die Abgrenzung zu Rockergruppen wie Hells Angels und anderen Outlaw Motorcycle Gangs, die zu ihrer Identität und Mitgliedschaft mehr oder weniger Harley-Davidson-Motorräder vorschreiben.
Harley-Davidson wurde, gerade weil der Hersteller Retro-Motorräder mit der Technik der 1940er Jahre anbietet, endgültig zur Kultmarke und positioniert seine Produkte im (preislichen) Premium-Sektor. Für Harley-Käufer, deren Durchschnittsalter bei 47 Jahren (2006) liegt, sind es nicht einfach nur Motorräder, sondern „Kunstwerke“ beziehungsweise nostalgischer Warenfetisch. Für Harley-Davidson-Kritiker wird schon durch die Masse mancher Modelle die Marke als „ineffizientes Relikt“ einer vergangenen Zeit bewertet, dessen Bestätigung durch Rückrufaktionen erfolgt.

„Am achten Tag schuf Gott die Harley.“

## Geschichte

### Überblick
William S. Harley war ab 1896 bei der Meiselbach Bicycle Factory in North Milwaukee tätig. Von 1901 bis 1903 arbeitete er mit Arthur Davidson bei der Pawling & Harnischfeger in Milwaukee, einem Elektromotoren-Hersteller, Harley als Technischer Zeichner und Davidson als Modellbauer. Als einschneidendes Erlebnis für Harley und Davidson wird vor allem der Auftritt der Schauspielerin Anna Held im Jahr 1901 genannt. Sie fuhr mit einem De-Dion-Bouton-Motordreirad durch die Straßen von Milwaukee.
Von 1901 an benutzten Harley und Davidson für ihre ersten Versuche Räumlichkeiten von Henry Melk, einem Eisenwarenhändler. 1903 bezogen sie ihre erste eigene Werkstatt, einen kleinen Schuppen hinter dem Haus der Familie Davidson in Milwaukee. Die Räumlichkeiten wurden knapp und die beiden Tüftler benötigten mehr Platz. Hilfe kam von Ole Evinrude. Diese geschäftlichen Verbindungen bestanden bis 1904. Später schlossen sich die Brüder William und Walter Davidson den beiden an.

Harley-Davidson (1903) – das erste Motorrad von Bill Harley und Arthur Davidson (nach Stephen Wright)

### Gründung

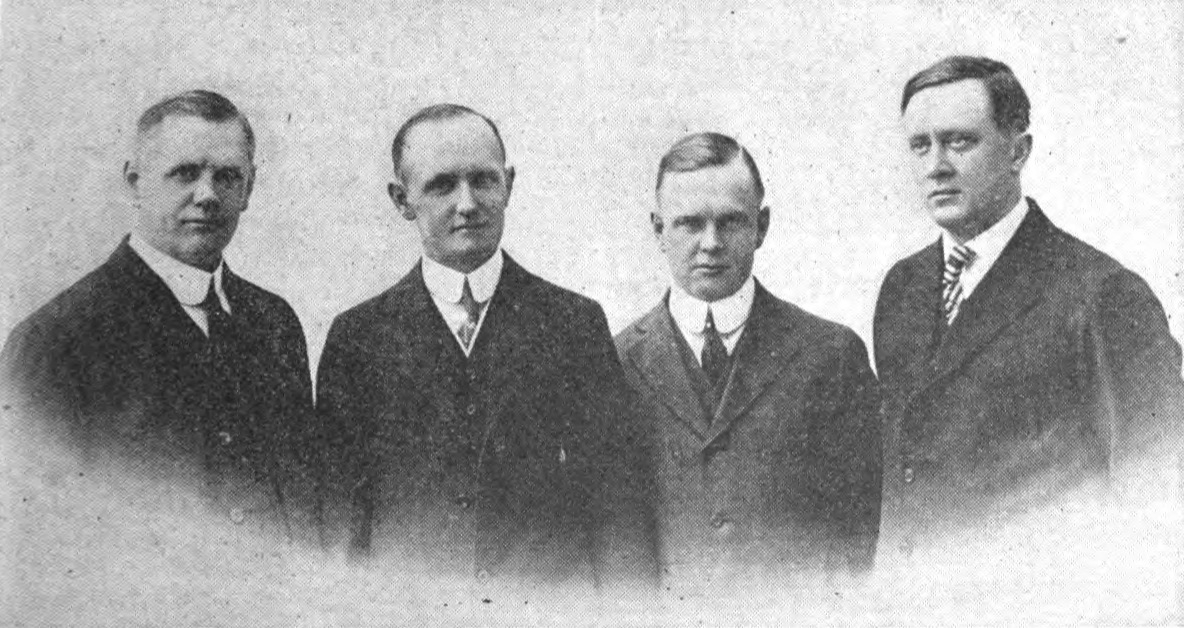
William, Walter und Arthur Davidson, W. Harley (von links nach rechts)

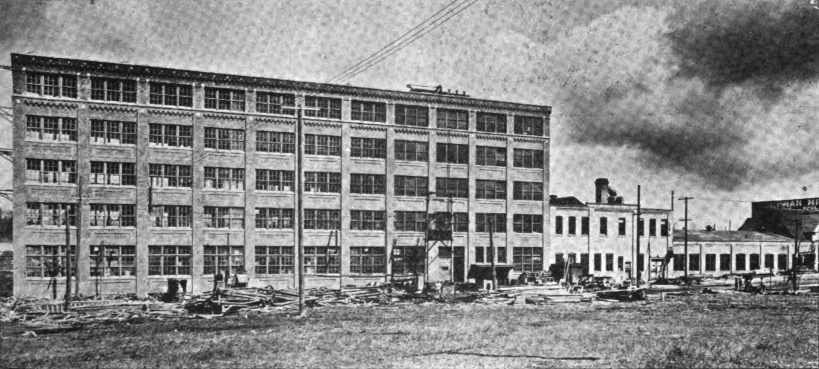
Harley-Davidson-Fabrikhalle, 1911

Am 17. September 1907 wurde bei einem Notar die Harley-Davidson Motor Company of Milwaukee gegründet. Die Aufgabenverteilung war klar geregelt. Präsident wurde Walter Davidson, Sekretär und Verkaufsmanager Arthur Davidson, William Harley wurde Chefingenieur, William Davidson Vizepräsident und Produktionsleiter. Die Geschäftsanteile wurden bei einem Einlagevermögen von 14.200 US-Dollar folgendermaßen aufgeteilt: Walter Davidson: 50 Anteile, Arthur Davidson: 47 Anteile, William A. Davidson: 40 Anteile und William S. Harley: 5 Anteile. Begründet wurde dies vom Unternehmen damit, dass Walter Davidson eine Familie zu ernähren hatte, während William Harley studierte.

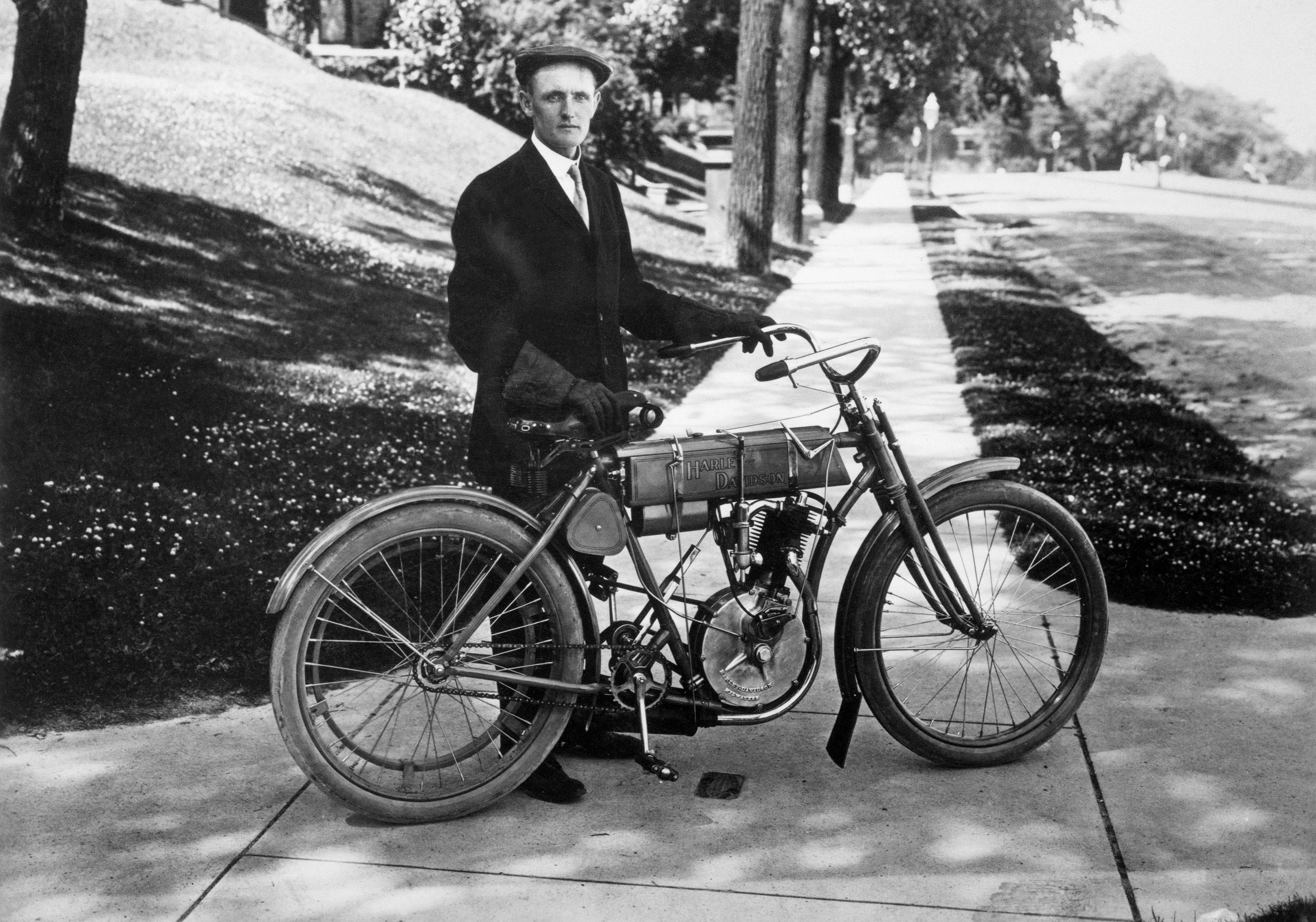
Walter Davidson mit Modell 4 (1908)

1908 gewann Walter Davidson ein Verbrauchsrennen in der Hubraumklasse bis 30,5 ci über 50 Meilen, bei dem er mit dem Modell 4 (1908) „ein Quart und eine Fluid ounce“ (etwa 0,95 Liter) an Kraftstoff benötigte – dies entspricht einem Gesamtverbrauch von etwa 1,2 Litern auf 100 Kilometer. Der Erfolg von Walter Davidson (durch „Eile mit Weile“) wurde in ganzseitigen Anzeigen angepriesen. Daraufhin folgten erste Aufträge für die Lieferung von Motorrädern für Polizei und die Bell Telephone Company. Die Firma beschäftigte 18 Mitarbeiter, zwei Jahre später waren es bereits 149. Im selben Jahr wurde ein größeres Anwesen an der Chestnut Street für die Produktion bezogen.
1912 wurde das neue Gebäude an der Juneau Avenue in Milwaukee bezogen.

### Krisen

#### 1960er Jahre
Ende der 1950er Jahre waren die US-amerikanischen Modelle von Harley-Davidson nicht auf der Höhe der Zeit, was sich in zahlreichen Tests der Fachpresse niederschlug. Der bis 1965 gebaute Panhead-Motor war ein für damalige Verhältnisse simpler OHV-Motor mit 2 Ventilen pro Zylinder. Die Leistung von 55 PS aus 1200 cm³ war mit einer Literleistung von 45,83 PS/L nicht zeitgemäß. Die Verkaufszahlen sanken. Um überleben zu können, wurde Harley-Davidson 1965 in eine Aktiengesellschaft umgewandelt, um dem Unternehmen frisches Kapital zum weiteren Bestehen zu verschaffen. Die Aktienmehrheit blieb im Besitz der Familie Davidson. 1966 war jedoch das Börsenkapital aufgebraucht, während die italienischen Werke nur Verluste erwirtschafteten. Auch konnten ihre veralteten Zweitakter gegen die etablierte europäische und die erblühende japanische Konkurrenz nicht bestehen. Der vorläufige Tiefpunkt war 1968 mit 26.748 gebauten und nur 15.475 verkauften Motorrädern erreicht.

#### AMF-Debakel (1969–1981)
Rettung in der Not versprach der Mischkonzern AMF (American Machine and Foundry) im Januar 1969. Auch unter deren Ägide blieb William H. Davidson zunächst bis 30. September 1973 geschäftsführender Präsident. Ihm folgten bis 1981 fünf Manager, denen es infolge ihrer mangelnden Branchenkenntnis trotz erheblicher Investitionen nicht gelang, Harley-Davidson dauerhaft in die Gewinnzone zu führen. Vor diesem Hintergrund wurden die 1960 erworbenen Anteile an den italienischen Werken 1978 an Cagiva verkauft. Dies geschah nicht zuletzt aus Gründen der Imagepflege, denn seit den 1970er Jahren war die Chopper-Bauform eine gewinnbringende Modeerscheinung im Motorradbau. Auch wenn die japanische Konkurrenz ebenfalls Chopper in ihr Programm aufnahm, so galt Harley-Davidson als deren Ursprung. Kleine Modelle mit Zweitaktmotor passten nicht ins Bild. Die Belegschaft wurde angesichts fragwürdiger Entscheidungen der durch AMF eingesetzten Geschäftsleitung, insbesondere im Hinblick auf die Modellpolitik, zunehmend unzufriedener. In der Folge sank die Produktqualität; es kam zuerst zu Bummelstreiks, danach zu ausgedehnten Arbeitsniederlegungen. AMF drohte im Gegenzug mit der Schließung.

#### 1980er Jahre
Stattdessen kam es im Juli 1981 zum Management-Buy-out durch eine dreizehnköpfige Gruppe ehemaliger Manager und Mitarbeiter der Firmenleitung um Vaughn Beals, Willie G. Davidson und Charles Thompson. Ihnen gelang es, mit Hilfe eines Kredits der Citigroup über 80 Millionen Dollar, die Motor Company zu übernehmen. Zu diesem Zeitpunkt hatte sich das einst blühende Unternehmen inmitten eines boomenden Motorradmarktes zum Sanierungsfall entwickelt. Hohe Produktionskosten, eine veraltete und nicht marktgerechte Produktpalette und Qualitätsmängel hatten zu einem erheblichen Imageverlust geführt. Demgegenüber verzeichneten die japanischen Motorradhersteller ein kräftiges Wachstum und erzielten Rekordgewinne, da sie die Wandlung des Motorrades vom ehemals kostengünstigen „Transportmittel des kleinen Mannes“ hin zum trendigen Lifestyleprodukt gestaltet hatten. Die Sanierung gelang nicht von heute auf morgen. Sie umfasste unter anderem eine Reorganisation des gesamten Managements und den Abbau von 43 Prozent der Arbeitsplätze auf nur noch 2000 Mitarbeiter. Viele Produktionsmethoden wurden überdacht und strikte Qualitätskontrollen eingeführt. Die umfangreichste Sanierungsmaßnahme bestand in der Entwicklung neuer, zeitgemäßer Produkte, verbunden mit einem Umsteuern beim Marketing. Aufgrund des Zeitbedarfs zur Entwicklung neuer Motoren und Fahrzeugkonzepte löste der Evolution-Motor (kurz: Evo) erst 1984 die betagten Shovelhead-Konstruktionen mit ihren Grauguss-Zylindern ab. Obgleich diese Maschine im Hinblick auf Qualität, Langlebigkeit und Zuverlässigkeit einen deutlichen Fortschritt darstellte, verharrte sie konzeptionell weitgehend auf klassischem Niveau. Dank des erfolgreichen neuen Marketingkonzepts beeinträchtigte dieser Umstand den Verkaufserfolg nicht. Im Jahr 1983 wurde Harley-Davidson zudem durch die Regierung Reagan unterstützt, indem der Einfuhrzoll auf Motorräder über 43 Kubikzoll bzw. 700 Kubikzentimeter Hubraum von zuvor 4,4 Prozent vorübergehend um bis zu 45 Prozentpunkte erhöht wurde.

### Börsengang
1986 ging das Unternehmen an die Börse, um mit neuem Kapital einen wirtschaftlichen Aufschwung herbeizuführen. Die Umsätze stiegen in den Folgejahren bis 2003 durchschnittlich um 18 Prozent jährlich und es konnten aufgrund des Gewinns entsprechende Dividenden gezahlt werden. Seit 2006 ist der Börsenwert rückläufig und hinter den Durchschnittswerten von 2003 erkennbar zurückgefallen.

### Zu- und Verkäufe

#### Aermacchi

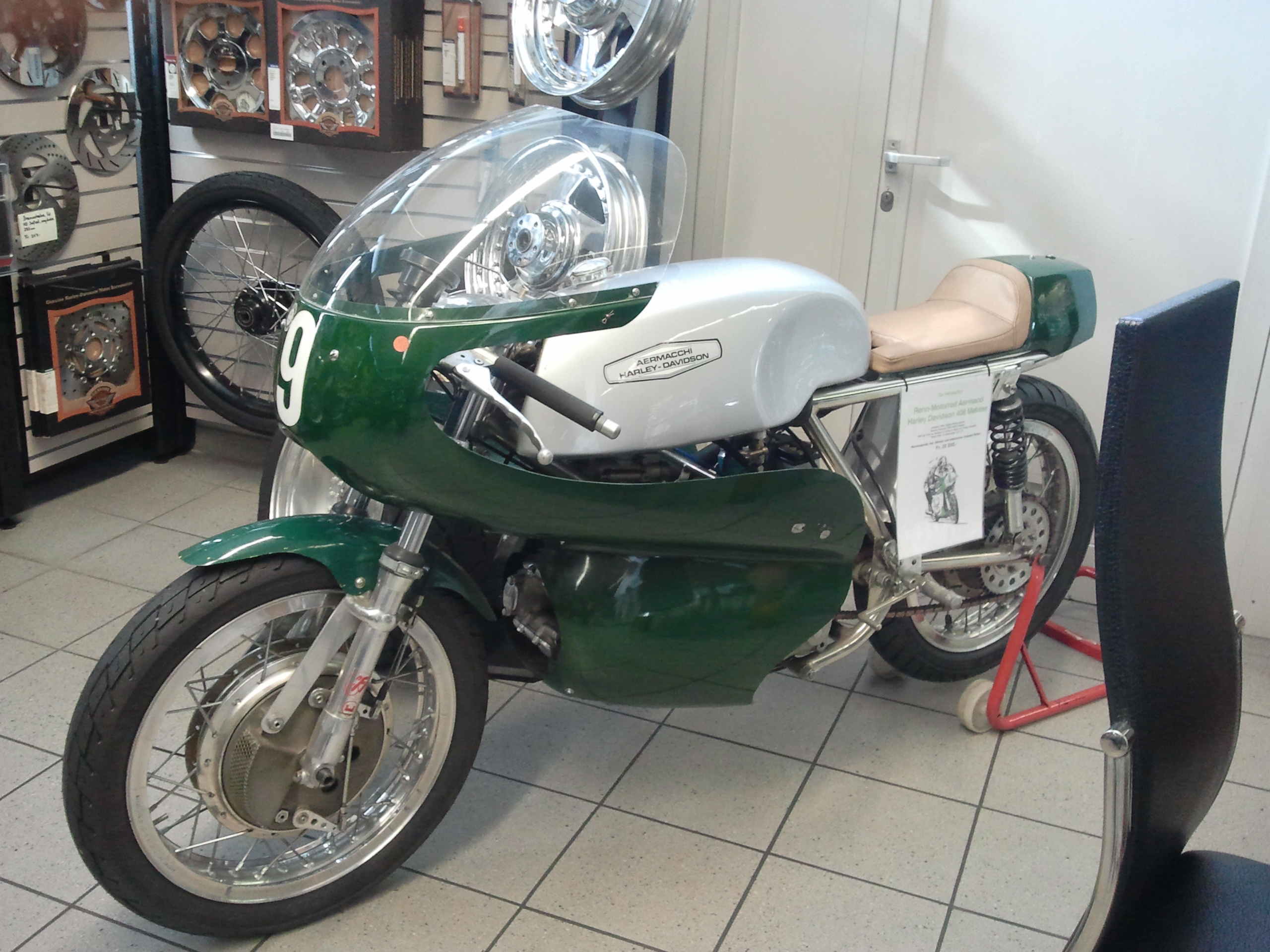
Rickman Aermacchi Harley-Davidson Ala d’Oro 408 GP aus der Königsklasse (ca. 1968)

Anfang der 1960er Jahre beteiligte sich Harley-Davidson an dem italienischen Flugzeugbauer Alenia Aermacchi mit 50 %. Aermacchi hatte bereits 1948 mit dem Motorradbau begonnen. Dadurch erhoffte sich Harley-Davidson Fortschritte in der Verarbeitung von Aluminium, was in der Luftfahrtindustrie schon zu wesentlichen technischen Fortschritten geführt hatte. Die bei dieser Zusammenarbeit entstandenen Motorräder werden als Aermacchi-Harley-Davidson bezeichnet. Einen der Glanzpunkte stellt dabei die Rickmann-Aermacchi Harley-Davidson 408 GP dar, ein mithilfe von Rickman entwickeltes Rennmotorrad für die 500-cm³-Klasse der Motorradweltmeisterschaft. 1978 wurden die Anteile am Aermacchi-Werk an Cagiva verkauft.

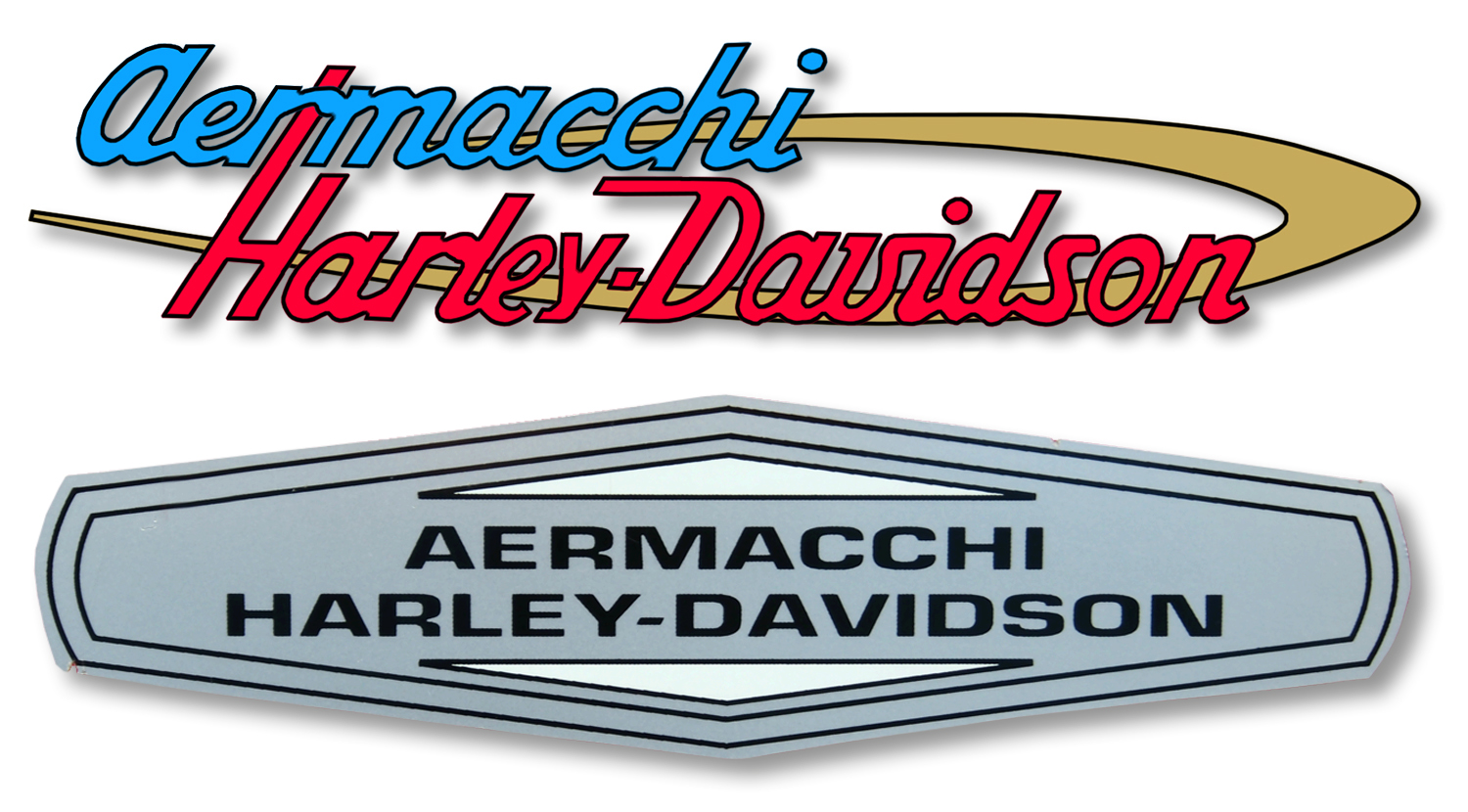
Das Unternehmen verwendete in seiner Geschichte verschiedene Logos:[30] oben eine Version für die Zeit von 1960 bis 1967, darunter das Tankemblem von 1968 bis 1972
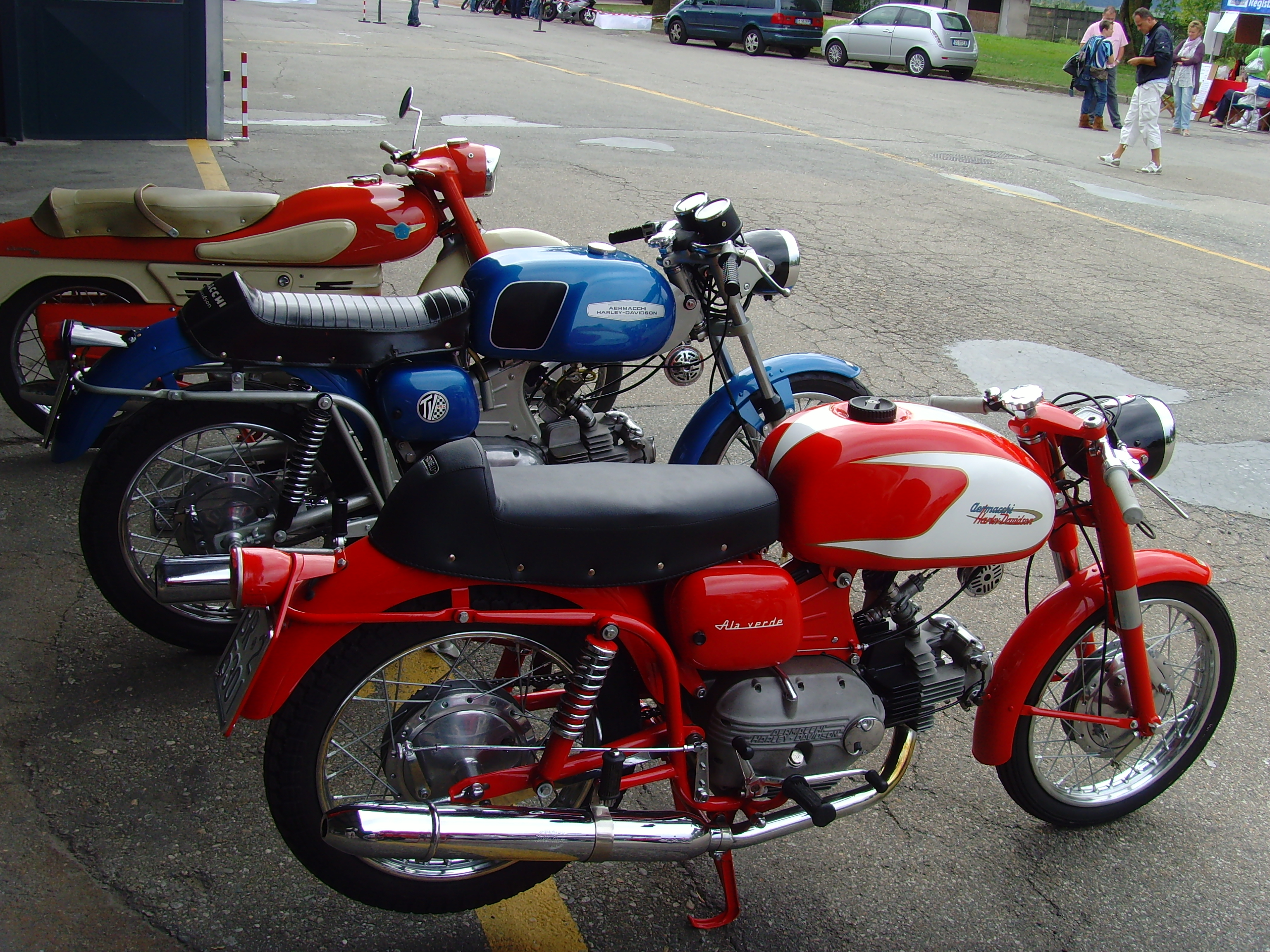
Aermacchi-Harley Davidson 250 Ala Verde (1959–1972), Aermacchi-Harley-Davidson 350 TV (1971–1972) und Aermacchi 250 Chimera (1956–1961)
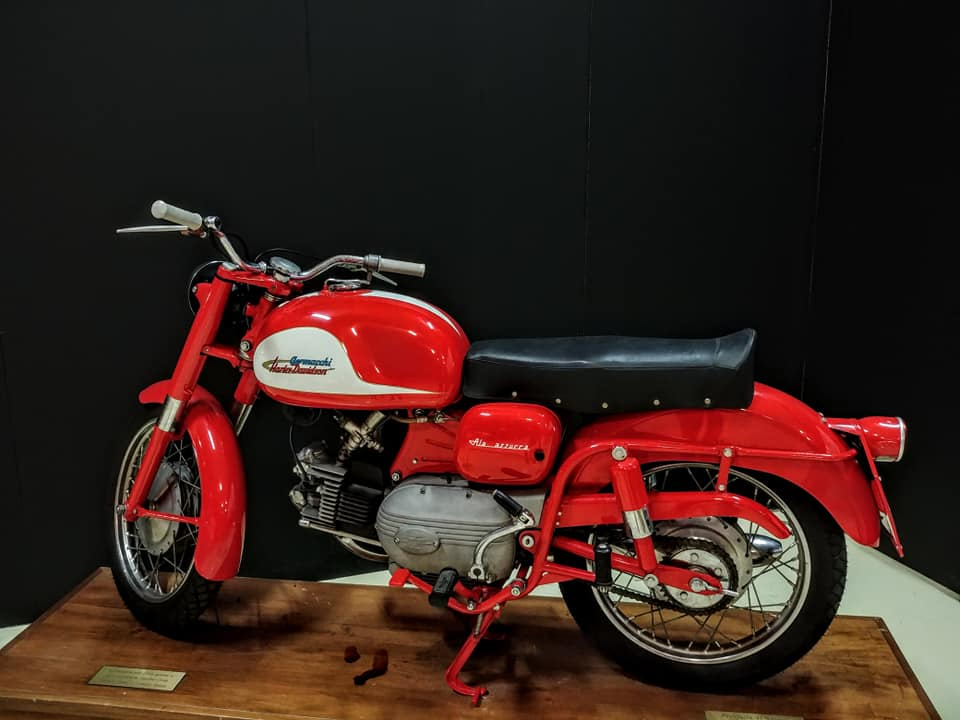
Aermacchi Harley-Davidson ala azzurra
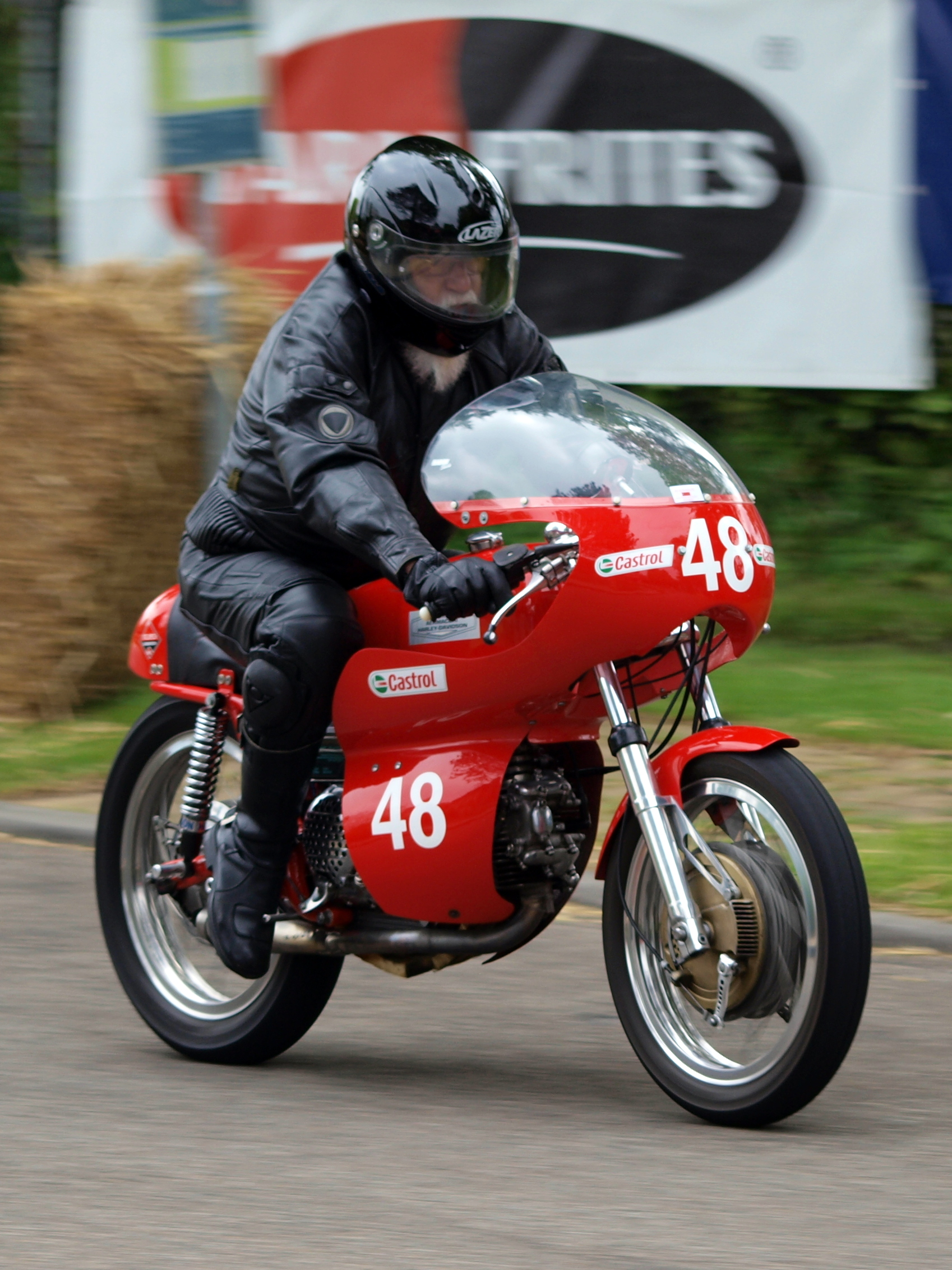
Aermacchi Harley-Davidson No. 48
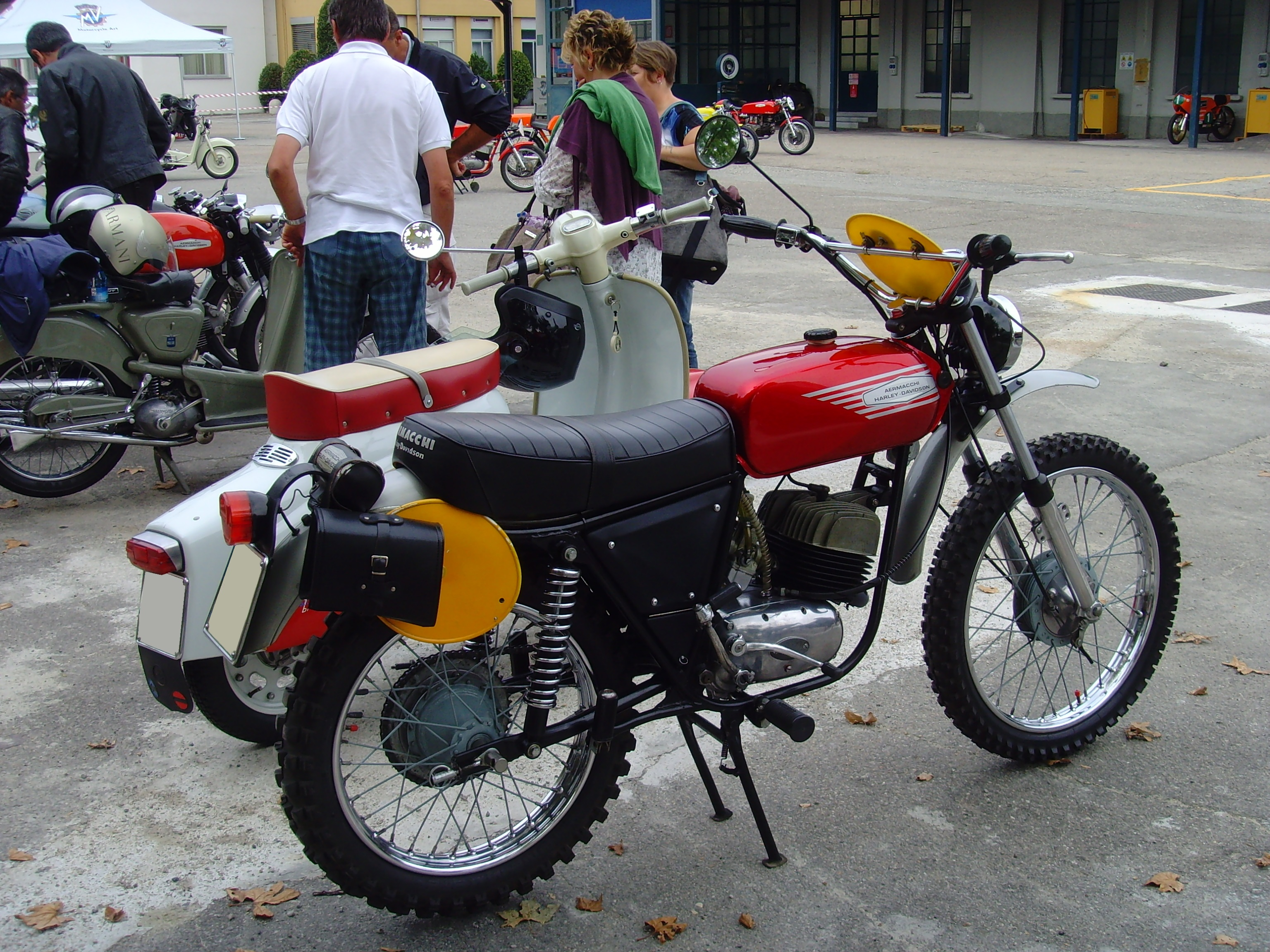
Aermacchi HD 125 RC
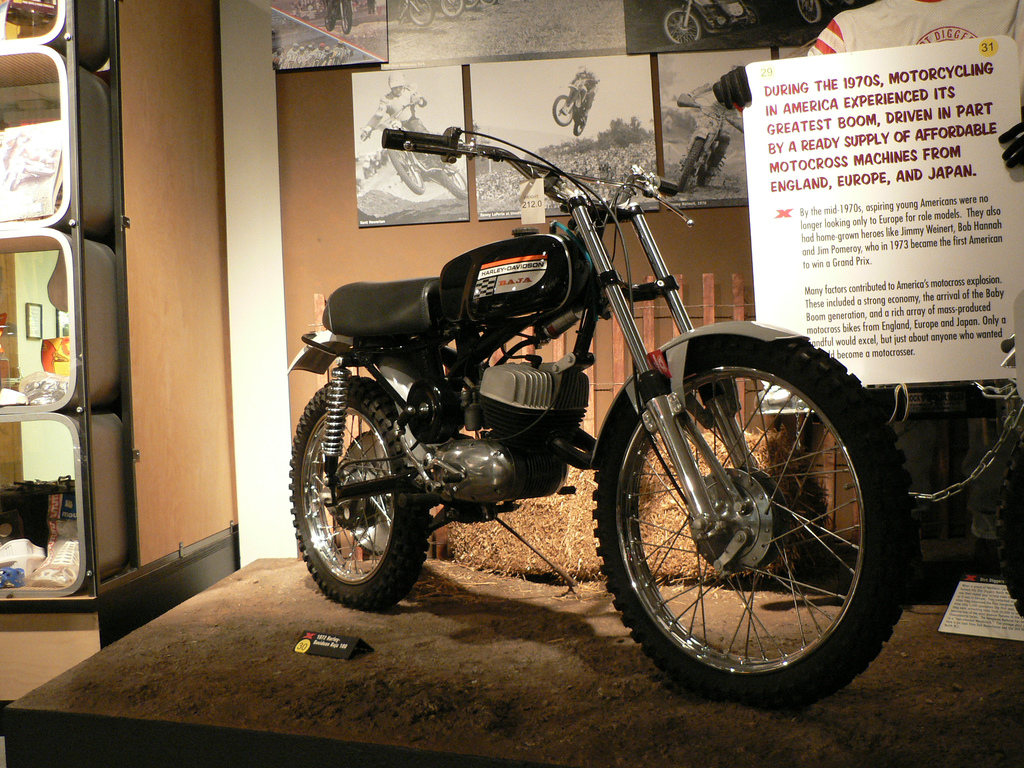
Aermacchi Harley-Davidson Baja 100 (1972)

#### Buell

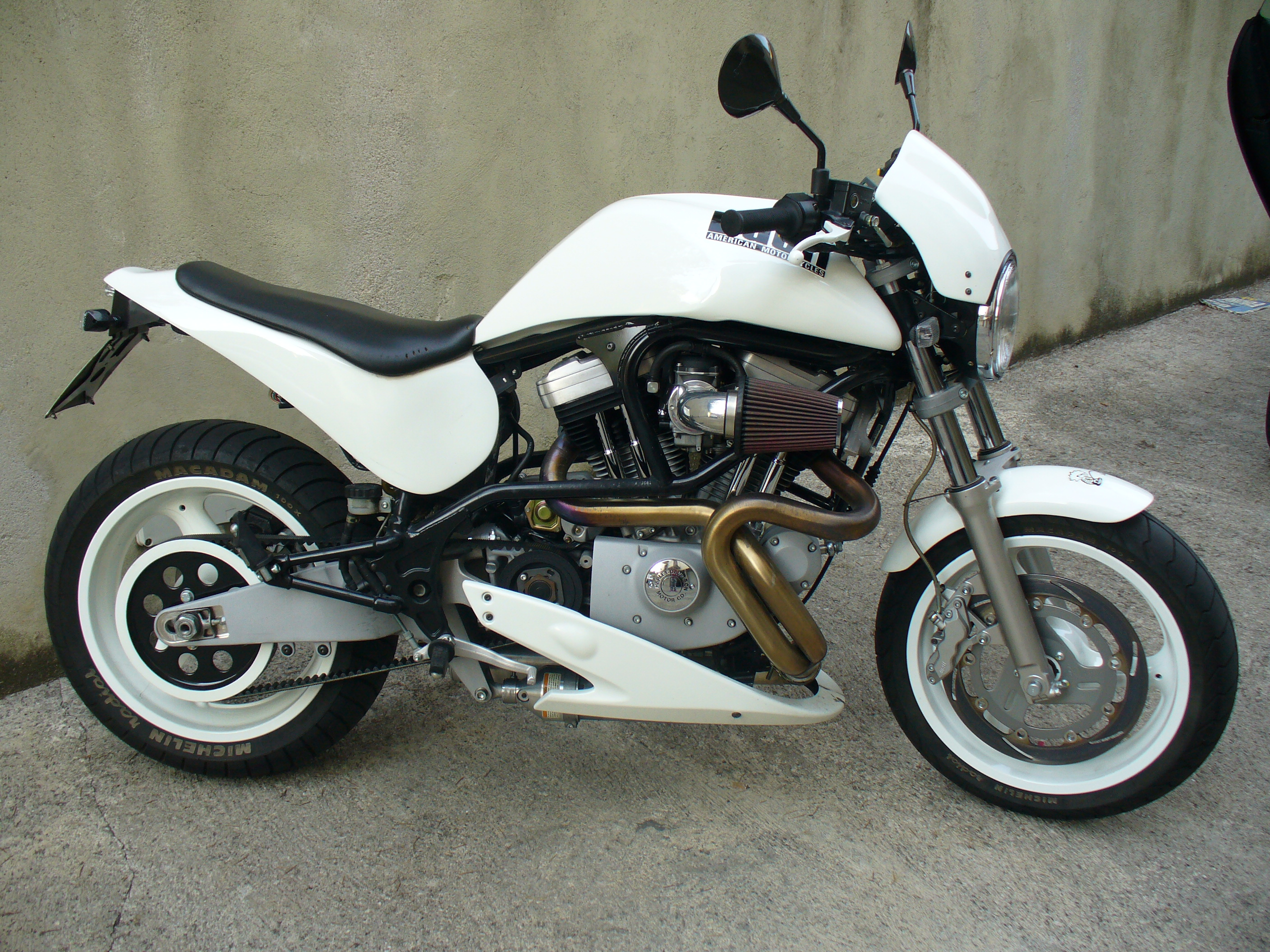
Buell M2

1993 übernahm Harley-Davidson 49 % der Geschäftsanteile des Motorradherstellers Buell, der Harley-Motoren hinsichtlich der Leistung weiterentwickelte und sie in eigene sportliche Rahmen einbaute. Das erste gemeinsame Motorrad war die mit 218 Kilogramm verhältnismäßig leichte Buell S2 mit dem 1200er Sportster-Motor, der 76 PS (56 kW) bei 5200 min−1 leistete. 1996 folgte die Buell S1 mit 91 PS Leistung und 209 km/h Höchstgeschwindigkeit. 1997 übernahm Harley weitere 49 %, 2 % blieben bis 2003 beim Firmengründer Erik Buell. 1997 folgten die Modelle S3 und M2, 2002 die XB9S, 2004 die XB12S und 2007 die Buell 1125R mit einem von Rotax entwickelten wassergekühlten V2-Motor mit DOHC-Ventilsteuerung und 1125 cm³ Hubraum, der 146 PS (107 kW) bei 10.200 min−1 leistete. Am 30. Oktober 2009 schloss Harley-Davidson überraschend die Motorradfabrikation von Buell.

#### KTM-Gerüchte
1998 gab es Hinweise für eine Übernahme des österreichischen Motorradherstellers KTM durch Harley-Davidson, die sich jedoch nicht bestätigten.

#### MV-Agusta
Harley-Davidson übernahm im Juli 2008 die italienische MV-Agusta-Gruppe mit den Marken MV Agusta und Cagiva für 70 Millionen Euro einschließlich der Bankschulden. Claudio Castiglioni, früherer Besitzer von MV Agusta, kaufte am 6. August 2010 die Marke von Harley-Davidson zurück, Kaufpreis angeblich 3 Euro.

## Baureihen
Zurzeit (2024) vertreibt Harley-Davidson in Deutschland Modelle mit folgenden Motoren:
| Bauart          | Hubraum   | Grand American Touring      | Cruiser                                                         | Adventure Touring | Sport         | Trike                           | Bemerkung |
| --------------- | --------- | --------------------------- | --------------------------------------------------------------- | ----------------- | ------------- | ------------------------------- | --------- |
| Revolution X    | 749 cm³   |                             |                                                                 |                   |               |                                 |           |
|                 | 975 cm³   |                             |                                                                 |                   | - Nightster   |                                 |           |
|                 | 1.252 cm³ |                             |                                                                 | - Pan America     | - Sportster S |                                 |           |
| Milwaukee-Eight | 1745 cm³  |                             | - Sport Glide - Softail Standard                                |                   |               |                                 |           |
|                 | 1868 cm³  | - Ultra Limited             | - Hydra Glide - Fat Boy 114 - Street Bob 114 - Heritage Classic |                   |               | - Freewheeler - Tri Glide Ultra |           |
|                 | 1923 cm³  | - Street Glide - Road Glide | - Low Rider S - Breakout 117                                    |                   |               |                                 |           |

### Modellpalette insgesamt
Die Modellpalette von Harley-Davidson ist in sechs Baureihen gegliedert: FXR, Softail, Dyna, Touring, Sportster und V-Rod, wobei unter der Marke CVO lediglich Sondermodelle zu verstehen sind. Angetrieben werden diese sechs Baureihen von fünf Grundmotoren, die unter anderem durch unterschiedliche Bohrungs- und Hubvarianten mehrere Motorenkonfigurationen ergeben. Ein wesentlicher Unterschied zwischen diesen Baureihen besteht im jeweils eigenständigen Rahmen. Innerhalb der einzelnen Baureihen unterscheiden sich die Modelle durch unterschiedliche Anbauteile wie Lenker, Räder, Schutzbleche (Fender), Tanks und Sitzbänke, durch unterschiedliche Ausstattung mit zusätzlichen Anzeigeinstrumenten, Zusatzscheinwerfern sowie durch eine modellspezifische Farbpalette. Alle Modelle sind serienmäßig (die Sportster Iron 883 wahlweise) mit einem ABS von Brembo ausgerüstet. Zusätzlich bietet Harley-Davidson unter der Marke Custom Vehicle Operations (CVO) einige Sondermodelle an, die auf ausgewählten Serienmodellen basieren und im Jahresrhythmus von anderen Sondermodellen abgelöst werden. Sie unterscheiden sich durch unterschiedliche Anbauteile, Zusatzausstattung, Sonderlackierungen und meist leistungsstärkere Motoren mit vergrößertem Hubraum. Zur Unterscheidung der CVO-Sondermodelle wird an das Ende der Standard-Typenkennzeichnung die Buchstabenkombination SE für „Screamin’ Eagle“ angehängt (z. B. FXSBSE = CVO Breakout).

### FXR und FXRS

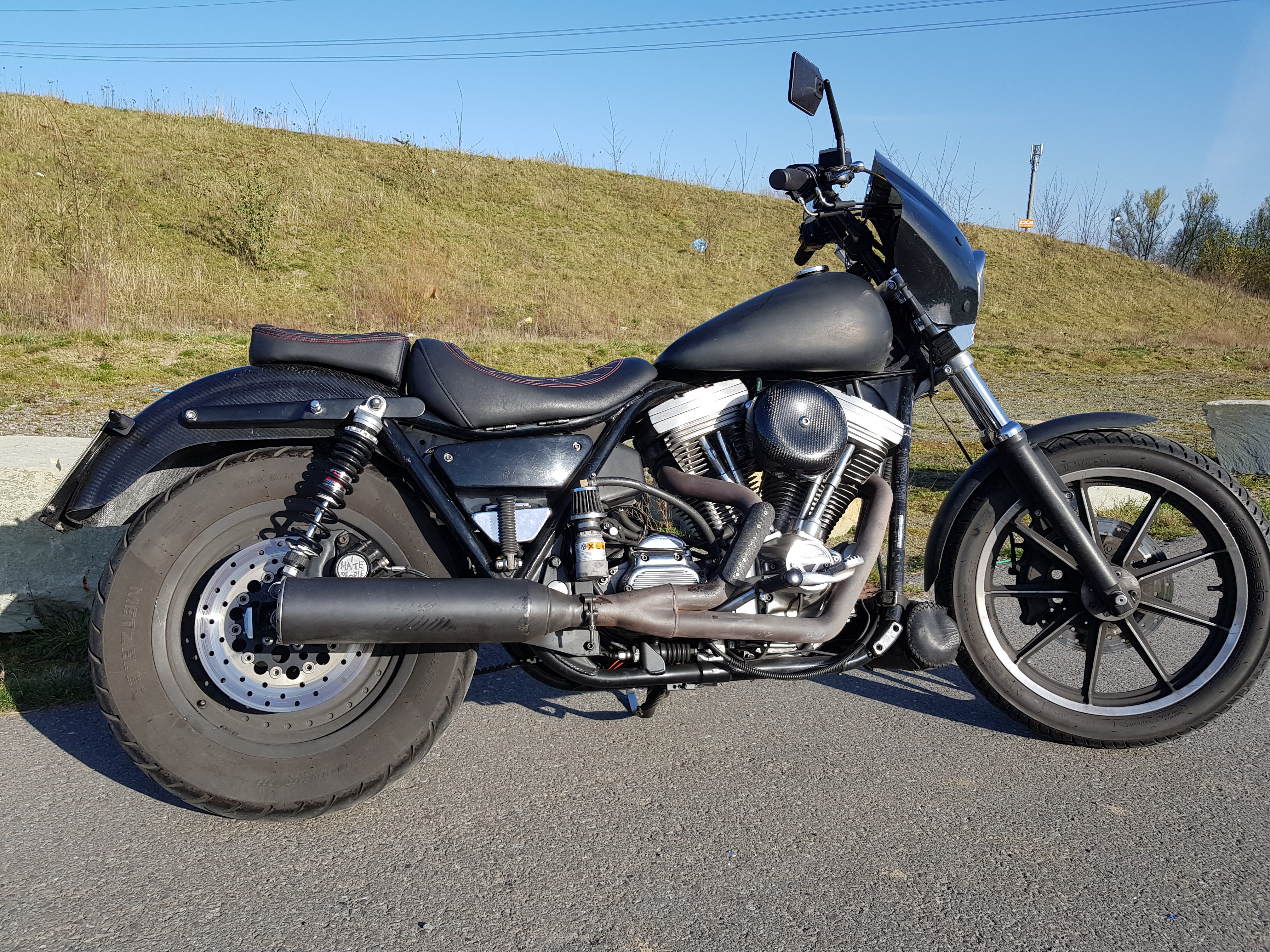
Motorcycle FXRS

Die FXR und FXRS Super Glide II wurde 1982 eingeführt und neben den bestehenden FX-Modellen verkauft. Die FXR war das Basismodell mit schwarzer Lackierung und Speichenrädern. Die FXRS war das Luxusmodell mit zweifarbiger Lackierung, Gussrädern und einer Sissybar. Das FXR-Chassis war im Wesentlichen ein FLT-Tour-Glide-Chassis mit etwas größerem Durchmesser der Rahmenrohre und einem konventionelleren Design um den Lenkkopf herum. Als solches hatte es einen gummigelagerten Motor und ein Fünfgang-Getriebe, im Gegensatz zur festen Lagerung und dem Viergang-Getriebe des ursprünglichen FX-Chassis.
Im Jahr darauf führte Harley 1983 die FXRT Sport Glide ein, eine Super-Glide-Variante mit Verkleidung und Satteltaschen. Nach der Einstellung der entsprechenden FX-basierten Modelle wurde aus der FXR Super Glide II die FXR Super Glide und aus der FXRS Low Glide die FXRS Low Rider. Die Wide Glide wurde eingestellt, weil der FXR-Rahmen nicht für die breiten Gabeln geeignet war.
Die 1984er Disc Glide, wie sie genannt wurde, war ein sehr seltenes Motorrad. Es hatte das erste Chrom-Paket: verchromte Rockerboxen, Nose-Cone und Primärdeckel. Es wurde FXRSDG genannt.

### Softail

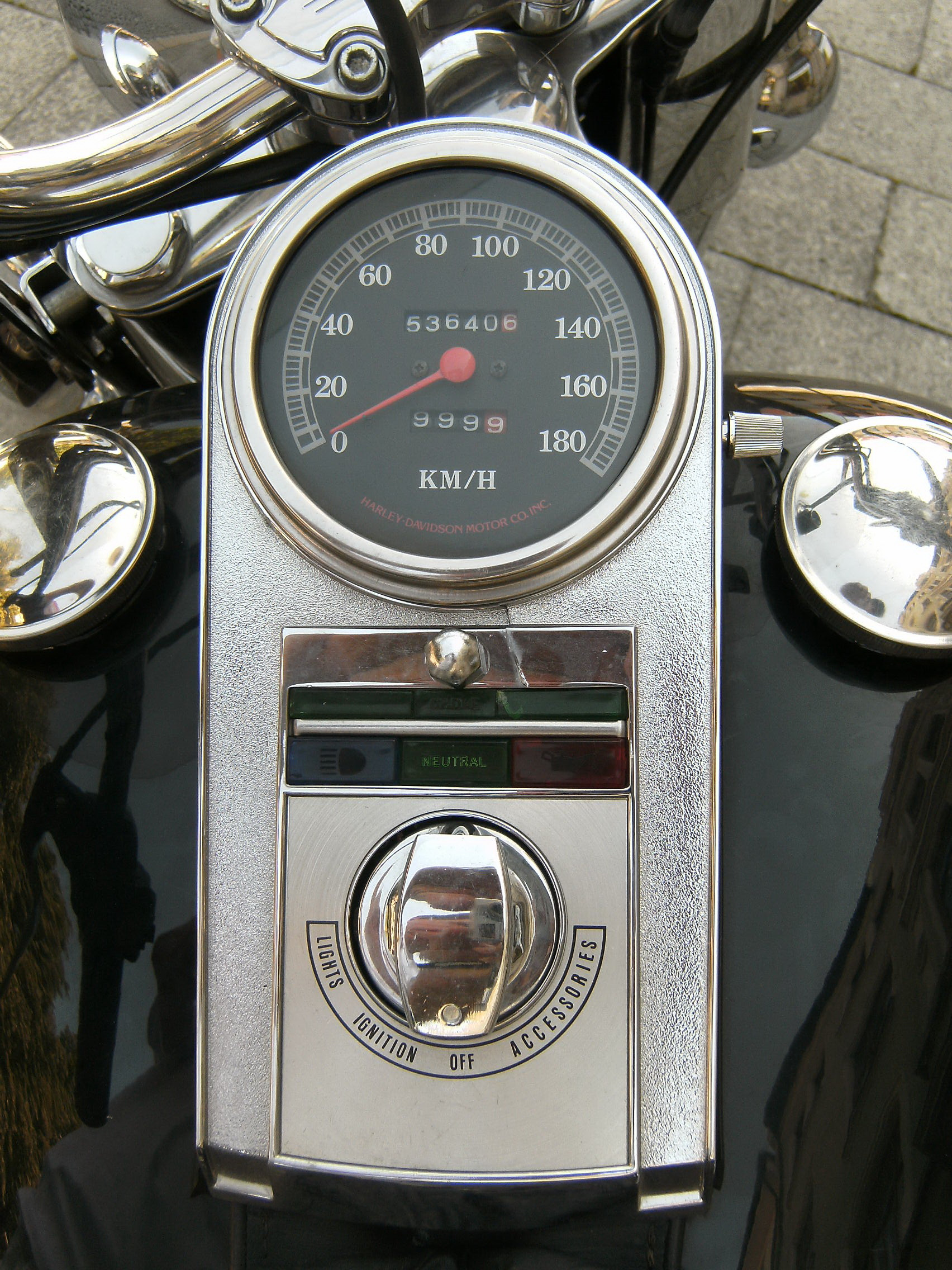
Tachometer einer Softail

Die Softail-Baureihe umfasst die Modelle Sport Glide, Street Bob, Slim, Low Rider, Heritage Classic, Fat Boy, Fat Bob, Night Train, Softail Deluxe und Breakout. Eine Sonderrolle kommt dabei der FXDR114 zu, die entgegen den Firmengepflogenheiten bisher keinen „Namen“ bekam. Der ADAC bezeichnet sie als Musclebike der alten Schule.
Anfang der 1980er Jahre wurden Motorräder im Chopper-Look immer beliebter. In den USA war in diesem Zeitraum ein profitabler Handwerkszweig entstanden. Das entging der Geschäftsleitung von Harley-Davidson nicht. Customizer wie z. B. Arlen Ness befassten sich schon damals mit der individuellen Umgestaltung von Serienmotorrädern. Viele griffen und greifen als Ausgangsbasis für ihre Arbeiten auf alte Starr-Rahmen-Chassis (hardtail) zurück, da deren ungefedertes Heck eine schnörkellose Linienführung und eine geringe Sitzhöhe zulässt. Um dieser Form näher zu kommen, ohne zugleich die fahrtechnischen Nachteile und Komforteinbußen eines ungefederten Hinterrades in Kauf nehmen zu müssen, verwendete Harley-Davidson 1984 einen neuen Softail-Rahmen. Bei ihm sitzt das Hinterrad in einer Dreiecksschwinge aus Stahlrohr, wobei die beiden Federbeine näherungsweise waagerecht unter dem Getriebe versteckt sind. Nahezu unsichtbar übernehmen sie die Arbeit für ein Minimum an Komfort. Das Fahrwerk wurde von Bill Davis, einem Ingenieur aus St. Louis entwickelt. Er vergab eine Lizenz seines patentierten Rahmens an Harley-Davidson.
Bei der Softail Baureihe ist der Motor als integraler Bestandteil starr in den Rahmen geschraubt. HD hat auf die üblichen Schwingungsdämpfer, meist Silentblocke, verzichtet. In Kombination mit dem fehlenden Massenausgleich des Evolution-Motors war das Fahrerlebnis auf einer Evo-Softail durch starke Vibrationen geprägt. Diese konnten durchaus zu gelösten Schraubverbindungen, abgerissenen Auspuffanlagen oder gebrochenen Schweißnähten führen. Die Softail-Modelle 2000 bis 2006 waren mit dem Twin-Cam-88B-Motor ausgestattet. Dieser hat zwei Ausgleichswellen (B für englisch Balancer), um die Vibrationen zu verringern. Die Softail-Modelle 2007 bis 2011 wurden mit dem hubraumstärkeren Twin-Cam-96B-Motor mit elektronischer Kraftstoffeinspritzung ESPFI, aktivem Ansaug- und Auspuffsystem sowie Cruise-Drive-Sechsganggetriebe ausgerüstet. Seit dem Modelljahrgang 2014 bis 2017 haben alle Softail-Modelle den Twin-Cam-103B-Motor mit nunmehr auf 1690 cm³ erweitertem Hubraum. Ab 2018 werden alle Softail mit dem Milwaukee-Eight-Motor in 107 oder 114 ci ausgeliefert. Ehemalige Dyna-Modelle wie Street Bob wurden durch den Wegfall des Rahmens in die Softailfamilie integriert.

### Dyna
Die Dyna-Baureihe umfasst die Modelle FXDC Dyna Super Glide Custom, FXDB Dyna Street Bob, FXDWG Dyna Wide Glide, FXDF Dyna Fat Bob, FLD Switchback und Dyna Low Rider. Sie werden von einem Twin-Cam-Motor (TC-88, TC-96 oder TC-103) angetrieben. Die Dyna ist von den Softails durch die Hinterradfederung zu unterscheiden. Diese tritt bei der Dyna in Form von zwei deutlich sichtbaren Federbeinen hervor. Die Bezeichnung „Dyna“ leitet sich von dem englischen Begriff „dynamic“ (deutsch: dynamisch) ab.
1991 debütierte die FXDB Sturgis, das erste Modell, das den Buchstabenzusatz ‚D‘ im Typkürzel trug. Zu ihren Innovationen zählte ein neuer Rahmen. Das computerunterstützte Zeichnen (CAD) erlaubte neue Möglichkeiten des Fahrwerksbaus. Die Fahrstabilität konnte damit deutlich gesteigert werden. Seit 1999 wurde die Dyna-Baureihe vom seinerzeit neuen, nunmehr mit vibrationsgedämpft aufgehängtem Twin-Cam-88-Motor befeuert. Er hatte einen Ventiltrieb mit zwei Nockenwellen. 2006 überarbeitete Harley-Davidson die Baureihe, sie enthielt unter anderem einen verbesserten Rahmen, eine weiterentwickelte Vorderradgabel, das Cruise-Drive-Sechsganggetriebe, einen 160 Millimeter breiten Hinterradreifen sowie den Twin-Cam-96-Motor.
Seit 2006 haben die Dyna-Modelle als erste Big-Twin-Baureihe das oben erwähnte schrägverzahnte Sechsgang-Kassettengetriebe namens Cruise Drive, dessen sechster Gang als drehzahlsenkender Schongang ausgelegt, also so lang übersetzt ist, dass in ihm die Höchstgeschwindigkeit nicht erreicht wird. Offensichtlich besteht hier ein Zusammenhang mit der stetigen Verschärfung von Geräuschgrenzwerten auf zahlreichen Absatzmärkten, da bei der Modell-Homologation oft besondere Bedingungen vorgegeben sind – wie etwa die Überprüfung der Fahrgeräusch-Emission durch Messstreckenfahrt im zweithöchsten Gang. Je mehr Gänge ein Motorrad hat, desto geringer ist die Drehzahl und damit das Fahrgeräusch bei der Messfahrt.

### Touring

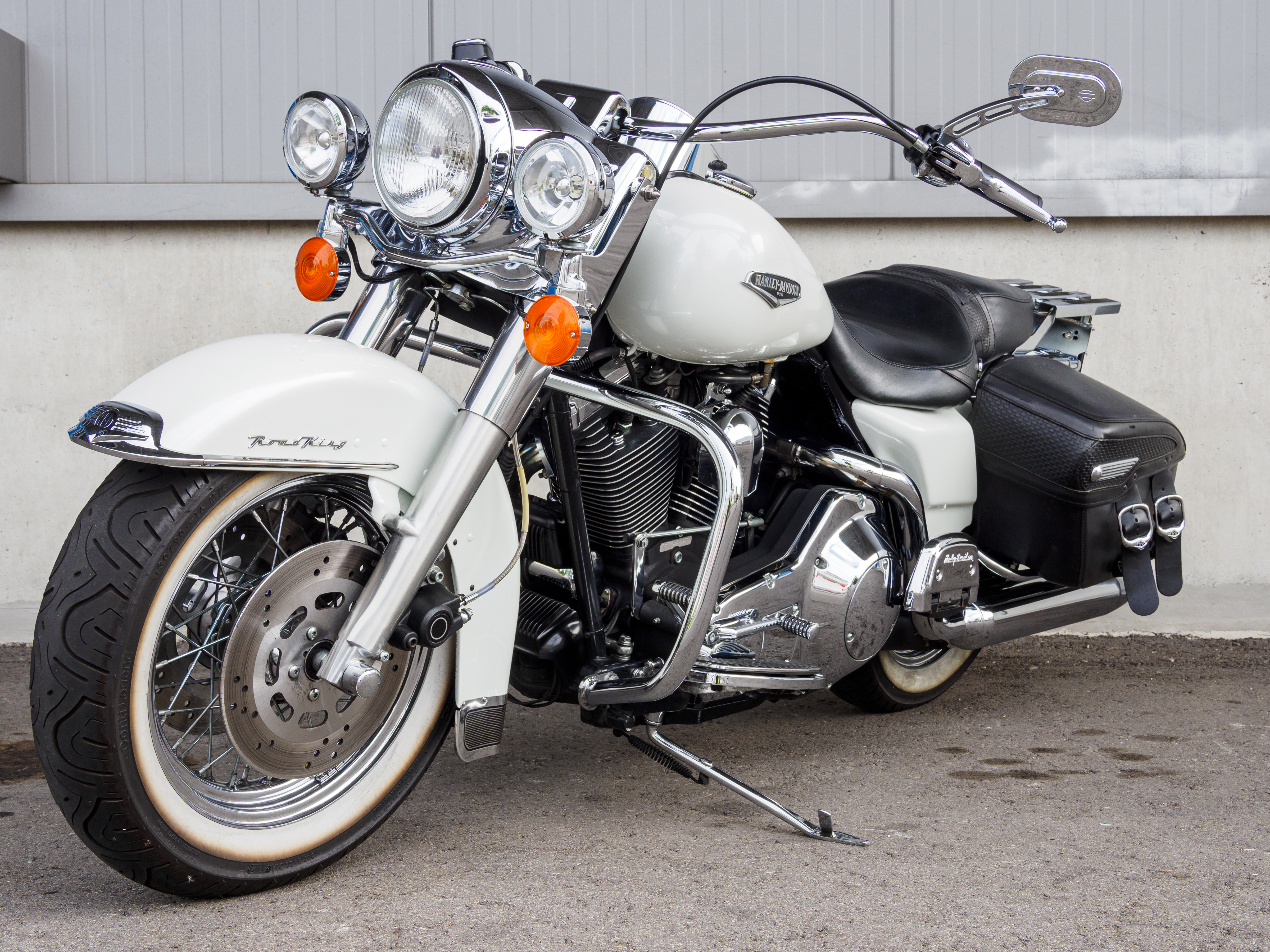
Harley-Davidson Road King

Die Touring-Baureihe umfasst die Modelle Road King Classic (FLHRC), Street Glide (FLHX), Electra Glide Ultra Classic (FLHTCU), Ultra Classic Electra Glide (FLHTCUSE7) CVO, Electra Glide Ultra Limited (FLHTK), Road King (FLHRSE) CVO und Road Glide. Sie werden vom Milwaukee-Eight-107- oder Milwaukee-Eight-114-Motor (CVO) angetrieben.
Die Ursprünge der Touring-Baureihe sind schwer zu fassen. Harley-Davidson-Motorräder wurden schon in früheren Jahren für große Reisen eingesetzt. Zu den Klassikern dürfte die Electra Glide gehören. Sie ist ein typisches Tourenmotorrad. Ab 1965 war sie das erste Harley-Davidson-Zweirad mit Elektrostarter. Das dreirädrige Servi-Car war bereits im Vorjahr mit dieser Innovation ausgerüstet worden. 1993 kamen die Road-King-Modelle im nostalgischen Design erstmals auf den Markt. Die Namen blieben, während die Technik der Maschinen über die Jahrzehnte mehrfach aktualisiert wurde. Ab dem Modelljahr 2012 wurden alle Touring-Modelle serienmäßig mit dem Twin-Cam-103-Motor ausgeliefert. Mit dem Modelljahrgang 2012 wurde die Touring-Baureihe erneut umfangreich überarbeitet. Unter dem Marketingnamen Project Rushmore gab es zahlreiche Detailänderungen in der Ausstattung, im Antrieb, im Fahrwerk sowie im Infotainment. Zu den wichtigsten Neuerungen gehörte der neue Twin-Cam-103-Motor. Zum Modelljahr 2017 wurde der Twin-Cam-Motor in den Touring-Modellen vom neu entwickelten Milwaukee-Eight abgelöst.
Je nach Modell haben die Touring-Typen neue Halogen-Doppelscheinwerfer oder neue Daymaker-LED-Scheinwerfer. Ebenfalls modellspezifisch wurden neue Infotainment-Systeme mit großem Farbbildschirm, Bluetooth-Konnektivität, Spracherkennung, Navigationssystem und Intercom eingeführt. Die neu gestaltete Verkleidung erhielt einen Splitstream-Luftkanal, der Turbulenzen im Kopfbereich unterbinden soll. Zusätzlich wurden das Gepäcksystem, die Gussräder, die Anzeigeinstrumente und die Lenkerarmaturen überarbeitet.

### Sportster

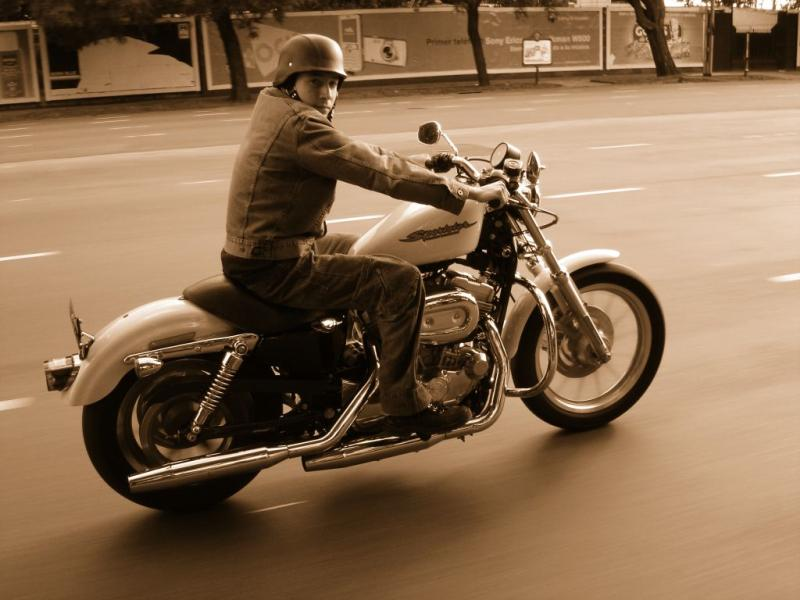
Evolution Sportster

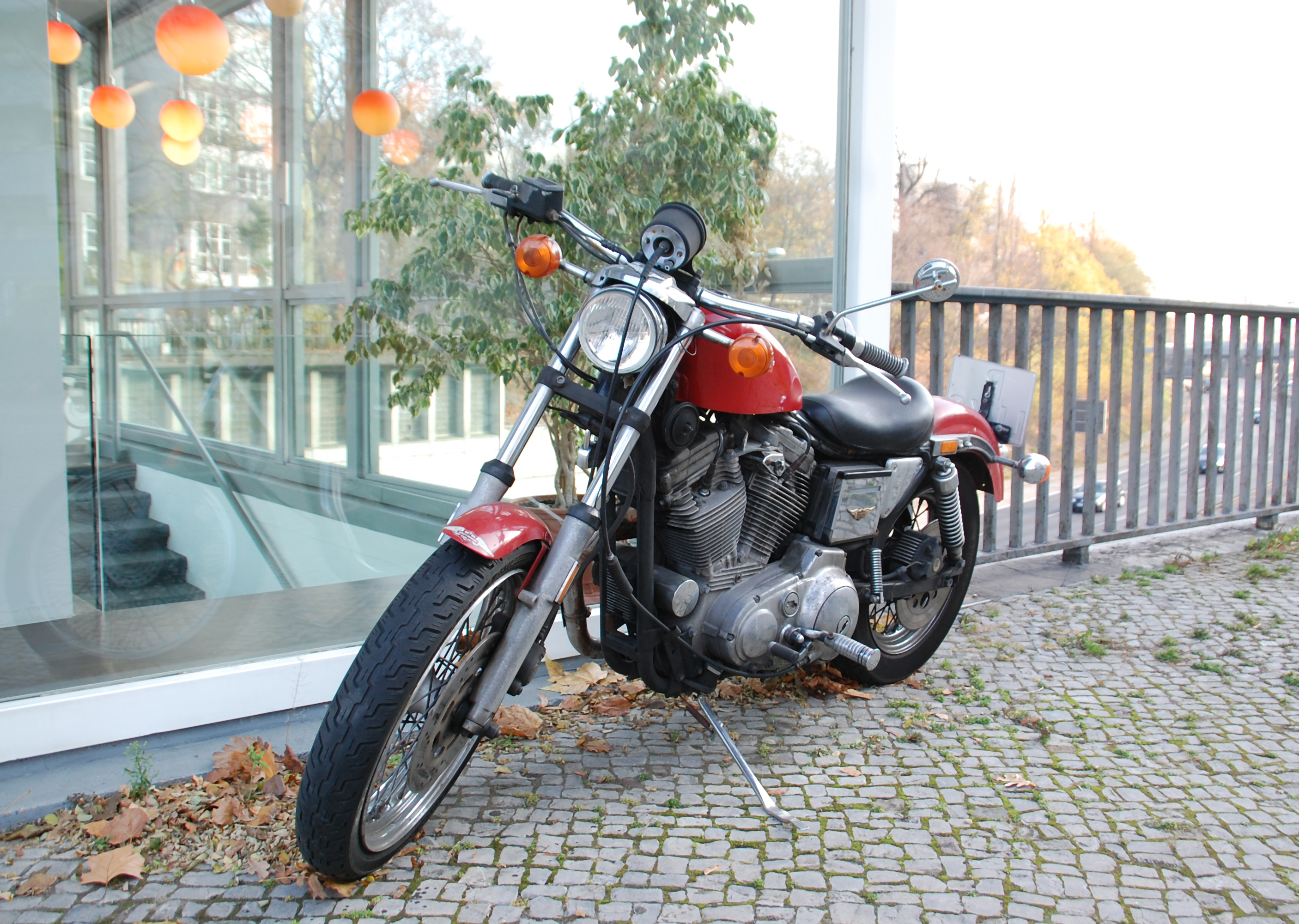
HD Sportster 883

Die Sportster-Baureihe umfasst die Modelle 883 Super Low (8XL883L), 883 Roadster (XL883R), Iron 883 (XL883N), Forty-Eight (XL1200X9), Seventy-Two (XL1200V), 1200 Custom (XL1200C) und die Custom „Limited Edition“ (XL1200CA)/(XL1200CB). Sie werden von einem Evolution-Sportster-Motor angetrieben. Für das Modelljahr 2018 wurden die neuen beziehungsweise überarbeiteten Sportster-Modelle Iron 1200 (XL1200NS) und Forty-Eight Special (XL1200XS) vorgestellt.
Die jüngste Sportster-Generation präsentierte Harley-Davidson im Modelljahr 2004. Seither haben alle Sportster einen stärkeren und in wesentlichen Bereichen überarbeiteten V2-Motor, der über Silentblöcke schwingungsgedämpft mit dem neu konstruierten, steiferen Rahmen verbunden ist. Das Getriebe mit schräg verzahnten Stirnrädern ist nach wie vor in das Kurbelgehäuse integriert. Zu ihrem fünfzigsten Geburtstag im Jahr 2007 erhielt die Sportster-Baureihe unter anderem eine elektronische Kraftstoffeinspritzung. Im Modelljahr 2008 erschien die 1200 Nightster im dunklen Custom-Look. 2009 kam die Iron 883 hinzu, die die Designmerkmale der Nightster mit der 883 Kubikzentimeter großen Motorvariante verbindet. Im Modelljahr 2010 wurde die Forty-Eight präsentiert, die mit 130 mm breitem MT90B16-Vorderreifen, nur 7,95 Liter fassendem Peanut-Tank, Einzelsitz und flachem Lenker den klassischen Bobber-Look der Nachkriegszeit zitiert. Seit dem Modelljahr 2014 sind alle Sportster-Varianten serienmäßig mit ABS ausgestattet, abgesehen von der Iron 883, für die ABS zuerst lediglich gegen Aufpreis, ab dem Modelljahr 2015 aber auch serienmäßig geliefert wurde.
Im Modelljahr 2008 eröffnete die XR1200 ein zweites, dynamischer orientiertes Sportster-Portfolio neben den XL-Modellen. Ihr Akzent liegt auf einem eng an der erfolgreichen Dirt-Track-Rennmaschine XR 750 orientierten Styling in Verbindung mit vergleichsweise hoher Fahrdynamik auf kurvigen Straßen. Sie wird angetrieben von einer speziellen Sportster-Motorvariante mit 1202 Kubikzentimetern Hubraum, Fallstrom-Kraftstoffeinspritzung und elektronisch gesteuertem aktivem Ansaugsystem. Der Motor leistet, ausgestattet mit diversen Bauteilen des Buell-Thunderstorm-Triebwerks, 67 kW (91 PS) bei 7.000 min−1 und entwickelt ein maximales Drehmoment von 100 Nm bei 3.700 min−1. Das Fahrwerk ist mit einer voluminösen Leichtmetall-Schwinge, einer Upside-down-Gabel und Nissin-Vierkolben-Festsattelbremsen ausgerüstet. Für das Modelljahr 2010 präsentierte Harley-Davidson eine mit vollständig einstellbaren Fahrwerkskomponenten und schwimmend gelagerten Bremsscheiben ausgerüstete Version des Motorrads, die XR1200X. Die Herstellung der bis dato sportlichsten XL wurde im Jahr 2012 eingestellt und die XR1200 ist seit Modelljahrgang 2013 nicht mehr im XL-Portfolio vertreten.

### Street
Die Baureihe der Street umfasste von 2014 bis 2020 die in Indien gefertigten Modelle Harley-Davidson Street 750 sowie Street 500 (war nicht in Deutschland erhältlich).

### Trike Tri Glide
Harley-Davidson bietet die Tri Glide Ultra Classic mit dem 103-ci-Motor an. Das Trike hat eine Länge von 2,68 Meter, einen Radstand von 1,69 Meter und eine Masse von 540 Kilogramm (vollgetankt). 15-Zoll-Räder (205/65 R15) an der Hinterachse, 16 Zoll an der Vorderachse sowie die Ausstattung mit Rückwärtsgang und Tempomat lassen die Tri Glide an ein modernes Servi-Car erinnern.

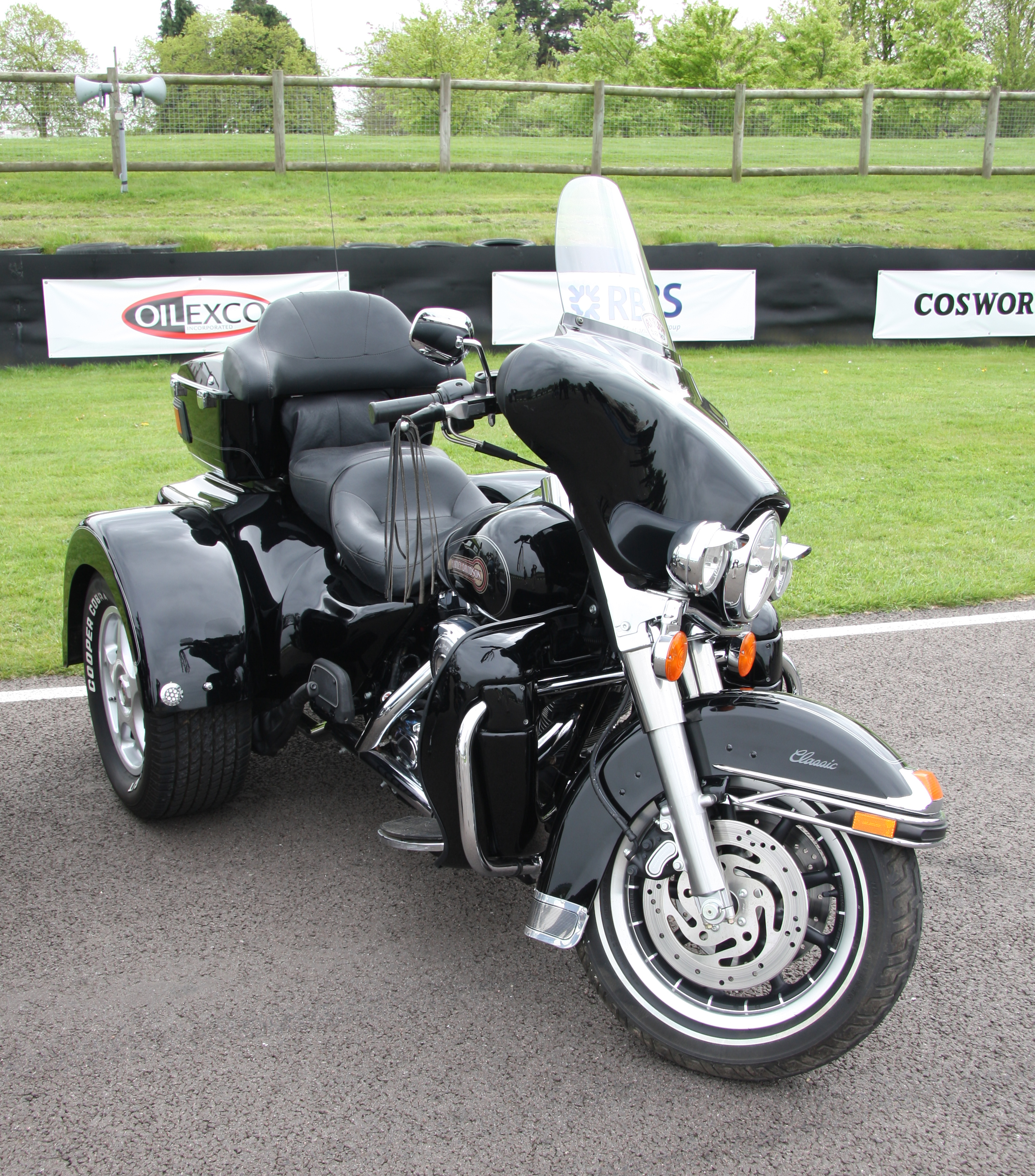
Tri Glide
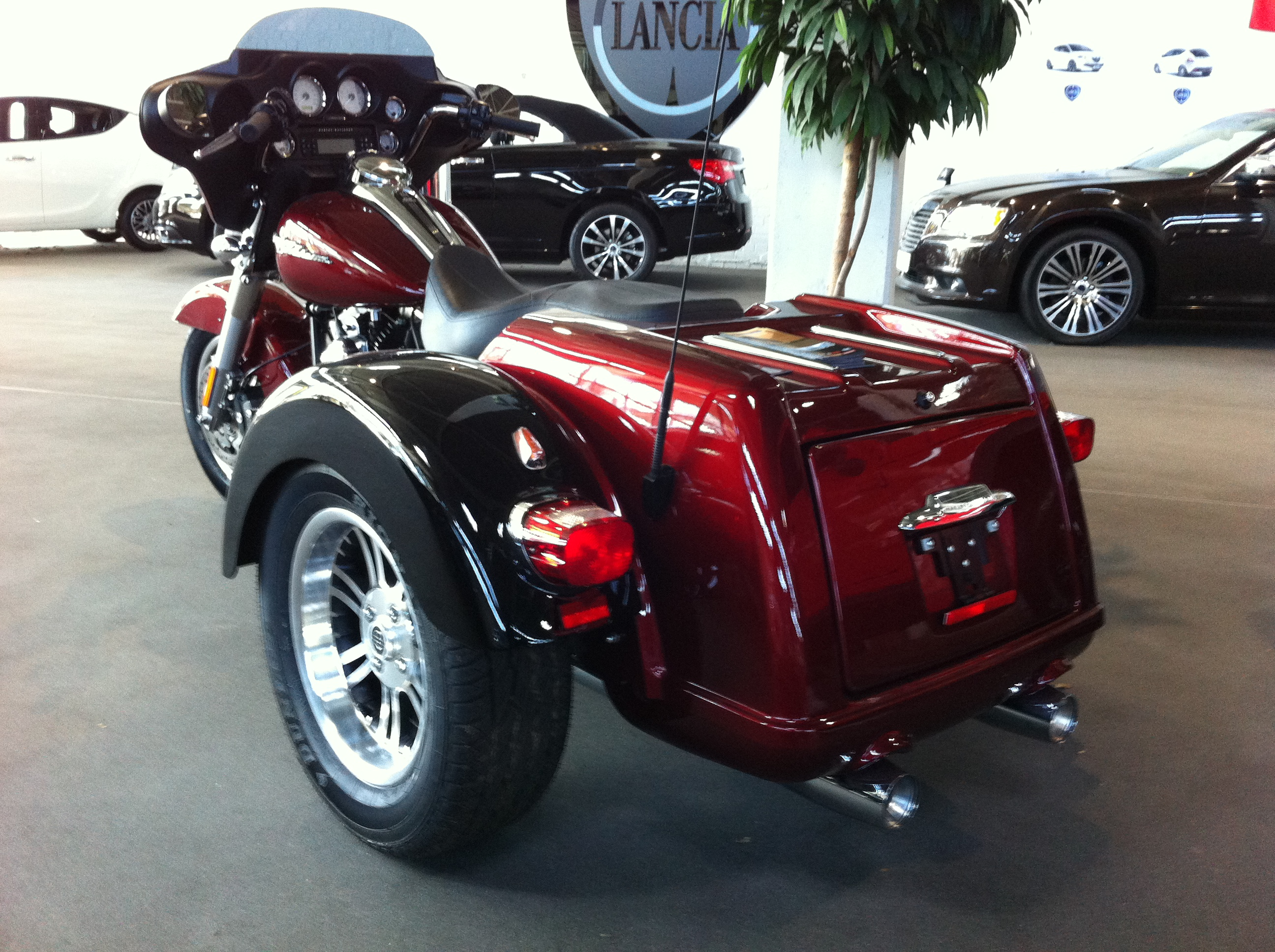
Harley FXST Trike

### LiveWire
Unter der Modellbezeichnung Livewire stellte Harley-Davidson im Juni 2014 das erste Elektromotorrad seiner Geschichte vor. Bisher sollen 39 Probeexemplare gebaut worden sein. Das Motorrad wird von einem 55-Kilowatt-Elektromotor angetrieben, die (limitierte) Höchstgeschwindigkeit wird mit 148 km/h angegeben. Die Reichweite der Maschine mit einer Masse von 209 Kilogramm soll 85 Kilometer betragen. Ihre offiziellen Markteintritt als Serienmodell hatte die Harley-Davidson LiveWire im September 2019. Die Reichweite erhöhte sich dabei auf 200 km, das Gewicht auf 249 kg und die Spitzengeschwindigkeit auf 177 km/h; gleichzeitig sank die Ladedauer auf eine Stunde.

## Aktuelle Motoren
Alle aktuellen Motoren ab den späten 2010er Jahren sind zweizylindrige V-Motoren.
|                         | Revolution X                 | Evolution Sportster          | Evolution Sportster          | Milwaukee-Eight              | Milwaukee-Eight              | Milwaukee-Eight               |
| ----------------------- | ---------------------------- | ---------------------------- | ---------------------------- | ---------------------------- | ---------------------------- | ----------------------------- |
| Hubraum                 | 45,7 ci                      | 53 ci                        | 73 ci                        | 107 ci                       | 114 ci                       | 117 ci                        |
| Hubraum                 | 749 cm³                      | 883 cm³                      | 1202 cm³                     | 1745 cm³                     | 1868 cm³                     | 1923 cm³                      |
| Bohrung × Hub           | 85 × 66 mm                   | 76,2 × 96,8 mm               | 88,9 × 96,8 mm               | 100 × 111,1 mm               | 102 × 114,3 mm               | 103,5 × 114,3 mm              |
| Max. Leistung           | 42 kW (57 PS) bei 8000 min−1 | 39 kW (53 PS) bei 5750 min−1 | 49 kW (67 PS) bei 5700 min−1 | 67 kW (91 PS) bei 5450 min−1 | 69 kW (94 PS) bei 5020 min−1 | 78 kW (106 PS) bei 5450 min−1 |
| Max. Drehmoment         | 59 Nm bei 4000 min−1         | 70 Nm bei 3750 min−1         | 98 Nm bei 3200 min−1         | 153 Nm bei 3250 min−1        | 155 Nm bei 3000 min−1        | 166 Nm bei 3500 min−1         |
| Ventilsteuerung/-anzahl | ohc/4                        | ohv/2                        | ohv/2                        | ohv/4                        | ohv/4                        | ohv/4                         |
| Zylinderwinkel          | 60 Grad                      | 45 Grad                      | 45 Grad                      | 45 Grad                      | 45 Grad                      | 45 Grad                       |
| Kühlung                 | Wasser                       | Luft                         | Luft                         | Luft/Öl                      | Luft/Wasser Luft/Öl          | Luft/Wasser                   |

## Ehemalige Modellreihe
VRSC (2002 bis 2017) 

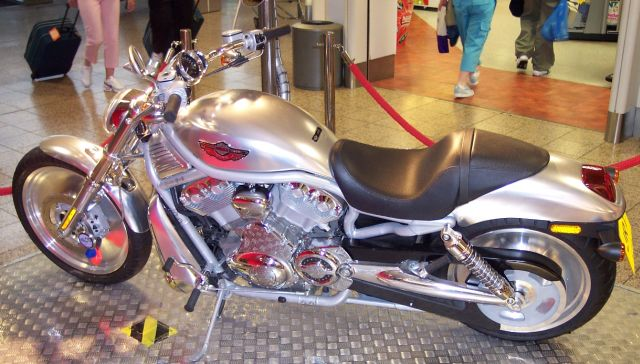
Harley-Davidson VRSCA V-Rod

2002 begründete Harley-Davidson mit dem neu vorgestellten Revolution Motor die VRSC-Modellreihe. Das erste Modell trug die Bezeichnung VRSCA V-Rod; später traten die darauf basierenden Modelle wie Street Rod und Night Rod hinzu. Das eigens für die VRSC-Familie konstruierte Fahrwerk basiert auf einem Hydroforming-Rahmen aus Stahl. Die langgestreckte, flache Form dieser Baureihe ist an das Fahrwerk von Drag Bikes angelehnt. Kennzeichnend für die V-Rod ist die vorverlegte Fußrastenanlage und das Vollscheibenhinterrad aus Aluminium in 18″. Die Federung/Dämpfung vorn erledigt eine klassische 49-mm-Teleskopgabel, die mit 56° Lenkkopfwinkel sehr flach angestellt ist. Zum Modelljahr 2008 erhielt die V-Rod das Modellkürzel VRSCAW. Der Hinterreifen wuchs auf 240 mm Breite an, die Scheibenräder wurden mit Schlitzen versehen. Der Tank wurde auf ein tourentaugliches Fassungsvermögen von 18,9 Liter vergrößert. Die 2005 in den Markt eingeführte VRSCR Street Rod unterschied sich technisch deutlich von ihrem Schwestermodell VRSCA/VRSCB V-Rod. Der Lenkkopf war steiler, der Radstand etwas kürzer, die Zehnspeichen-Räder waren aus Aluminiumguss. Vorn übernahm statt einer konventionellen Teleskopgabel eine 43-mm-Upside-Down-Gabel von SHOWA die Federung und Dämpfung, eine 300-mm-Brembo-Doppelscheibenbremse sorgt für Harley-untypisch hervorragende Verzögerungswerte. Der Heckrahmen war höher angesetzt, die Fußrasten weiter hinten; der Lenker war flacher. Dies zusammen ergab eine deutlich sportlichere Sitzposition. Eine andere, Straight Shot Dual genannte, Auspuffanlage verhalf der Street Rod zu etwas mehr Leistung. Harley-Davidson gab für die VRSCR 40° Schräglagenfreiheit an, für diesen Hersteller eine ungewöhnlich hohe Zahl. 2007 ging aus der Night Rod die optisch noch radikalere Night Rod Special im Dragster-Look hervor und für 2009 ergänzte Harley-Davidson das Programm um die V-Rod Muscle. 2017 wurde die Produktion der VRSC-Modelle eingestellt, da die Motoren nur die alte Euro-3-Norm erfüllten. Die letzten VRSC-Modelle waren V-Rod Muscle und Night Rod Special.

## Motorradentwicklung
Das erste Modell von Harley-Davidson war 1903/1905 das Modell 1.

### Modelle mit kleinem Hubraum
Bereits 1948 hatte Harley-Davidson mit dem Model 125 die Produktion von Motorrädern mit Einzylinder-Zweitaktmotoren aufgenommen. Dieses kleine Motorrad hatte einen Hubraum von 125 cm³, eine Leistung von 3 PS und war eine Kopie der 1940 bis 1944 in Deutschland von der Auto Union AG hergestellten DKW RT 125. Ab 1953 wurden die Motorräder mit größeren 165-cm³-Motoren versehen und in weiterentwickelter Form bis 1965 gebaut. In den USA wurden die 125er-Modelle ab 1955 als Hummer angeboten, der 165-cm³-Motor von 1960 bis 1965 zudem in den Motorroller Topper eingebaut.
1960 beteiligte sich Harley-Davidson an der Motorradsparte von Aermacchi (Aeronautica-Macchi) und weitete damit die Produktion auf Kleinkrafträder, Roller und Motorräder mit kleinen Einzylinder-Zweitaktmotoren und Viertaktmotoren von 50 bis 350 cm³ Hubraum aus, die unter Aermacchi-Harley-Davidson vermarktet wurden. Das kleinste Motorrad-Modell war die Harley-Davidson M-50. Nach Deutschland wurden die Leggero (65 cm³), das Geländemotorrad Baja (100 cm³), die Straßenmodelle Rapido (125 cm³) sowie Sprint (350 cm³) importiert, für den US-amerikanischen Markt die M-50, M-65, Rapido, Baja und die Sprint (250–350 cm³) hergestellt. Darüber hinaus übernahm Harley-Davidson von Aermacchi auch die Fertigung anderer Produkte wie des dreirädrigen Kleintransporters Aermacchi Diesel (vergleichbar der Ape), der bis 1964 gebaut wurde; ein 973 cm³ großer Einzylinder-Dieselmotor sorgte für eine Höchstgeschwindigkeit von 60 km/h. Ab 1973 bis zum Verkauf der italienischen Werke an Cagiva (1978) wurden alle Modelle mit kleinem Hubraum unter der Marke Harley-Davidson angeboten.

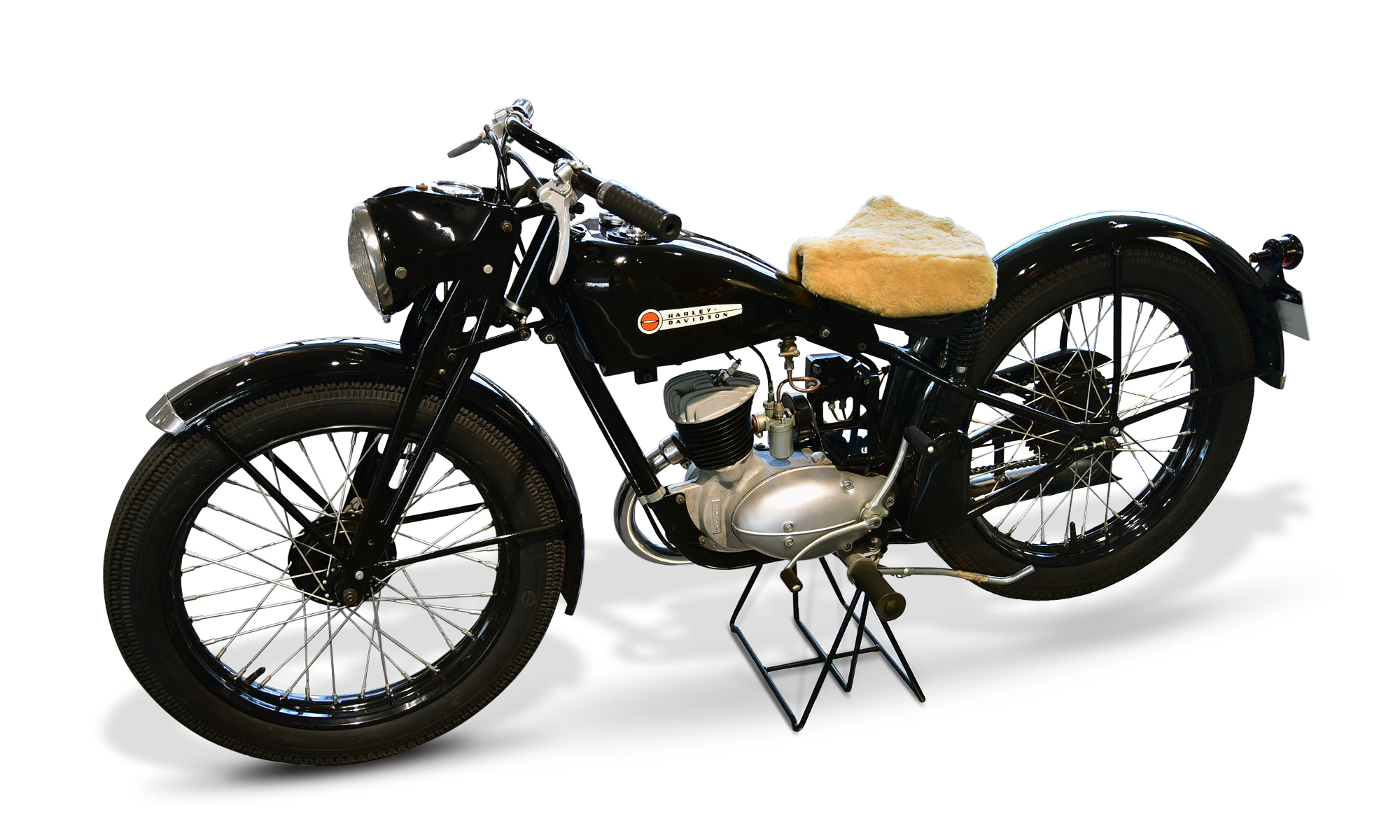
Harley-Davidson 125
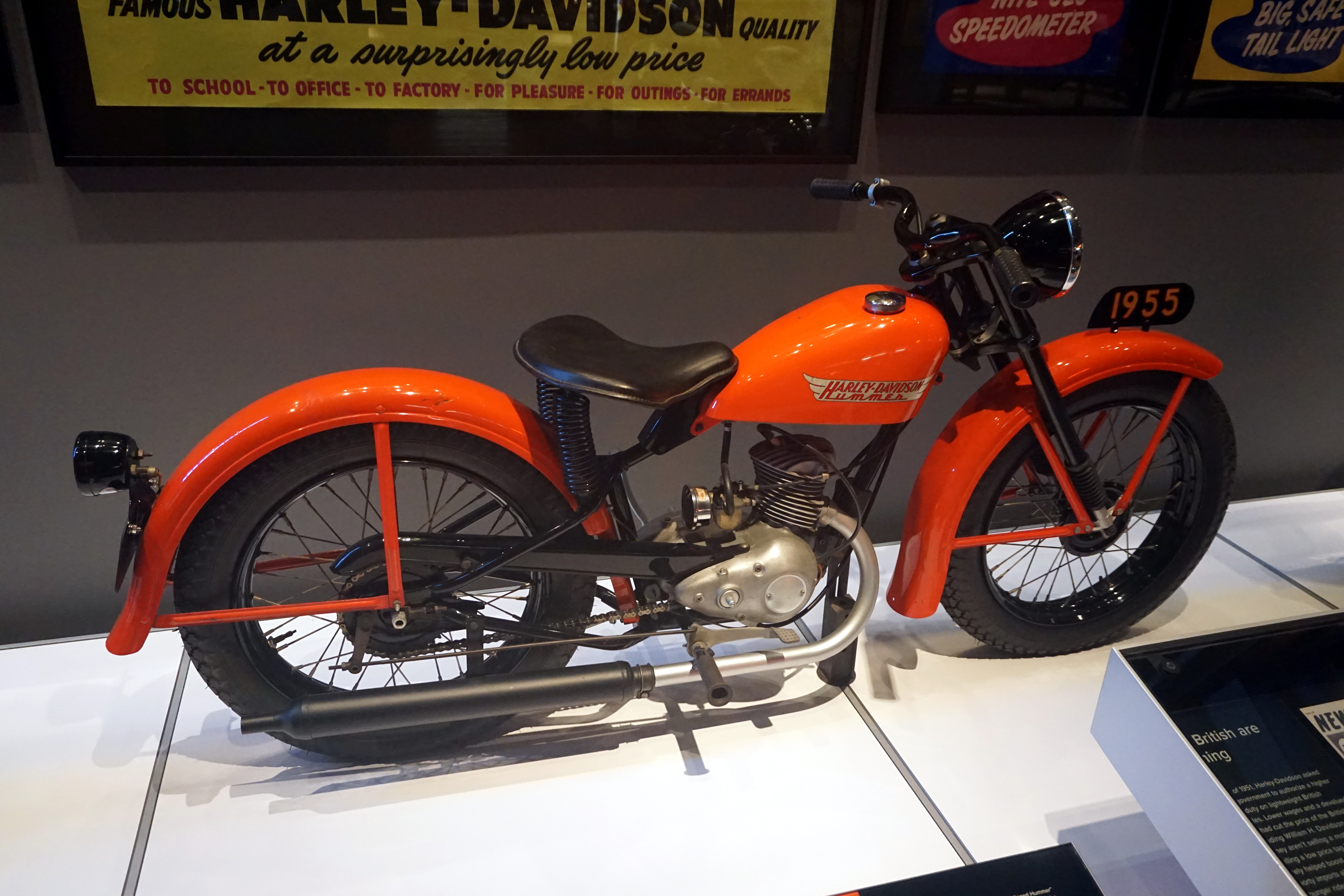
Harley-Davidson Hummer
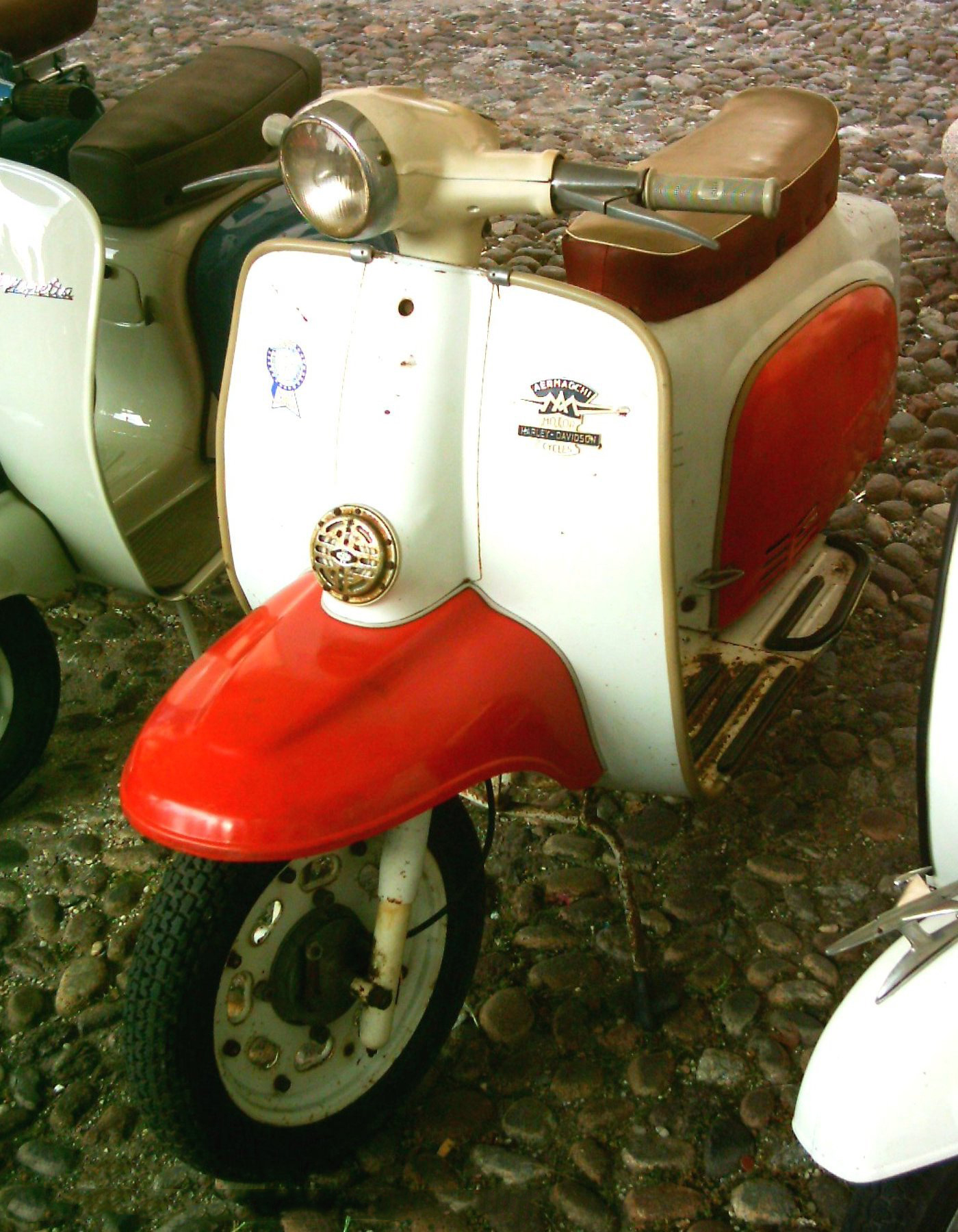
Aermacchi-Harley-Davidson Brezza (150 cm³)
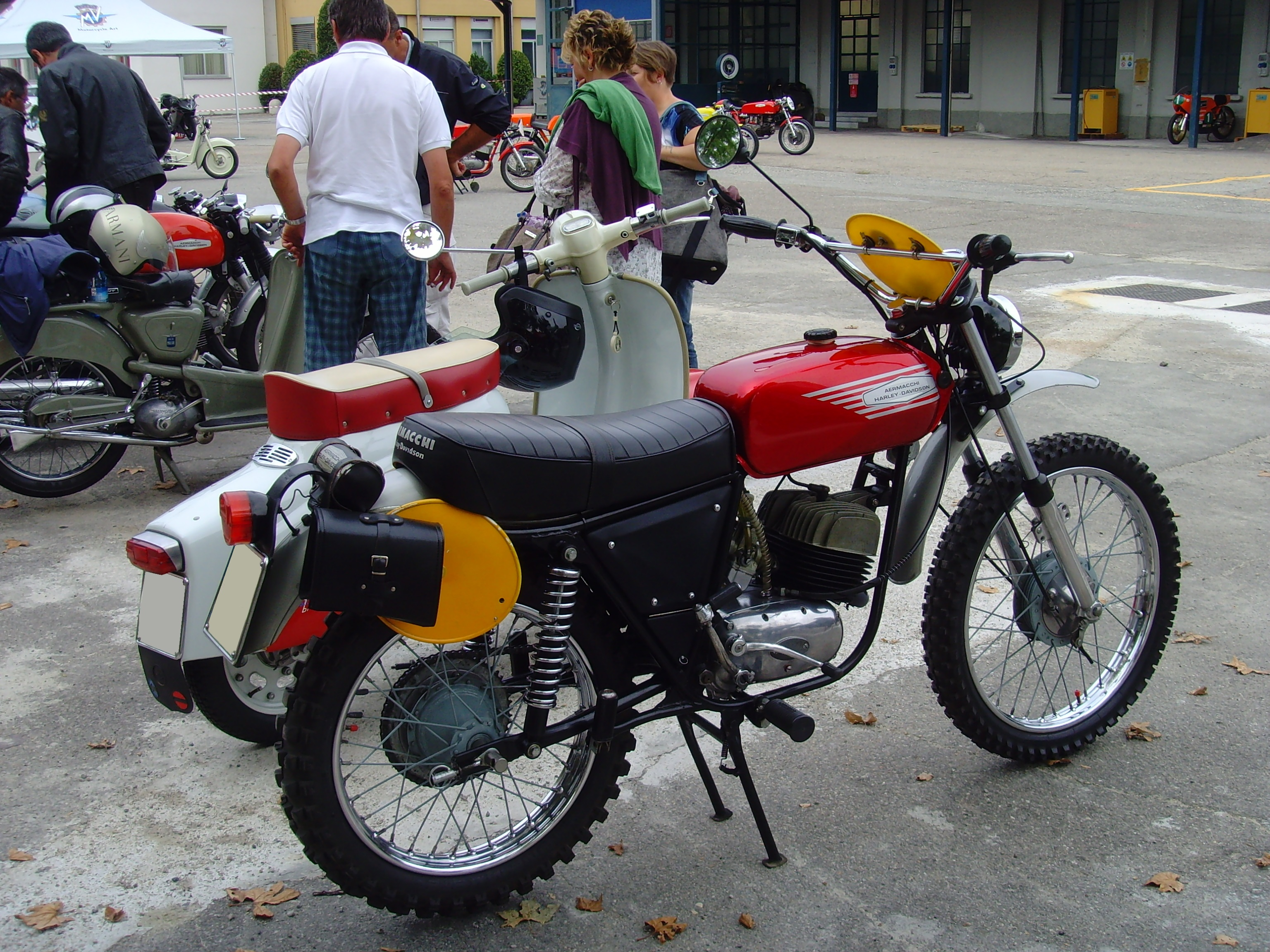
Aermacchi-Harley-Davidson Rapido (125 cm³)
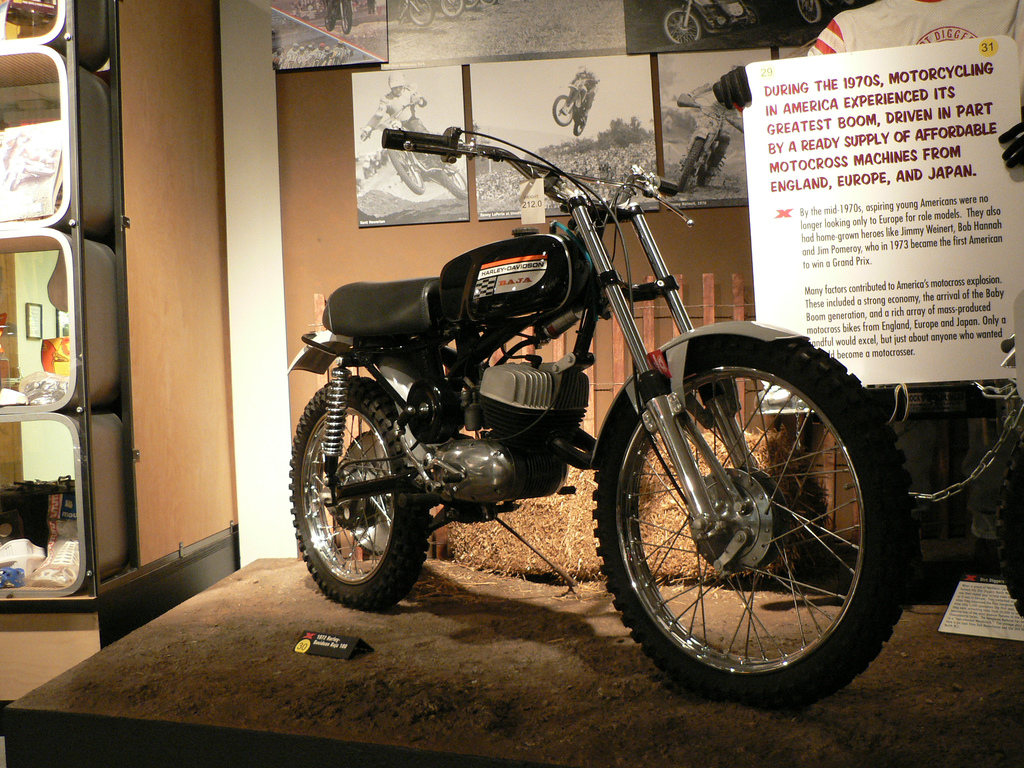
Aermacchi-Harley-Davidson Baja (100 cm³)
Harley-Davidson Sprint SS (350 cm³)

### Motorradgespanne

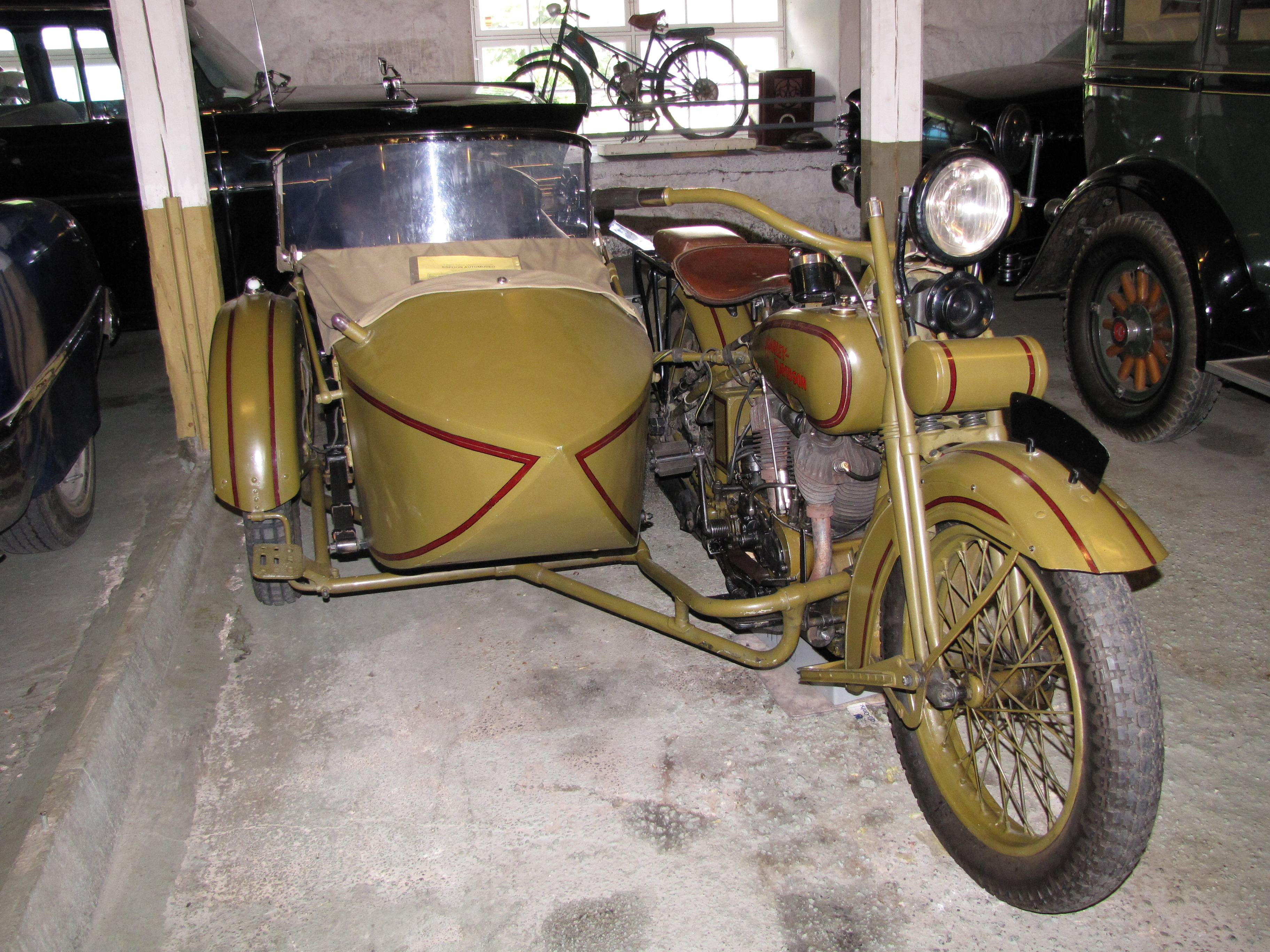
Modell 26JD mit Beiwagen (1926)

Bereits vom Modell 2 (1906) gibt es Aufnahmen mit einem angeschraubten Beiwagen. Das Modell 11J von 1915 mit Dreiganggetriebe wurde serienmäßig von Harley-Davidson mit Beiwagen angeboten. Das Motorrad mit Beiwagen wurde überwiegend für gewerbliche und militärische Zwecke genutzt, der Beiwagen zunächst von der Seaman Company in Milwaukee gefertigt. Für den englischen Markt wurden die Beiwagen links angebracht. Bekannt wurde das Foto einer Harley-Davidson mit Beiwagen, bei der der Beiwagen als „rollendes Gefängnis“ ausgelegt war. In der zweiten Hälfte der 1920er Jahre wurde die Charles Abresch Company in Milwaukee (Wisconsin) Zulieferer für Seitenwagen. 1936 führte Abresch den Ganzstahl-Seitenwagen ein und ergänzte ihn ab 1942 mit einer großen und einer kleineren Cargo box als Seitenwagen zum Warentransport. Auch Van-Aufbauten auf Harley-Davidson-Trikes entstanden bei Abresch. Die Zusammenarbeit dauerte bis 1966, danach fertigte Harley-Davidson eigene Seitenwagen aus GFK. Bis in die 1980er Jahre hatte Harley-Davidson das Modell CLE mit Seitenwagen im Verkaufsprogramm. In der Evolution-Ära bot Harley das Model Ultra Classic Electra Glide (FLHTC-U) mit Seitenwagen an. 1990 hatte es in der Schweiz einen Listenpreis von 40.000 SFr. Auch verschiedene Umrüster boten und bieten Beiwagen und Gespanne auf Basis von Harley-Davidson-Motorrädern an, unter anderem EML.

### Militärmotorräder
Modelle 16–17

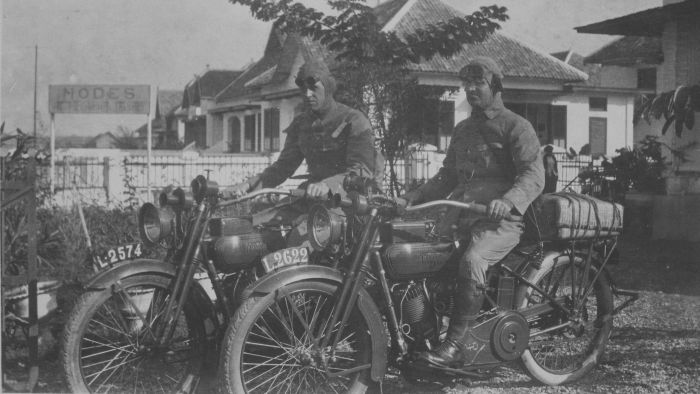
Modell 16/17B (ca. 1918 auf Java)

1916, bei der Mexikanischen Strafexpedition der USA, wurden erstmals Harley-Davidson-Motorräder des Modells 16J als Kriegsgerät eingesetzt. Nachdem die USA 1917 in den Ersten Weltkrieg eingetreten waren, wurden die für das Militär bestimmten Motorräder olivgrün ausgeliefert. Das Einzylinder-Modell 16-17 A/B wurde mit Dreiganggetriebe gebaut, das Modell 16-17J (für den Beiwagenbetrieb) mit dem bekannten 989-cm³-V-Motor erhielt eine Überarbeitung. Es erhielt die Viernocken-Ventilsteuerung der 8-Ventil-Rennmaschine, eine automatische Schmierung, Bandbremse am Hinterrad und serienmäßig elektrisches Licht. Allein 1917 wurden 9.180 Einheiten an die US Army ausgeliefert, bis Ende 1918 26.486 Motorräder. Tausende dieser Maschinen blieben als Armee-Überschuss in Europa und machten so Harley-Davidson weltweit bekannt. Selbst während der Russischen Revolution wurden die Modelle 17J benutzt. Olivgrün wurde in den 1920er Jahren die Standardfarbe von Harley-Davidson und blieb bis 1932 im Programm.
Kleiner V-Twin: Die Geschichte dieses Motors mit vier unterliegenden, von einer Zahnradkaskade angetriebenen Nockenwellen, vier Rollenstößeln und 3,8125 in (96,8 mm) Hub, begann mit dem Modelljahr 1929 und endete am 18. November 2022 mit der Produktion der letzten XL (Sportster) mit den gleichen konstruktiven Eigenschaften. Ursprünglich hatten die Motoren stehende Ventile (SV-Ventilsteuerung). Der Ventiltrieb ist voll gekapselt und schmutzgeschützt und hält außerdem die Beine des Fahrers von Ölspritzern frei. Vorher hatte Harley-Davidson zwar einen IOE-Motor im Programm („inlet over exhaust“), dieser hatte aber einen offen laufenden OHV-Einlassventiltrieb, der bedingt durch den mangelnden Schutz gegen Straßenschmutz ständiges manuelles Schmieren und extrem häufige Ventilspielkorrektur erforderte. Das Konzept mit einer eigenen zahnradgetriebenen Nockenwelle für jedes Ventil erlaubt unterschiedliche Steuerzeiten für jedes Ventil.
Im Gegensatz zu der noch im Winkel des vorderen Zylinders nach oben geschwenkten, mit Spiralverzahnung vom linken Kurbelwellenhauptzapfen angetriebenen Lichtmaschine des „D-Modells“ wurde ab 1930 beginnend mit dem Nachfolgemodell R die Lichtmaschine waagerecht vor das Kurbelgehäuse verlegt und fortan kostengünstig vom Antriebszahnrad der vordersten Nockenwelle über ein Zwischenrad angetrieben. Dieses Konzept wurde bis zur XL–Sportster des Modelljahrs 1985 beibehalten, was sich in dem charakteristischen Buckel vorn am rechten Motorgehäuse zeigt (beim Big Twin bis zum Early Shovelhead nur bis Modelljahr 1969). Seit 1985 wird an diesem „Buckel“ zur Beibehaltung des charakteristischen Aussehens der kleinen V2-Baureihe die Ölfilterpatrone befestigt, da die walzenförmige Gleichstromlichtmaschine wie beim „Late Shovelhead“ schon 1970 durch eine flache scheibenförmige, erst als Wechselstrom-, später (ab Modelljahr 1980) als Drehstromlichtmaschine ausgeführte Lichtmaschine ersetzt wurde, die wegen dieser platzsparenden Bauform ab der XL von 1985 die Verlegung hinter die Kupplung und ab Modelljahr 1990 hinter das Primärritzel (beide auf der linken Motorseite) erlaubte.
Ab Modelljahr 1930 wurde für das Motorrad auch ein im Hubraum vergrößerter Motor angeboten und als Modell V auf den Markt gebracht. Allerdings sind die Bauteile des großen und des kleinen Motors nicht austauschbar, da sie entsprechend der unterschiedlichen Leistung unterschiedlich dimensioniert sind. Ab 1937 wurde eine Trockensumpfdruckumlaufschmierung eingebaut, die die vorher verwendete Frischölschmierung (deren Funktionsprinzip analog zum Zweitaktmotor ist) ersetzte. Des Weiteren wurde nun ein verwindungssteiferer Doppelschleifenrahmen verwendet.
Die mittlere Baureihe Modell U wurde mit einem Seitenventilmotor ausgerüstet. Sie wurde im Modelljahr 1948 eingestellt.
Die Zylinderbohrung beim kleinen V-Twin betrug von 1957 bis 2022 3 in (76,2 mm). Beim Kolbenhub von 3,8125 in (96,8 mm) ergibt dies ein Arbeitsvolumen von 883 cm³.
WLA 

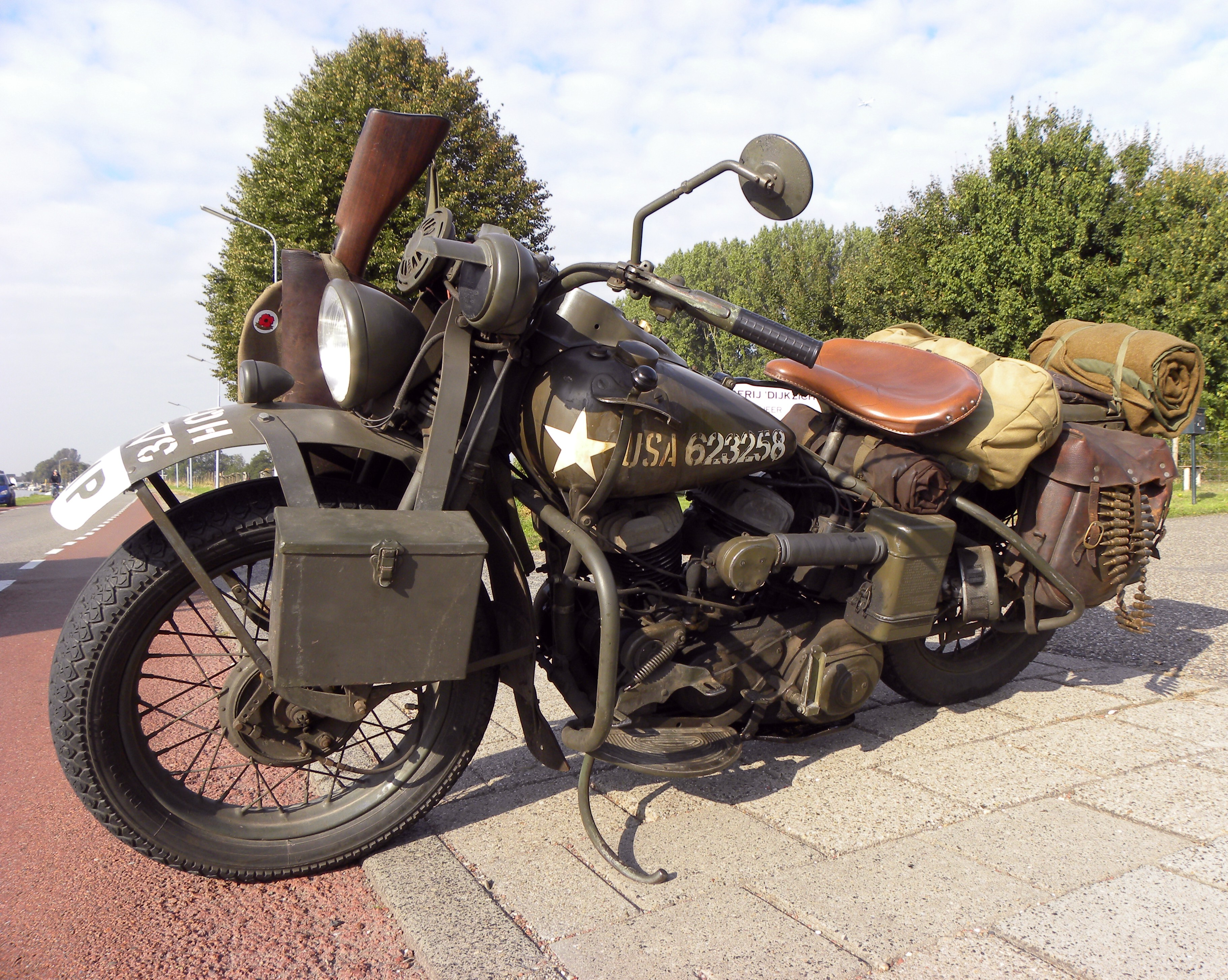
WLA (Modell 45)

Bereits 1938 gab es von Seiten Harley-Davidsons vor dem politischen Hintergrund des Zweiten Weltkriegs die Überlegung, Militärmaschinen zu produzieren. Die US Army wollte vor der offiziellen Vergabe einen Vergleich der vorhandenen Konstruktionen und unterzog diese einem Härtetest. Drei Firmen waren daran beteiligt: DELCO, ein Markenname von General Motors mit einer BMW-Kopie, Indian mit einer Scout und Harley-Davidson mit der WL (Flathead) von 1938. Die BMW-Kopie wurde abgelehnt und Indian war mit der 500-cm³-Scout-741 der WL mit 742 cm³ unterlegen. Die Ausschreibung von 1938, ursprünglich waren 105 km/h Höchstgeschwindigkeit sowie ein Motor mit maximal 30,5 ci (500 cm³) Hubraum gefordert, wurde so geändert, dass Harley-Davidson das „Geschäft“ machen konnte.
1940 bestellte die US Army die ersten 745 Einheiten einer Militärversion der WL, die WLA, mit überarbeiteter Vordergabel, Aluminiumzylinderköpfen, Sturzbügel, Sattel- und Gewehrtasche. Die Leistung der 250 Kilogramm schweren Maschine betrug 23,5 PS bei 4.600 min−1. Von diesem Modell wurden zwischen 1940 und 1945 etwa 88.000 Exemplare hergestellt; damit ist die WLA eines der meistgebauten Modelle von Harley-Davidson.
XA

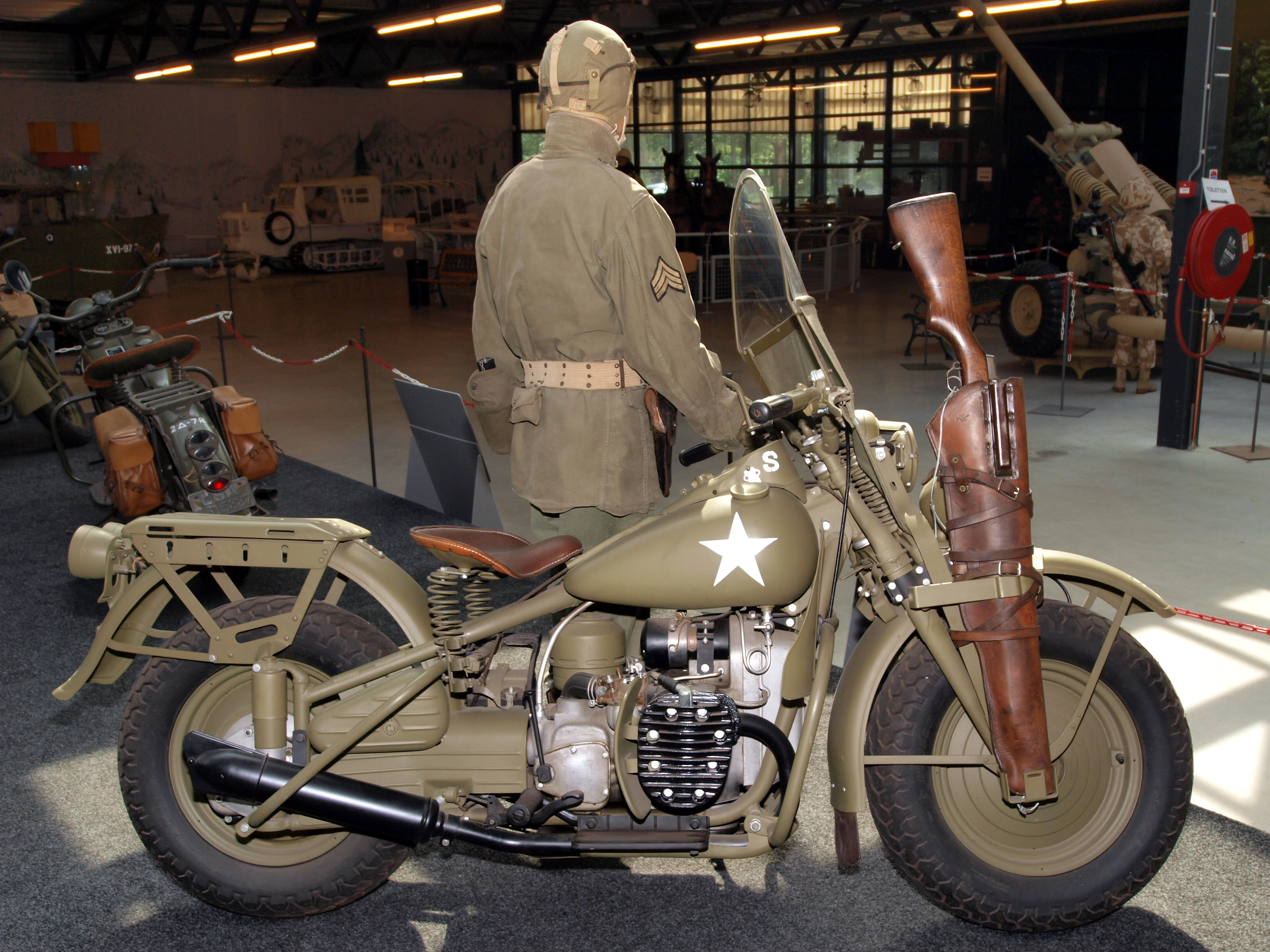
XA mit Boxermotor (1941–1943)

Im Zweiten Weltkrieg forderte die US Army ein Motorrad mit Kardanantrieb, um insbesondere in Wüstengebieten das Problem mit der Kettenschmierung auszuschließen. Einen Vergleichstest der US Army mit der Harley-Davidson XA und der Indian 841 gewann die XA. Moto Guzzi wurde später mit diesem Konzept des längs eingebauten V-2-Motors (Kurbelwelle längs) bekannt.
Harley-Davidson baute ab 1941 eine exakte Kopie der BMW R 71, die als Harley-Davidson XA von 1941 bis 43 in etwa 1.000 Exemplaren an die US Army ausgeliefert wurde. Von den Herstellungskosten lag die XA weit über dem Standardmodell der US Army, der Harley-Davidson WLA, da deutsche Maße (cm) in US-amerikanische Maße (inch) 1:1 übertragen und dafür neue Werkzeuge für die Produktion konstruiert werden mussten. Der Boxermotor mit 738 cm³, im Gegensatz zum Motor der W-Sport längs eingebaut, leistete 23 PS (17 kW) bei 4.600 min−1 und ermöglichte dem 244 Kilogramm schweren Motorrad eine Höchstgeschwindigkeit von 105 km/h. 1942 wurde eine Version mit Beiwagen (XS) gebaut. Der XA-Motor mitsamt Kardanantrieb diente später für einen Prototyp des Servi-Car.

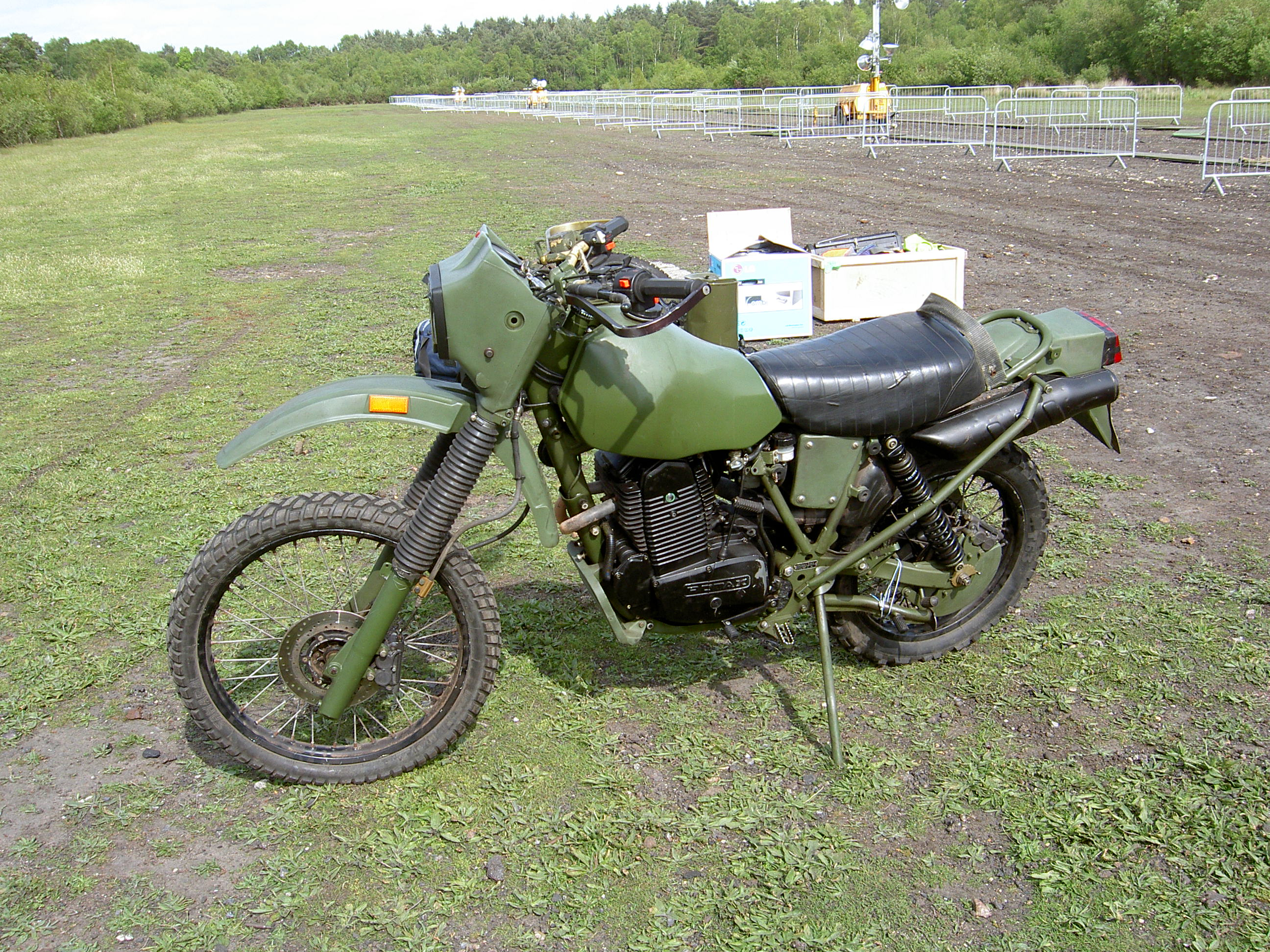
MT 350
Die MT 500 wurde vom britischen Hersteller Armstrong vor dem Falklandkrieg für die Armee entwickelt. Ausgestattet mit einem 481-cm³-Einzylinder-Rotax-Motor, der 32 PS leistete, wurde dieses 170 Kilogramm leichte geländegängige Motorrad anderen Streitkräften angeboten. 1987 übernahm Harley-Davidson die Rechte und die Produktion an der MT 500. 1993 entwickelte Harley-Davidson die MT 350 mit einem 348-cm³-Rotax-Motor und 30 PS, die Produktion endete im Jahre 2000 nach etwa 1.700 Exemplaren (MT 350).

## Sonstige Kraftfahrzeuge
Fahrräder
Von 1918 bis 1924 stellte Harley-Davidson Fahrräder her, die bei Davis Sewing Machine Company produziert wurden. Die Fahrräder wurden in der damals üblichen Harley-Farbe (olivgrün) ausgeliefert.
Servi-Car
Von 1932 bis 1973 stellte Harley-Davidson ein Motordreirad unter der Bezeichnung Servi-Car her. Das Servi-Car wurde vom SV-Motor der Flathead mit 742 cm³ angetrieben und war das am längsten gebaute Modell von Harley-Davidson. Das Servi-Car war trotz der geringen jährlichen Bauzahlen das erste Modell, das 1964 – ein Jahr vor der Electra Glide – mit einem Elektrostarter ausgerüstet wurde.
Golfcarts

Harley-Davidson-Golfcarts auf Camp David (1978)

Von 1963 bis 1982 produzierte Harley-Davidson Golfcarts. Die ersten Modelle waren dreirädrig, später kamen vierrädrige Varianten hinzu. Der Antrieb erfolgte durch einen Elektro- oder Gasmotor. Das US-Präsidenten-Camp David stellte für die Politiker Harley-Davidson-Golfcarts zur Verfügung.
Schneemobile
Von 1971 bis 1975 stellte Harley-Davidson Schneemobile her. Angetrieben wurden die Schneemobile durch einen von Harley-Davidson hergestellten Zweizylinder-Zweitaktmotor mit 398 bis 440 cm³ Hubraum. Die Modelle mit manuellem oder elektrischem Starter wurden mit automatischem Getriebe und Kettenantrieb ausgeliefert.
Prototypen
1966 entwickelte Harley-Davidson eine 1.000-cm³-Vierzylinder-Maschine. Der quer eingebaute Reihenmotor hatte zwei obenliegende Nockenwellen; hinter dem Motorgehäuse befand sich die Lichtmaschine. Der Prototyp hieß X 1000 und konnte eine Ähnlichkeit zur MV Agusta 600 nicht verbergen. Die kurz danach vorgestellte 750er Honda vereitelte weitere Serienpläne von Harley-Davidson.
1979/80 ließ sich Harley-Davidson von Porsche unter dem Projekt Nova einen wassergekühlten V-4-Motor entwickeln. 30 Motoren sowie zwölf komplette Motorräder wurden Langstreckentests unterzogen. Das Projekt wurde zugunsten des neuen Evo-Motors storniert.

## Motorenentwicklung
Die Motorradproduktion begann 1905 mit dem Modell 1.

### Einzylindermotoren
Der in einen fahrradähnlichen Rahmen montierte Einzylindermotor trieb über einen Riemen das Hinterrad direkt an. Das Motorrad hatte keine Kupplung. Die Zündung wurde von einer Batterie gespeist, ab 1909 wurden auch Magnetzünder eingesetzt. Die Konstrukteure legten großen Wert auf Stabilität und Qualität, was den Maschinen den Ruf von zuverlässigen Alltagsgeräten einbrachte. Wegen ihrer ab 1906 grauen Lackierung und der für jene Pioniertage verhältnismäßig guten Schalldämpfung erhielt die Maschine mit 440 cm³ bald den Spitznamen „Silent Gray Fellow“ („Leiser grauer Kamerad“) – eine Bezeichnung, die vom Hersteller ursprünglich für das Modell 7D vergeben wurde. Mit dem Modell 4 kam 1908 erstmals die von William Harley überarbeitete Sager-Cushion-Gabel zum Einsatz. J. H. Sagers Patent der gefederten Vorderradgabel vom 26. März 1907 übernahm Harley-Davidson stillschweigend. 1913 erhielt der Einzylinder ein gesteuertes, hängendes Einlassventil im Zylinderkopf (siehe Inlet over Exhaust). Diese Art der Ventilsteuerung blieb bis zur Produktionseinstellung 1918. Erst 1926 stellte Harley-Davidson einen neuen, mit 346 cm³ Hubraum etwas kleineren Einzylindermotor her. Er war in zwei Ausführungen erhältlich, einmal wechselgesteuert (IOE) sowie für Sportfahrer als erster Harley-Davidson-Motor mit hängenden Ventilen (OHV). Das OHV-Modell wurde überwiegend in Rennen eingesetzt. Es erhielt wegen seines Auspuffgeräuschs den Spitznamen „Peashooter“ (Blasrohr). Von 1930 bis 1934 wurde das letzte Einzylindermodell mit 493 cm³ Hubraum und seitlichen Ventilen (Flathead) hergestellt. Erst nach dem Zweiten Weltkrieg (1948) begann Harley-Davidson mit der Produktion eines Einzylindermotors (Zweitaktmotors) auf Basis der DKW RT 125. In den 1960er Jahren verfügte Harley nach der Beteiligung von Aermacchi (50 %) wieder über 4-Takt-Einzylindermotoren aus deren Bestand.
|                       | Prototyp                               | Modell 0                              | Modell 1                              | Modell 2–3                            | Modell 4                              | Modell 5–7                            | Modell 8                              | Modell 9–18                      | Modell 26A–34B                   | Modell 26AA–29BA | Modell 30C–34C                          |
| --------------------- | -------------------------------------- | ------------------------------------- | ------------------------------------- | ------------------------------------- | ------------------------------------- | ------------------------------------- | ------------------------------------- | -------------------------------- | -------------------------------- | ---------------- | --------------------------------------- |
| Produktionsjahre      | 1903                                   | 1904                                  | 1905–1906                             | 1906–1907                             | 1908                                  | 1909–1911                             | 1912                                  | 1913–1918                        | 1926–1934                        | 1926–1929        | 1930–1934                               |
| Hubraum               | 167 cm³                                | 405 cm³                               | 440 cm³                               | 440 cm³                               | 440 cm³                               | 494 cm³                               | 522 cm³                               | 565 cm³                          | 346 cm³                          | 346 cm³          | 493 cm³                                 |
| Ventilsteuerung       | Einlass automatisch, Auslass gesteuert | Einlass automatisch Auslass gesteuert | Einlass automatisch Auslass gesteuert | Einlass automatisch Auslass gesteuert | Einlass automatisch Auslass gesteuert | Einlass automatisch Auslass gesteuert | Einlass automatisch Auslass gesteuert | Auslass stehend, Einlass hängend | Auslass stehend, Einlass hängend | hängende Ventile | stehende Ventile                        |
| Leistung              |                                        | 2 PS (1,5 kW)                         | 3 PS (2,2 kW)                         | 4 PS (3 kW)                           | 4 PS (3 kW)                           | 4,3 PS (3,2 kW)                       | 4,3 PS (3,2 kW)                       | 4,5 PS (3,3 kW)                  | 8 PS (5,9 kW)                    | 12 PS (8,8 kW)   | 10 PS (7,4 kW)                          |
| Farbe                 |                                        |                                       | schwarz                               | Renault-grau                          | schwarz und Renault-grau              | Renault-grau                          | Renault-grau                          | Renault-grau                     | oliv-grün, weiß, creme           | rot (oliv-grün)  | „oliv-grün“, schwarz, blau, grau, creme |
| Höchstgeschwindigkeit |                                        |                                       | 56 km/h                               | 64 km/h                               | 64 km/h                               | 72 km/h                               | 80 km/h                               | 80 km/h                          | 90 km/h                          | 97 km/h          | 97 km/h                                 |
| Gebaute Exemplare     | 1                                      | 2                                     | 8 (1905)                              | 50 (1906) 150 (1907)                  | 450                                   | 1149                                  | 545                                   | 1510                             | 1128                             | 524              | 1629                                    |

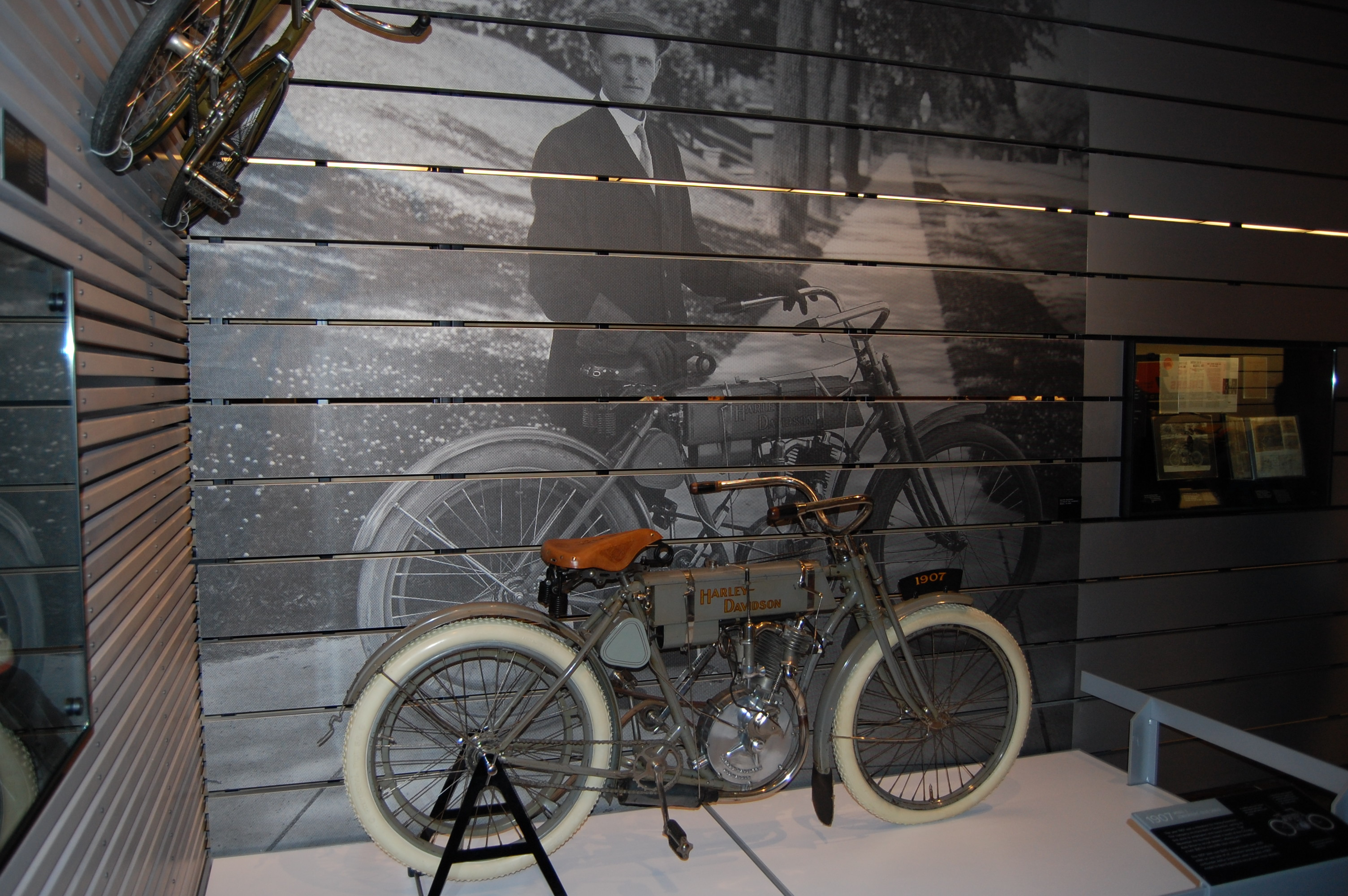
Modell 4 (1908)
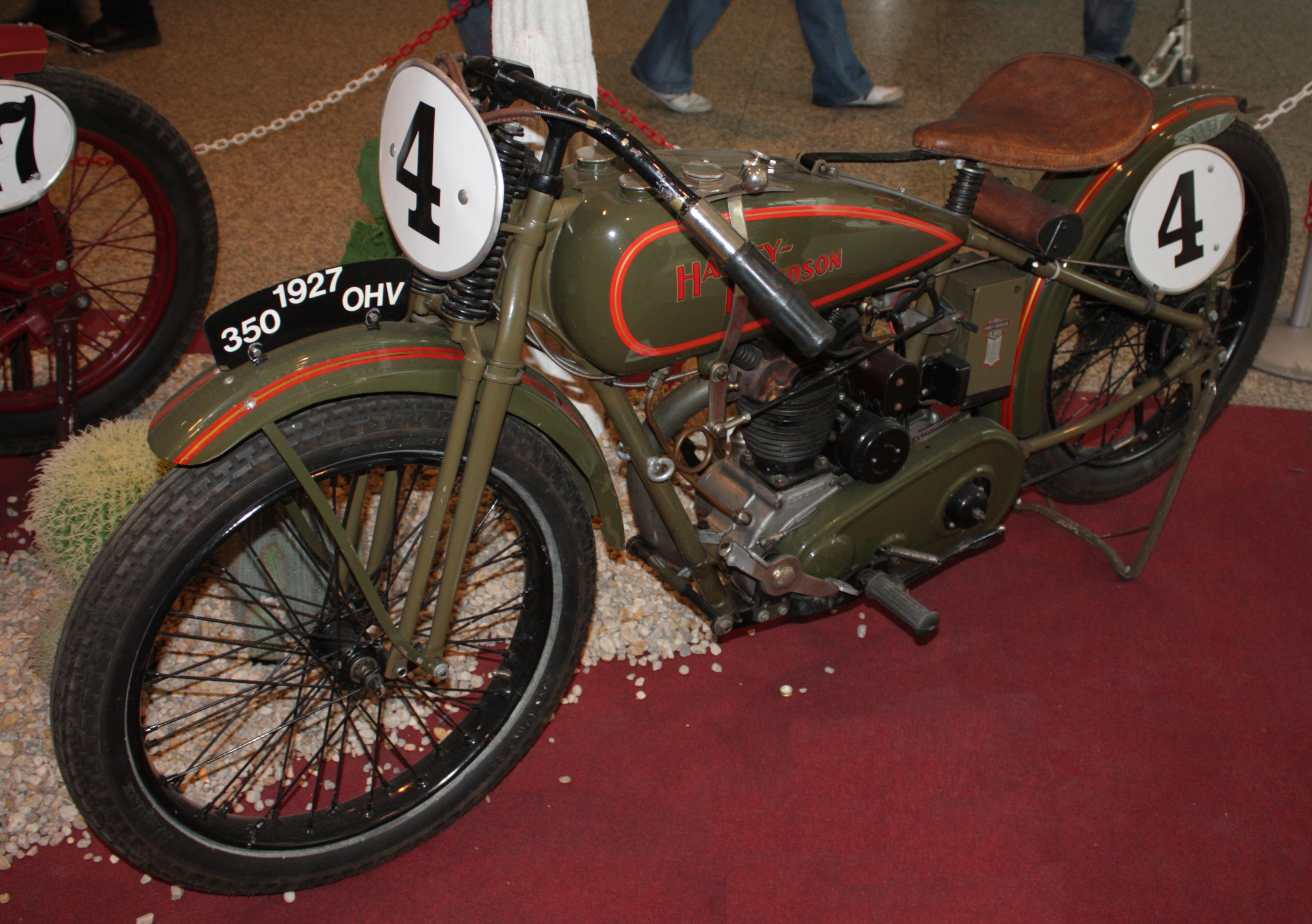
Modell 26AA „Peashooter“ (ohv) (1926–1929)
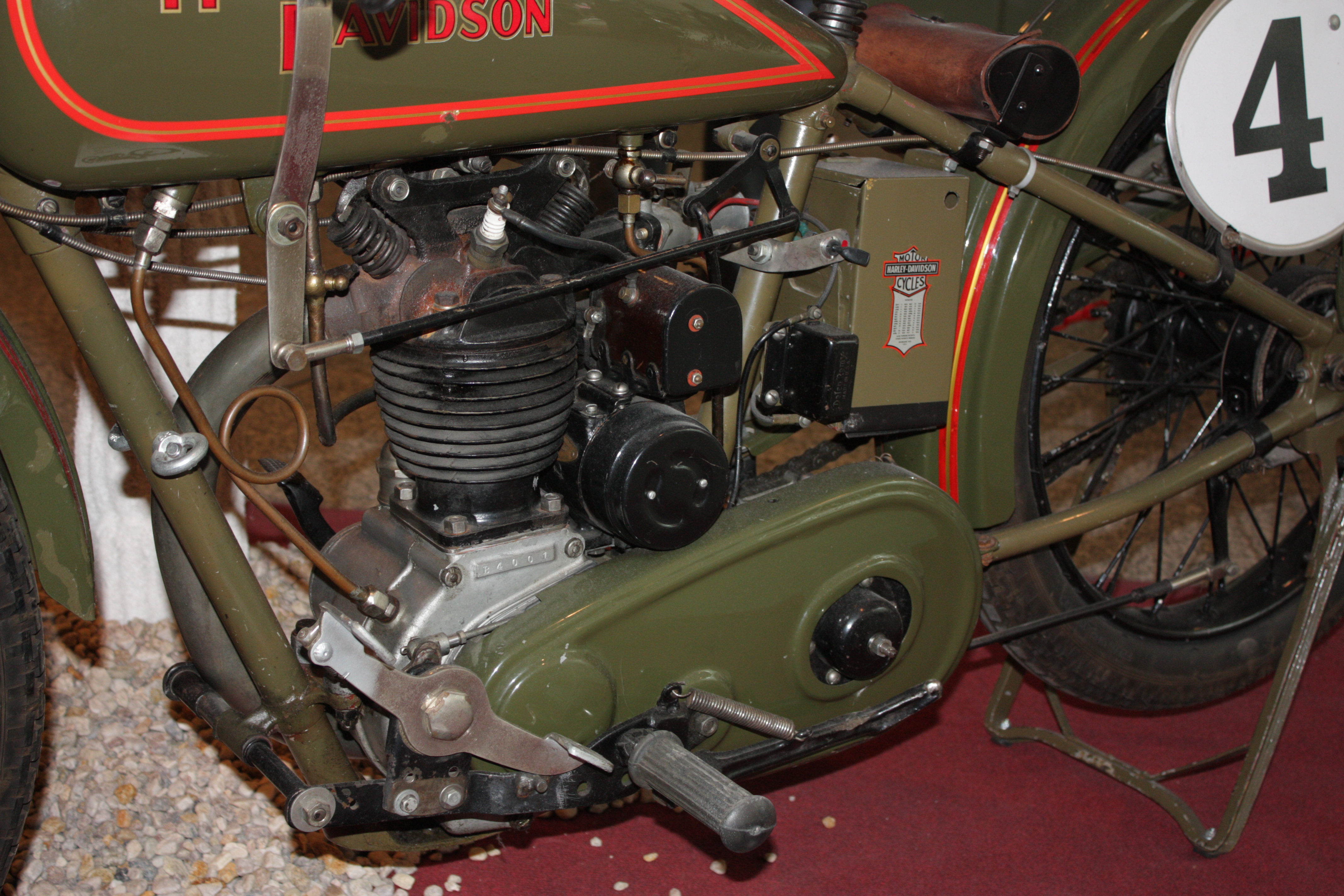
Motor der „Peashooter“
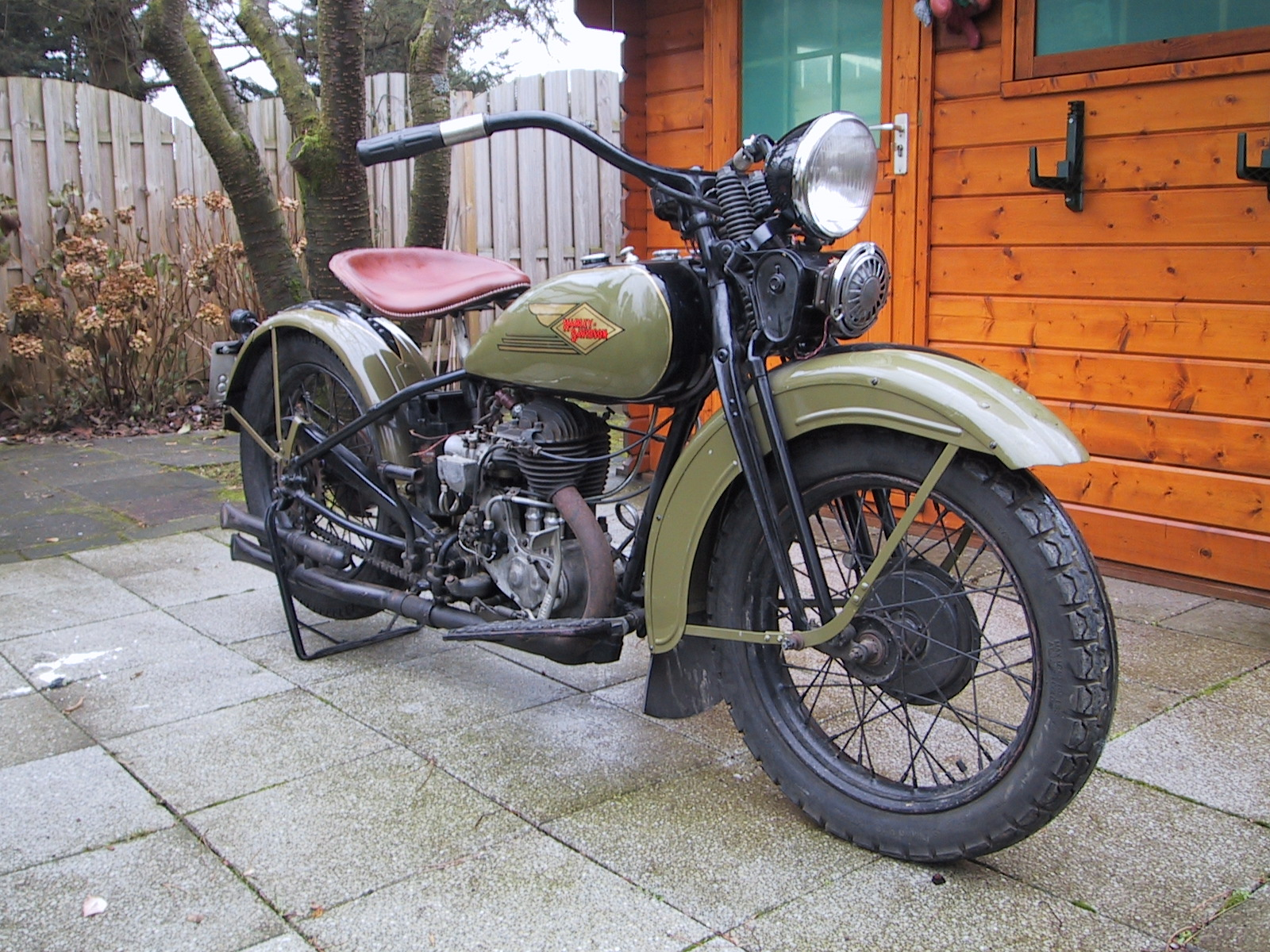
Modell 30C (sv) (1930–1934)

### Zweizylindermotoren

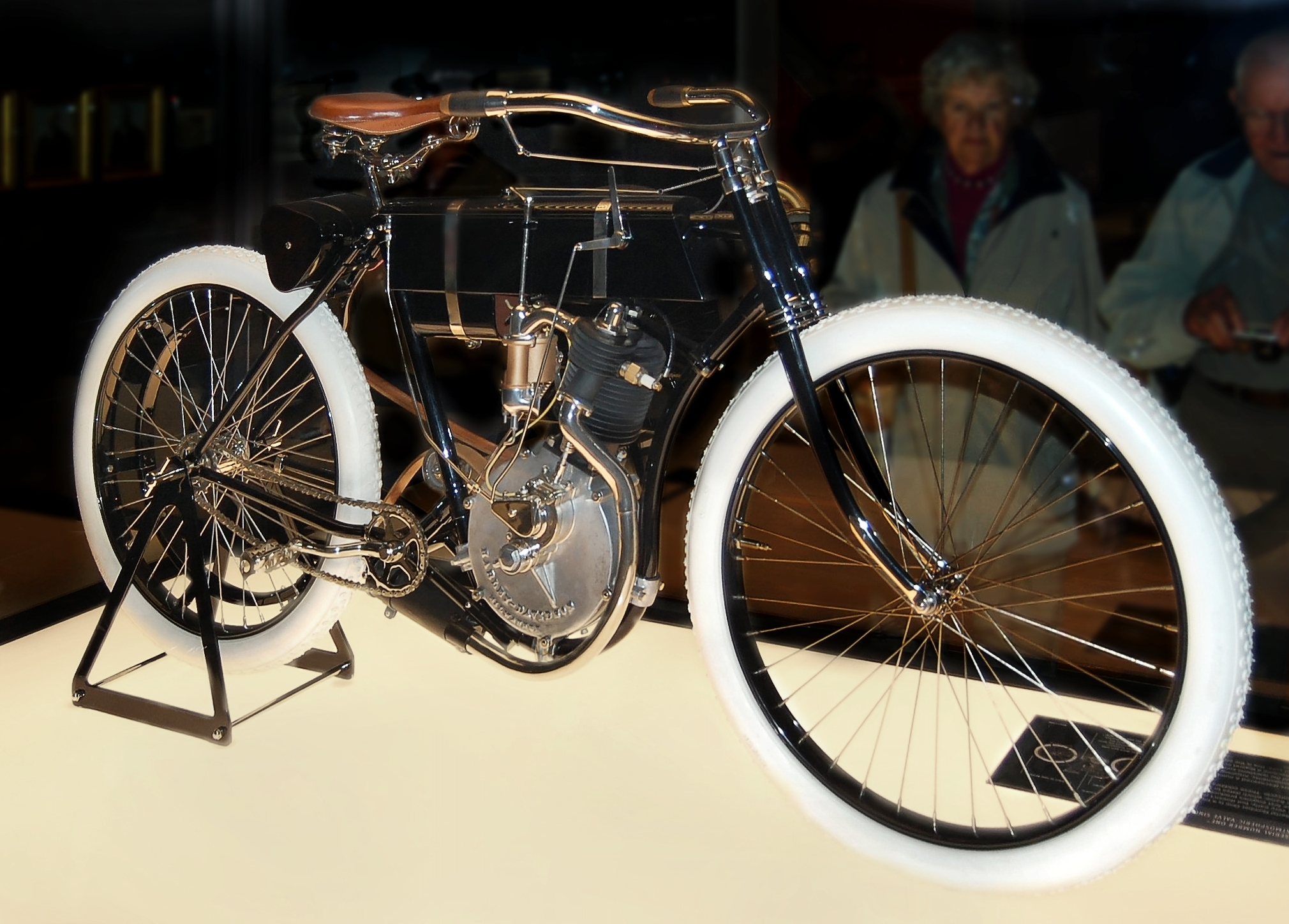
Harley-Davidson Modell 1 (1905)

#### Erklärungen
- Der Prototyp von 1903 sowie die beiden Vorserienmodelle von 1904 sind nicht erhalten.[Anm. 4]
- Erste Konstruktionszeichnungen eines eigenen 116-cm³-Motors sind von William Harley aus dieser Zeit bekannt.[81]
- Emil Krüger (Emil Krueger), ein deutscher Einwanderer, der in Frankreich bei De-Dion-Bouton gearbeitet hatte, soll darüber hinaus Konstruktionszeichnungen des De-Dion-Bouton-Motors zur Verfügung gestellt haben.[82][83]
- Eine erhaltene Skizze einer Harley-Davidson ist datiert auf den 1. April 1905[84]
- Das erste Action-Shot-Foto einer Harley-Davidson stammt von Ende April 1905[Anm. 5] und zeigt den Fahrer Perry E. Mack mit dem Modell 1.[85]

#### Zeitschiene der Zweizylindermotoren

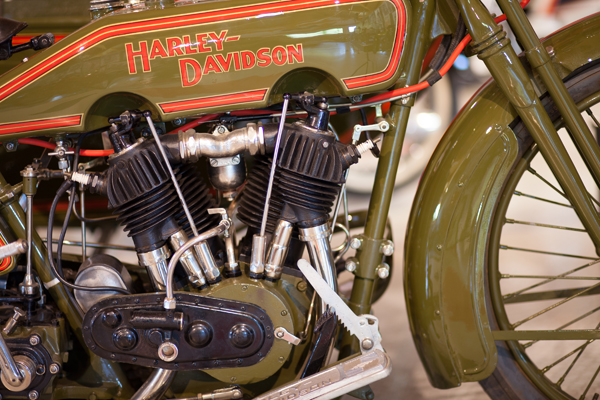
Bassella PM 091910 E

#### Modell 5D

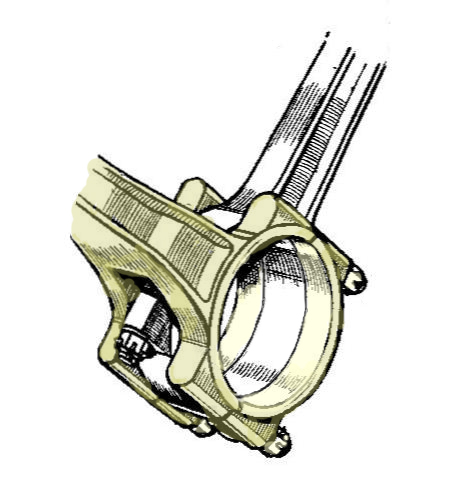
Schematische Darstellung der Forked connecting rods (gegabelter Pleuel) (Autocar Handbook, 13th ed, 1935)

1909 stellte Harley-Davidson erstmals das Modell 5D mit einem neu entwickelten Zweizylinder-V-Motor vor. Der Motor hatte einen Zylinderwinkel von 45 Grad ohne Seitenversatz und war stehend im Rahmen eingebaut. Diese charakteristische Bauform gilt bis heute als Inbegriff eines Harley-Davidson-Motors.
|                       | 50-ci-Motor des Modells 5D | 50-ci-Motor der Modelle 7D–8D | 60-ci-Motor der Modelle 8E–29J | 74-ci-Motor der Modelle 21D–29D |
| Produktionsjahre      | 1909                       | 1911–1912                     | 1912–1929                      | 1921–1929                       |
| Hubraum               | 49,5 ci                    | 49,5 ci                       | 60,3 ci                        | 73,7 ci                         |
| Hubraum               | 811 cm³                    | 811 cm³                       | 989 cm³                        | 1207 cm³                        |
| Max. Leistung         |                            | 6,5 PS (4,8 kW) (1911)        | 17 PS (12,5 kW) (1929)         | 18–29 PS (13–21 kW) (1929)      |
| Höchstgeschwindigkeit | 72 km/h                    | 88 km/h                       | 105 km/h (1918)                | 137 km/h (1929)                 |
| gebaute Exemplare     | 27                         | 3500                          |                                |                                 |

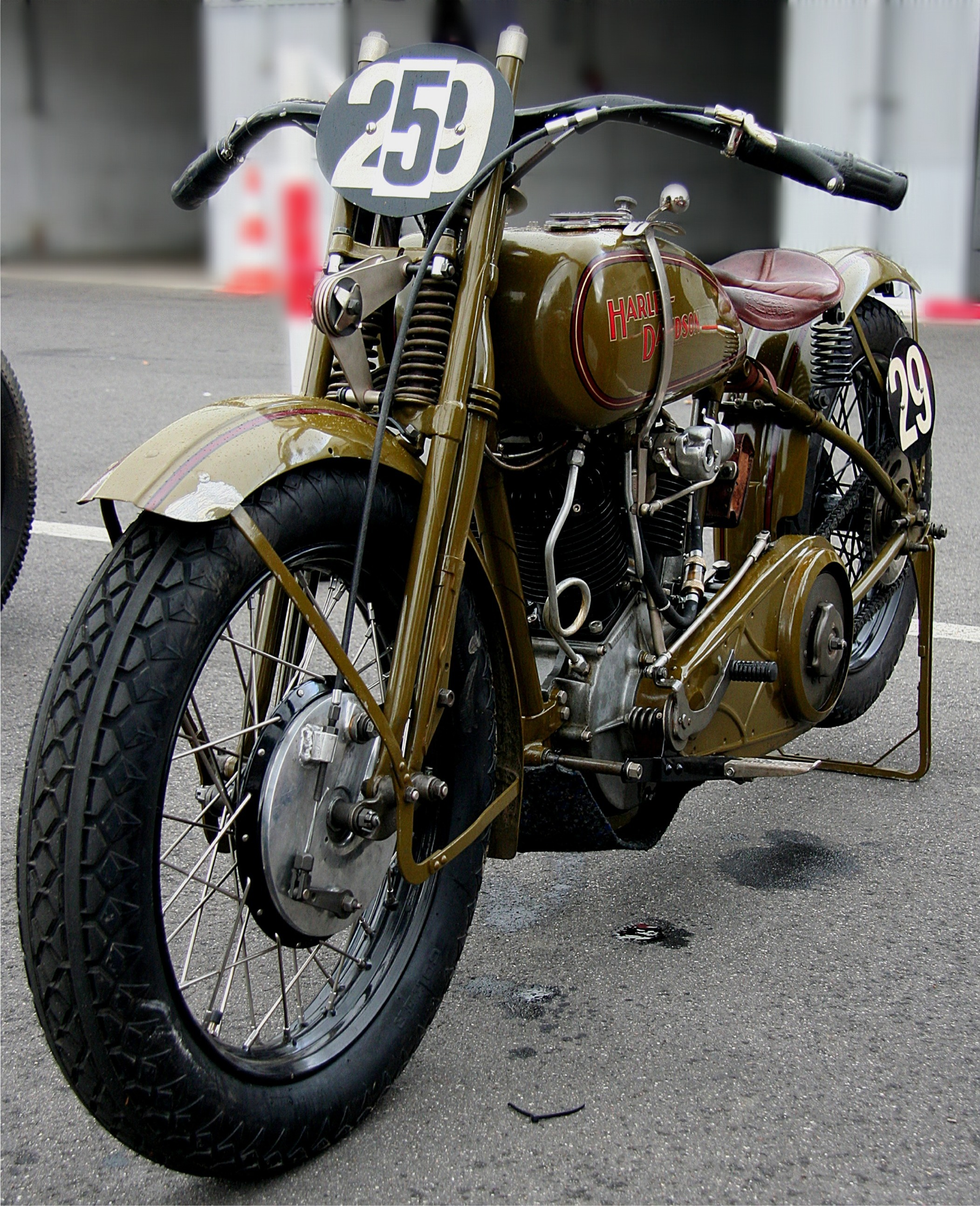
Modell 29 JDL von 1929; links am Tank der Handschalthebel, darunter das Kupplungspedal

Um den gleichen Rahmen wie bei den Einzylindermodellens verwenden zu können, war eine kompakte Konstruktion gefragt. Deshalb wurde der 2-Zylinder-V-Motor als Inline-V (ohne Seitenversatz der Zylinder) gebaut, der Zylinderwinkel betrug 45 Grad. Die Besonderheit dieser Konstruktion macht es erforderlich, das Pleuelauge gabelartig auszulegen. Der Hauptpleuel besitzt zwei Lager mit einer Nut dazwischen. Der Nebenpleuel sitzt in einem Kurbelzapfenlager innerhalb dieser Nut.
Seine Konstruktion führt zu einer unregelmäßigen Zündfolge von 315:405 Grad. Die Zylinder zünden jeweils nach dem Verbrennungstakt um ±45 Grad versetzt. Das führt zum typischen Sound eines Inline-V-Twins, der lautmalerisch oft mit „Potato-Potato“ beschrieben wird. Das Motorgehäuse und die Kurbelwellenlager des 2-Zylinder-Motors wurden gegenüber dem Einzylinder verstärkt. Der Motor hatte jedoch immer noch ein automatisches Einlassventil (Schnüffelventil) pro Zylinder. Dieses funktioniert jedoch wegen der in einem V2-Motor – mit nur einem Vergaser – veränderten Druckverhältnisse nicht mehr zuverlässig. Der 811-cm³-Motor startete schlecht und lief unsauber. Nach 27 Motorrädern wurde das Modell 5D eingestellt, da man der Probleme nicht Herr wurde.

#### Modelle 7D–16J

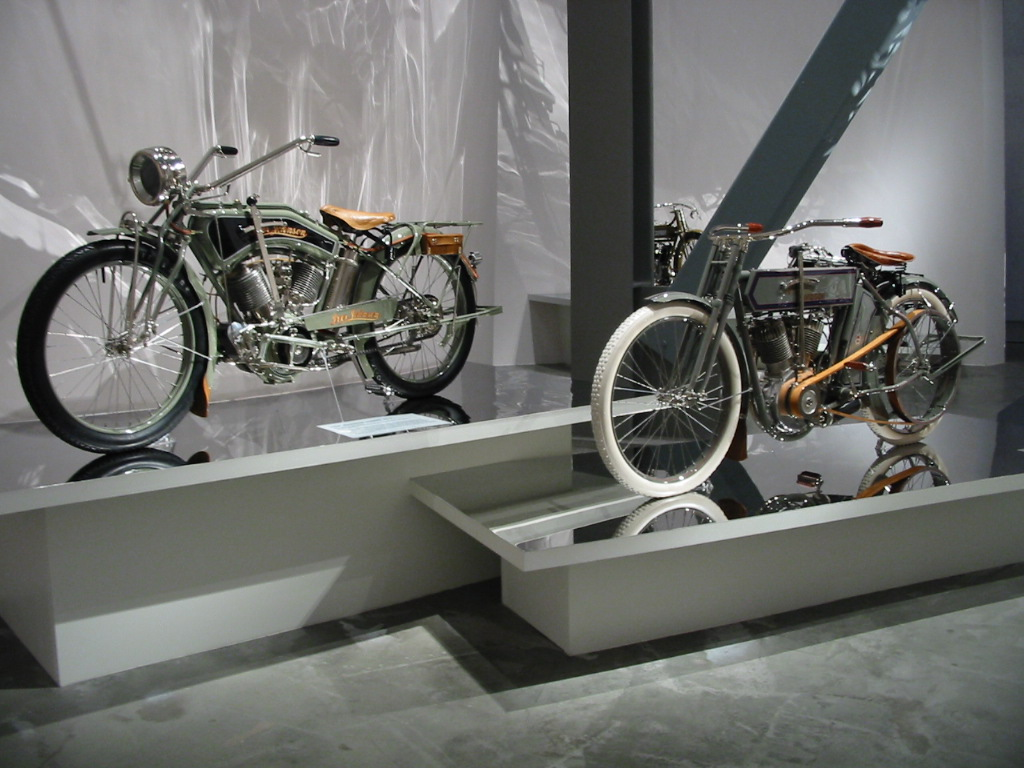
Harley-Davidson Modell 7D (1911, rechts)

Das Modell 7D von 1911 sollte den Durchbruch für Harley-Davidson bedeuten. Der wechselgesteuerte (IOE) Motor mit 811 cm³ erhielt ein von einer untenliegenden Nockenwelle gesteuertes Einlassventil. Es hängt im Zylinderkopf, öffnet nach unten und wird über Stößel, Stoßstange und Kipphebel betätigt. Außerdem hatte das Modell 7D einen verstärkten Rahmen, einen verbesserten Riemenspanner und eine Innenbandbremse statt der Rücktrittbremse am Hinterrad. 1912 vergrößerte Harley-Davidson beim Modell X8E den Hubraum auf 989 cm³ und verwendete eine Rollenkette als Hinterradantrieb. Bei den Modellen X8 (494, 811 und 989 cm³) wurde erstmals eine Kupplung eingebaut sowie eine in den Rahmen integrierte Sattelfederung. 1914 war das Modell 10F das erste mit einem Zweiganggetriebe. Ab diesem Jahr hatten alle Modelle einen Kickstarter. 1915 wurden beim Modell 11F ein Dreiganggetriebe und die elektrische Beleuchtung eingeführt.
1916 änderte Harley-Davidson die Bezeichnung seiner Modelle. War bislang das Anfangsjahr 1904 mit dem Modell Null, 1905 mit Modell 1, …, 1915 mit Modell 11 bezeichnet, wurden ab 1916 die Modelle an die Jahreszahl angeglichen. Z. B. Modell 16B (single), Modell 16J (V-Motor, 3-Gang-Getriebe). Die Harley-Davidson-Modellreihe 12 bis 15 existiert damit nicht.
Der amerikanische Hersteller AMC (Allied Motor Corporation) stellte von 1912 bis 1915 Kopien von Harley-Davidson her. Zumindest Motorradteile soll AMC direkt von Harley-Davidson bezogen haben.

#### W-Sport

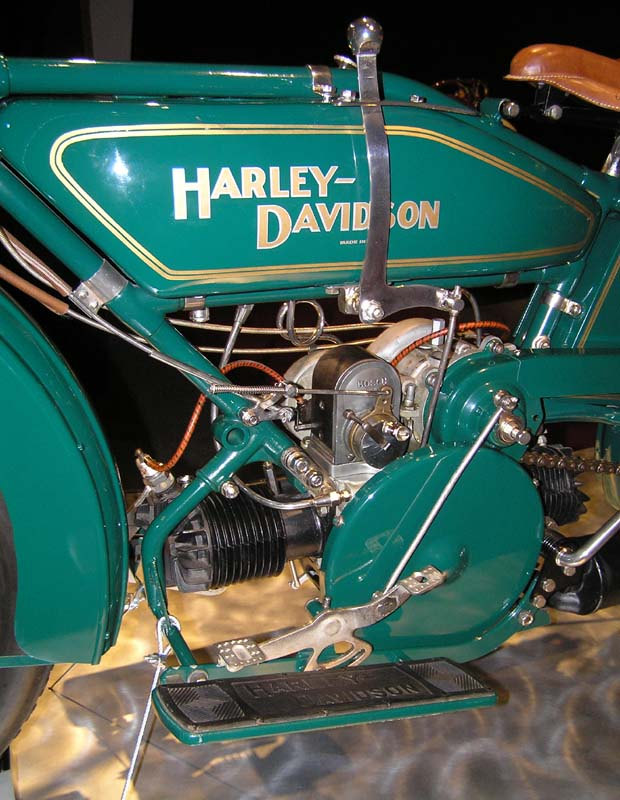
W-Sport mit Boxermotor

Nach dem Ersten Weltkrieg gab es keine Armeeaufträge mehr. Um dem privaten Kunden ein leichtes Sportmotorrad (120 Kilogramm) anbieten zu können, entwickelte Harley-Davidson 1919 einen quer eingebauten Boxermotor (Kurbelwelle querliegend), der mit 584 cm³ und 6 PS (4,4 kW) für eine Höchstgeschwindigkeit von 80 km/h sorgte. Die britische Douglas war offensichtlich der Ideengeber für die Entwicklungsabteilung von Harley-Davidson. Der Motor soll der laufruhigste Harley-Davidson-Motor seiner Zeit gewesen sein und wurde bei Langstreckenrennen erfolgreich eingesetzt. Trotzdem waren die USA kein Markt für Boxermotoren – der Kunde wünschte V-Motoren, sodass nach 9883 gebauten Exemplaren die Produktion 1923 eingestellt wurde.

#### Modelle 21J–29J
1921 stellte Harley-Davidson in der Modell-Reihe 21JD erstmals den „74er-Motor“ vor, ein V2 mit 1207 cm³ Hubraum (73,7 ci). Der mit einer 6-Volt-Batterie-Zündung und 32-mm-Schebler-Vergaser ausgerüstete Motor leistete anfangs 18 PS (13 kW) bei 3000 min−1, im letzten Modelljahr („two cam“) 29 PS bei 4000 min−1. Bis 1929 wurden 4526 Einheiten gebaut. Der 74er-Motor des Modells 21JD (mit 18 PS) wurde von 1923 bis 1924 auch im Flugzeug Mummert-Mini-Plane verwendet. Beim Modell 28J (1928) wurde von Harley-Davidson erstmals eine Vorderradbremse (Trommelbremse) eingebaut, hinten blieb es bei der seit 1909 bewährten Bandbremse.

#### Flathead

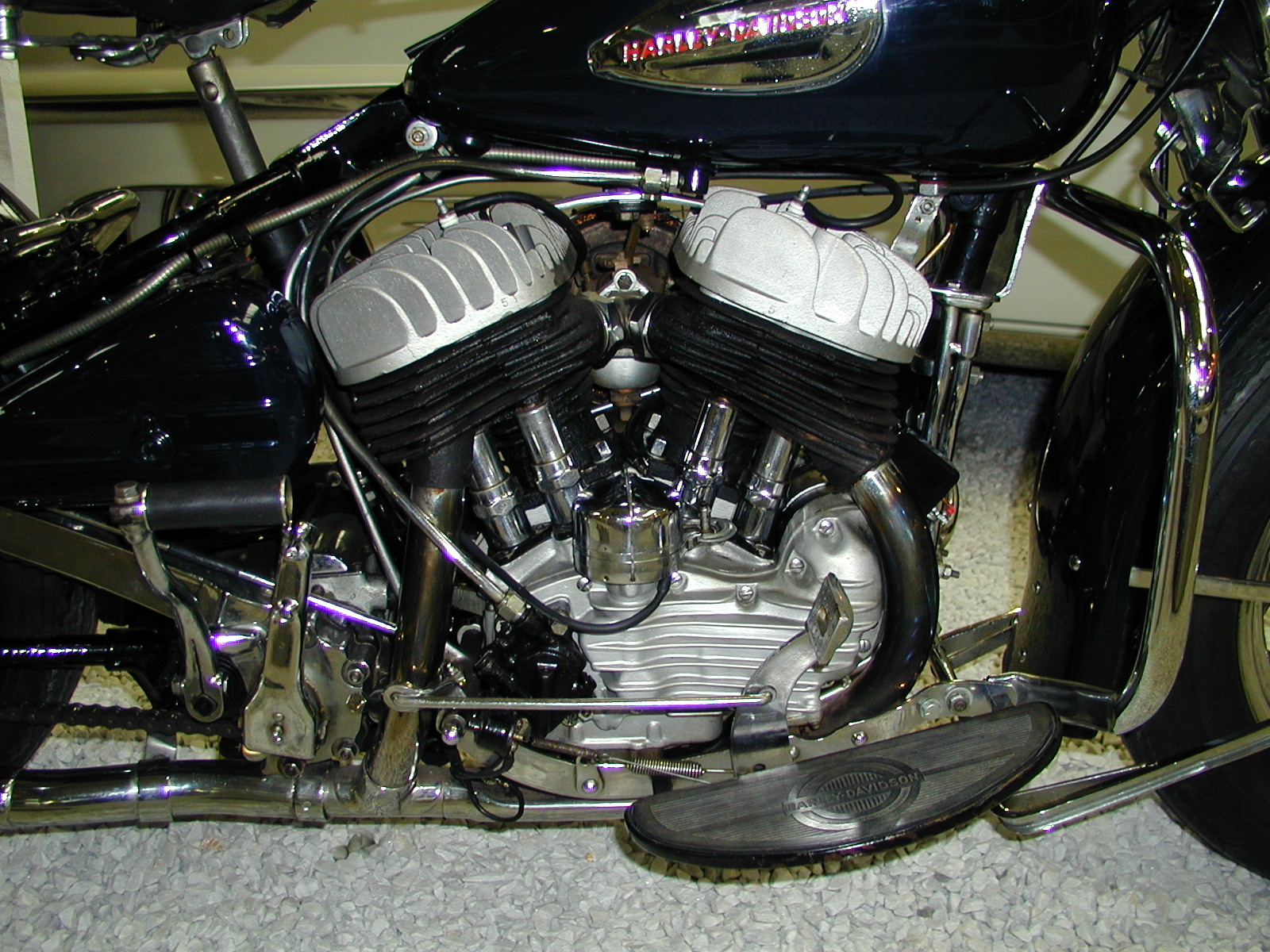
Flathead-Motor (1929–51)

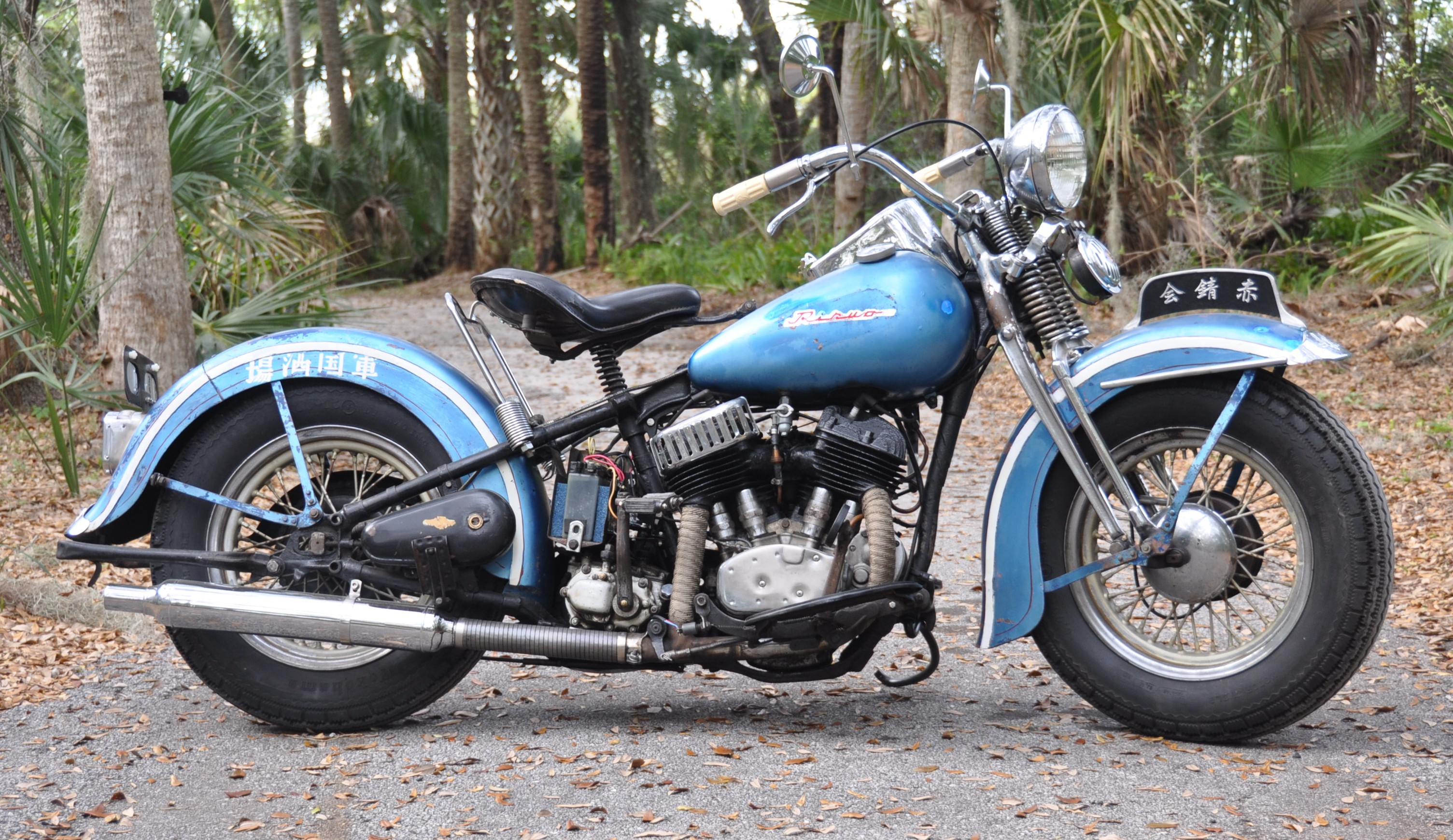
Rikuo VL

1929 stellte Harley-Davidson mit dem Modell D ein neu konstruiertes Motorrad vor. Die seit dem Modell 4 (1908) von Harley-Davidson angebotene Schwinggabel (Sager-Cushion-Gabel) wurde durch die Springergabel ersetzt und es wurden erstmals Trommelbremsen vorne und hinten eingebaut. Der V-Motor, der unter der Bezeichnung Flathead bekannt wurde, war eine seitengesteuerte Variante, die Harley-Davidson in verschiedenen Variationen – später in großen Stückzahlen für das Militär – bis 1948 produzierte:
Von 1937 bis 1941 wurde die WLDR (R steht für Racing) mit dem 45-ci-Flathead bestückt; nur 171 Stück dieser Ausführung wurden gebaut. Von 1940 bis 1941 gab es sie in der seltenen Farbvariante Squadron Gray. Der Motor mit einer höheren Verdichtung, größeren Ventilen, Kühlrippen, Ansaugkanälen, Vergaser und „schärferen“ Nockenwellen leistete 38 PS. Die WDLR hat ein 3-Gang-Getriebe mit Handschaltung sowie einen Starrrahmen und eine Federgabel.
| Produktionsjahre | 1929–1951/1973      | 1929–1948           | 1936–1940     |
| Hubraum          | 45,3 ci             | 73,7 ci             | 78,9 ci       |
| Hubraum          | 742 cm³             | 1207 cm³            | 1293 cm³      |
| Leistung         | 15–29 PS (11–21 kW) | 28–36 PS (21–26 kW) | 38 PS (28 kW) |
| Drehzahl         | 3800–5000 min−1     | 3800–4600 min−1     | 4500 min−1    |

Der 742er-Motor wurde bis 1951 bei Motorrädern und bis 1973 im Servi-Car angeboten. Der Flathead wurde länger als sein technischer Nachfolger, der Knucklehead-Motor, als Alternative für Kunden angeboten, die sich mit dem damals noch als komplex und störanfällig geltenden Konzept hängender Ventile nicht anfreunden wollten. Der Flathead hat beim ersten Blick auf den Zylinderkopf den Anschein eines Zweitaktmotors. Das Flathead-Modell wurde vom japanischen Hersteller Koto Trading Company, einem Tochterunternehmen von Sankyo, ab 1935 in Lizenz gefertigt. Rikuo, so der Markenname, war damit der erste Motorradhersteller Japans. Nach der Auflösung der Geschäftsbeziehung (1936) und der japanischen Invasion in China (1937) wurde die Flathead eigenständig unter der Marke Rikuo (König der Straße) als Modell 97 für die japanische Armee produziert. 18.000 Exemplare wurden bis zum Ende des Zweiten Weltkriegs gefertigt. 1947 wurde die Produktion wieder aufgenommen und 1958 beendet.

#### Knucklehead
| Produktionsjahre | 1936–1947         | 1941–1947          |
| Hubraum          | 989 cm³ (60,3 ci) | 1207 cm³ (73,7 ci) |
| Bohrung × Hub    | 84 × 88,9 mm      | 87,3 × 100,8 mm    |
| Leistung         | 40 PS (29 kW)     | 48 PS (35 kW)      |
| Drehzahl         | 4800 min−1        | 5000 min−1         |

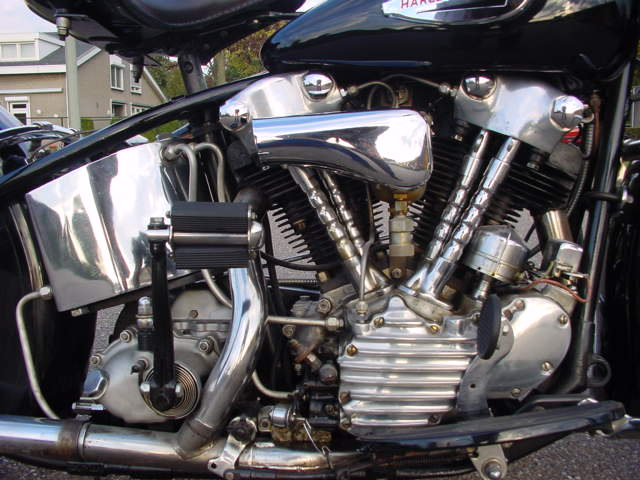
Knucklehead-Motor (1936–47)

1936 erfuhr der in die Jahre gekommene Flathead-Motor versuchsweise eine Überarbeitung, eine OHV-Ventilsteuerung mit zwei hängenden Ventilen im Zylinderkopf sollte verbaut werden. Es blieb zunächst bei den Versuchen, da die Streitkräfte nach dem Eintritt der USA in den Zweiten Weltkrieg hohe Stückzahlen geordert hatten. Diese Aufträge wollte man nicht mit einem Motor beliefern, der sich noch im Erprobungsstadium befand. Stattdessen erhielt das Militärmodell der WLA den zwar schwächeren, jedoch zuverlässigen und bewährten 742-cm³-Motor.
Die Knucklehead E (61E) jedoch erhielt den neuen 989-cm³-OHV-Motor, der 40 PS bei 4800 Umdrehungen leistete. Mit einer Zylinderbohrung von 84 mm und einen Kolbenhub von 88,9 mm hatte der Motor ein Hubverhältnis von 1:1,06 und gehört somit zu den Langhubern. Die Knucklehead E hatte eine Viergang-Handschaltung (Handhebel linksseitig, Fußkupplung links), 18-Zoll-Räder, einen Radstand von 1511 Millimeter und wog 256 Kilogramm. Das ergab ein Leistungsgewicht von 0,156 PS pro Kilogramm. Die Modelle mit nur einem Fahrersitz tragen den Namenszusatz Solo. Die neue OHV-Motorenreihe wurde von 1936 bis 1947 parallel zu den alten Seitenventilern der Flathead-Reihe gebaut. Dieser Motor ist auf Grund seiner charakteristischen Konturen der Kipphebellagerung am Zylinderkopf als Knucklehead („Knöchelkopf“) bekannt. 1937 erzielte der Rennfahrer Joe Petrali mit einer stromlinienverkleideten Knucklehead einen Rekord für Motorräder mit Serienmotoren über eine Meile. Er erreichte eine Geschwindigkeit von 218,87 km/h (136,183 mph) in Daytona Beach.
Motorräder mit diesen Motoren gehören heute zu den begehrtesten Oldtimern von Harley-Davidson, für die Preise über 50.000 Euro zu erzielen sind (Stand 2020).

#### Panhead
| Produktionsjahre | 1948–1952         | 1948–1965           |
| Hubraum          | 60,3 ci (989 cm³) | 73,7 ci (1207 cm³)  |
| Bohrung × Hub    | 84 × 88,9 mm      | 87,3 × 100,8 mm     |
| Leistung         | 40 PS (29 kW)     | 48–55 PS (35–40 kW) |
| Drehzahl         | 4800 min−1        | 5000 min−1          |

Namensfindung

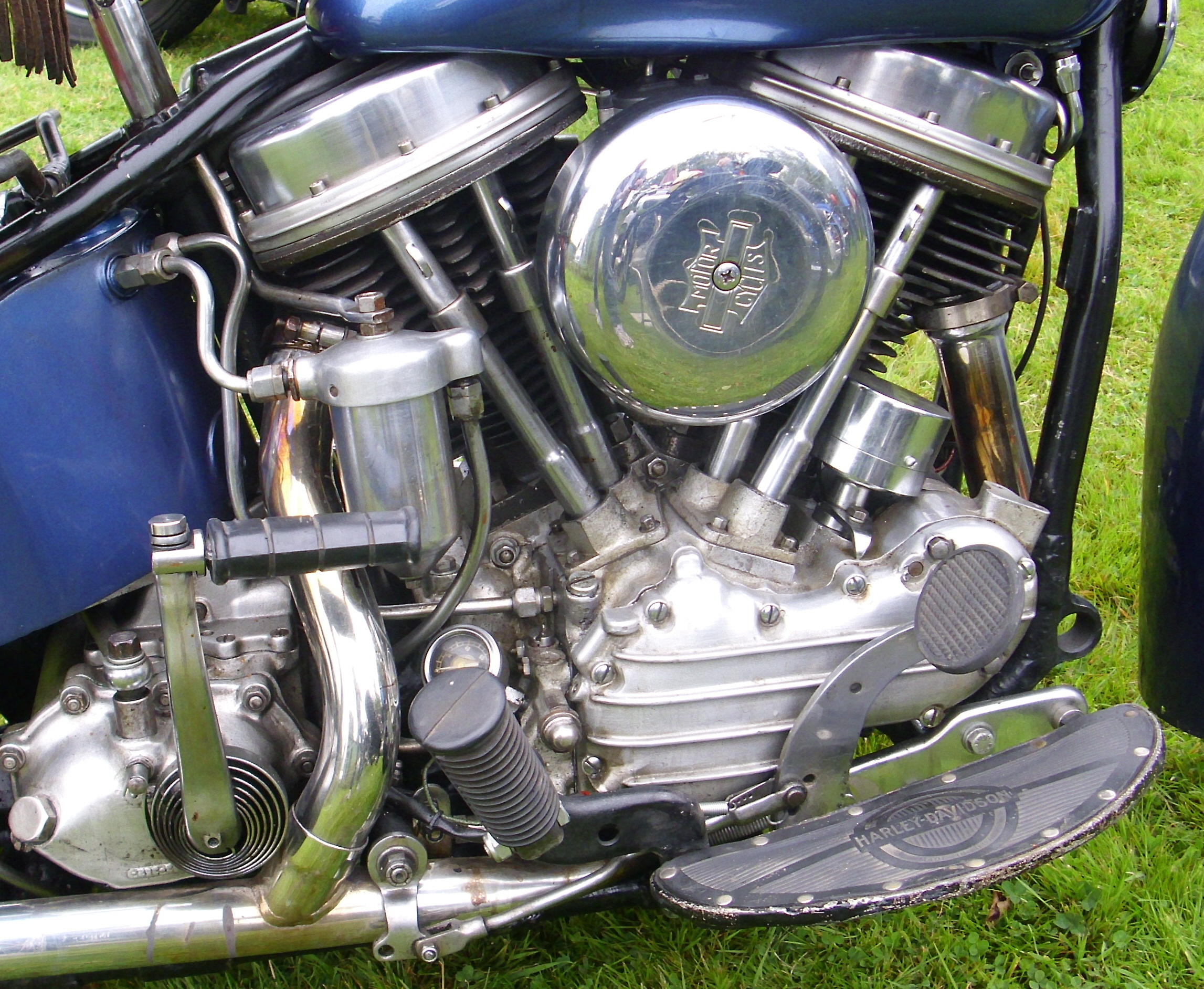
Panhead-Motor (1948–65)

1948 wurde der Knucklehead-Motor einer weitreichenden Überarbeitung unterzogen. Die Graugusszylinder der Knucklehead wurden beibehalten, die Zylinderköpfe jedoch aus Leichtmetall gefertigt. Das Hauptproblem der Knucklehead-Motoren war der Ölumlauf und Ölverbrauch, daher wurden die neuen Ölleitungen nach innen verlegt, um den Motor sauberer zu halten. Auf den Zylinderköpfen befanden sich fortan verchromte, glattflächige Deckel, die dieser Motorengeneration den Namen Panhead („Pfannenkopf“) in die Geschichte schrieben.
Technische Merkmale
Ab 1952 war dieser Antrieb wahlweise mit zeitgemäßer Handkupplung und Fußschaltung erhältlich. Schon ab Baubeginn 1948 sorgten wartungsfreie Hydrostößel für einen automatischen Ventilspielausgleich. Die Hydroelemente wanderten 1953 vom Zylinderkopf in die untere Betätigung der Stoßstangen an den Nockenwellen. 1949 wurde bei der Hydra-Glide erstmals eine hydraulische Teleskopgabel bei Harley-Davidson verwendet. Die bislang übliche Springergabel, eine geschobene Kurzschwinge, blieb bei anderen Modellen bis 1953 im Programm. In den 1990er Jahren wurde gegen Aufpreis die Springergabel bei Retromodellen angeboten; beim Customizing wird die Springergabel auch heute noch eingebaut. 1958 führte Harley-Davidson bei der Duo-Glide erstmals die Hinterradfederung ein, bei den Sportster-Modellen ein Jahr zuvor.

#### K-Motor

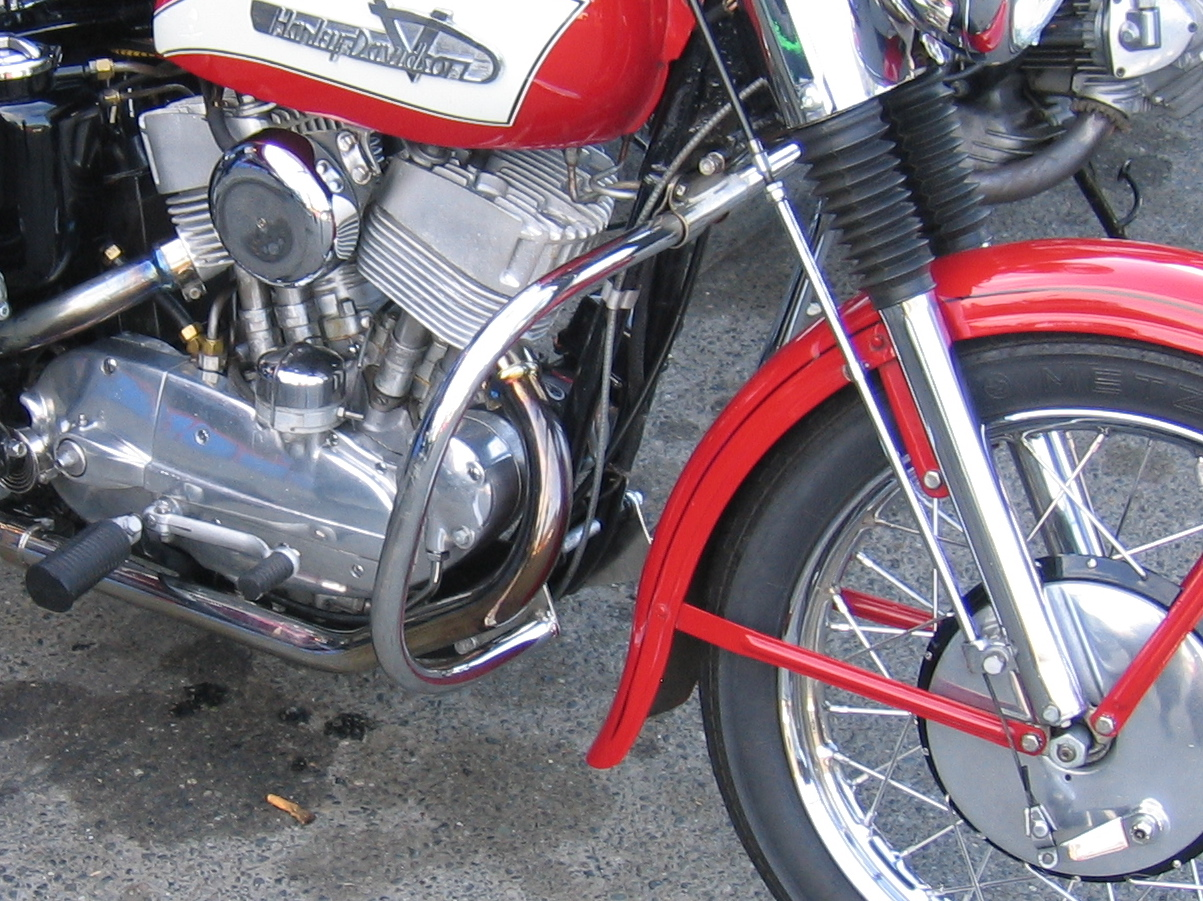
K-Motor (1952–56)

1952 stellte Harley-Davidson ein neues sportliches Modell vor. Die ersten K-Motoren waren Flathead-Motoren mit 742 cm³ Hubraum (45,3 ci), einer Bohrung von 69,8 mm und einem Hub von 96,8 mm sowie überarbeitetem Zylinderkopf. Die Leistung des seitengesteuerten Motors wurde mit 30 PS (22 kW) angegeben. 1954 (Modell KH) vergrößerte Harley-Davidson den Hubraum auf 888 cm³ (54,2 ci) durch Aufbohren auf 115,8 mm. Damit stieg die Leistung auf 38 PS (28 kW) und verhalf dem 182 Kilogramm leichten Motorrad zu einer Höchstgeschwindigkeit von 161 km/h. Bis 1956 blieben die K-Modelle im Programm, von denen 1250 Exemplare gefertigt wurden. K-Motoren dienten als Basis für Rennmotoren der KK-Reihe und gelten als die Vorläufer der Sportster-Motoren.

#### Sportster-Motor
| Produktionsjahre | 1957–1971           | 1972–1984           |
| Hubraum          | 53,9 ci (883 cm³)   | 60,9 ci (997 cm³)   |
| Bohrung × Hub    | 76,2 × 96,8 mm      | 81 × 96,8 mm        |
| Leistung         | 40–56 PS (29–41 kW) | 61–68 PS (45–50 kW) |
| Drehzahl         | 5500–6800 min−1     | 6200 min−1          |

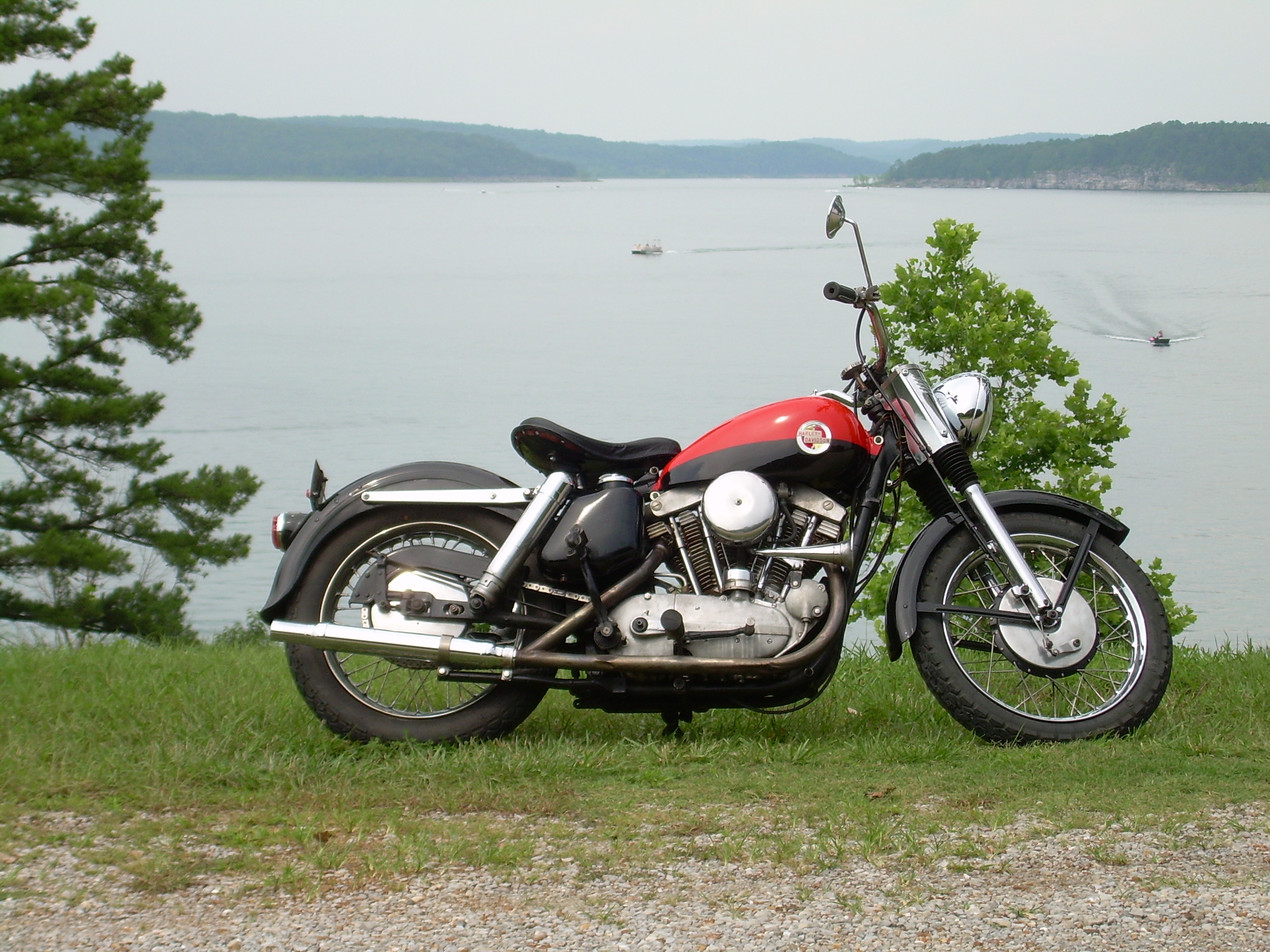
Sportster-Motor (1957–84)

1957 wurde ein neuer, moderner und kleinerer Motor mit sportlichem Charakter entwickelt, um britischen Herstellern wie Norton, BSA und Triumph Paroli zu bieten: der Sportster-Motor, wiederum als 45°-OHV-V2, jedoch mit vier untenliegenden, über ein Stirnradgetriebe angetriebenen Nockenwellen. Die erste Version mit 883 cm³ hatte noch Grauguss-Zylinder und -Zylinderköpfe, weshalb diese Generation als Ironhead bezeichnet wird. Im Unterschied zum Big Twin sind hier der Kurbeltrieb und das Getriebe im selben Gehäuse untergebracht. Der Sekundärantrieb liegt rechts. Der neue Motor diente als Antrieb der neu vorgestellten Sportster-Baureihe, die für damalige Verhältnisse tatsächlich sehr sportlich ausgelegt war – nicht zuletzt, weil sie mit 218 Kilogramm leichter war als die FL mit 270 Kilogramm und die 355 Kilogramm schwere FLH. Fortan dominierten die Sportster vor allem den amerikanischen Bahnsport (Flattrack, Dirt track). Vor diesem Hintergrund ist die Auslegung des Ventiltriebs mit vier Nockenwellen zu sehen, die es ermöglicht, die Steuerzeiten jedes einzelnen Ventils ohne großen Aufwand zu variieren. Die Sportster galt seinerzeit als das erste amerikanische Superbike. Sie war die erste Harley, die pro Kubikzoll Hubraum ein ganzes PS hatte.
Die Sportster XL (61-ci-Motor) wurde 1972 als erstes Modell von Harley-Davidson mit einer Scheibenbremse vorne ausgerüstet, 1973 bot Harley-Davidson bei allen anderen Modellen Scheibenbremsen vorne und hinten an, welche die Simplex-Trommelbremse mit 200 mm Durchmesser ersetzte. Die Doppelscheibenbremse (vorne) wurde wiederum beim Sportster-Modell 1978 zuerst eingeführt.

#### Shovelhead-Motor
| Produktionsjahr | 1966–1979       | 1978–1984     |
| Hubraum         | 73,7 ci         | 81,8 ci       |
| Hubraum         | 1207 cm³        | 1340 cm³      |
| Bohrung × Hub   | 87,3 × 100,8 mm | 88,9 × 108 mm |
| Leistung        | 60 PS (44 kW)   | 65 PS (48 kW) |

1966 war das Geburtsjahr des Shovelhead-Motors, ein nur im Bereich des Zylinderkopfs und Ventiltriebs überarbeiteter Panhead-Motor. Der Name ging wieder auf die Form der Zylinderkopf-Abdeckung zurück: Diesmal erinnerte sie an die Unterseite einer typischen amerikanischen Kohlenschaufel. Innerhalb der Bauzeit dieses Motors unterscheidet man im Wesentlichen zwischen dem sogenannten Early Shovel („früher Shovel“) mit 1200 cm³ Hubraum (zu erkennen an dem nierenförmigen rechten Motorgehäuse, dem auf dem Nockenwellengehäuse sitzenden Timer (Unterbrechergehäuse) und an dem vor dem Kurbelgehäuse sitzenden Generator) und dem ab 1969/1970 ausgelieferten Late Shovel („später Shovel“, Generator hinter dem Primärantrieb) mit 1207 cm³ Hubraum. Ab 1965 kamen Harley-Fahrer mit der ersten Electra Glide (noch mit Pan-Motor) in den Genuss eines elektrischen Anlassers. In den 1970er Jahren bestand eine beliebte Tuning-Maßnahme darin, vorhandene Pan-Motoren mit den effizienteren Shovel-Zylinderköpfen auf den technischen Stand eines originalen Early Shovel zu bringen (Pan-Shovel). Den Early Shovel brachte Harley-Davidson als Zwischenschritt vom Panhead zum Late Shovel auf den Markt, um vor der Neuvorstellung noch zahlreiche eingelagerte Panhead-Kurbelgehäuse aufzubrauchen. Der Shovelhead-Motor litt in den Jahren 1966–73 unter häufigen Motordefekten durch Lagerschäden, die durch schlampige Verarbeitung und überalterte Fertigungsmaschinen hervorgerufen wurde. Lichtmaschine und Getriebe hatten eine durchschnittliche Lebensdauer von 37.000 Kilometer, darüber hinaus konnte es zu einem Ölverbrauch von einem Liter auf 400 bis 700 Kilometer kommen. Öleintritt im Kupplungsgehäuse der Trockenkupplung war „zeitlebens dieser Konstruktion ein Problem“.

#### Evolution
| Hubraum       | 81,6 ci                      |
| Hubraum       | 1338 cm³                     |
| Bohrung × Hub | 88,8 × 108 mm                |
| Leistung      | 46 kW (63 PS) bei 5200 min−1 |
| Drehmoment    | 103 Nm bei 3600 min−1        |

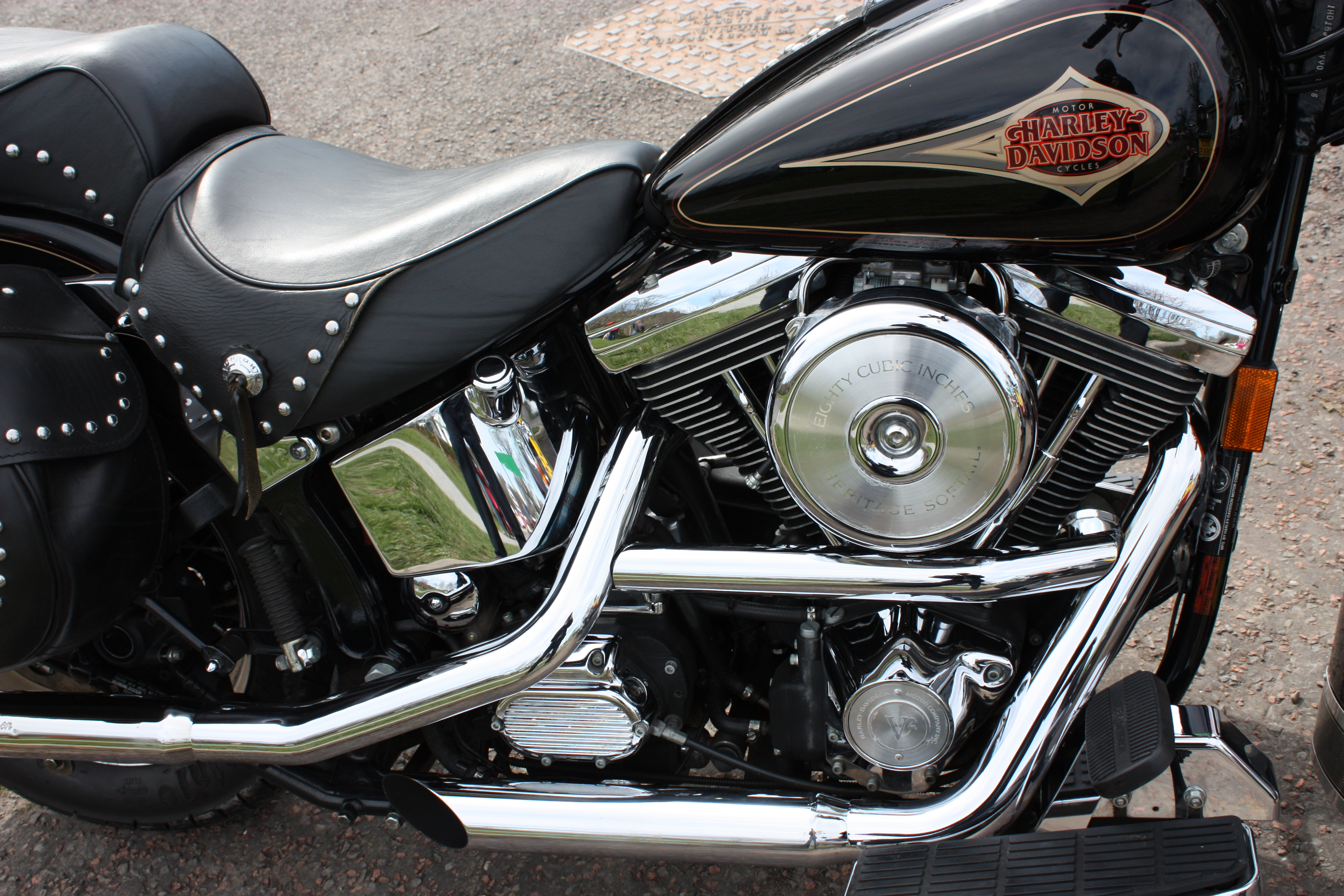
Evolution-Motor (1984–99)

1984 stellte Harley-Davidson mit dem Evolution-Motor (kurz: Evo) erstmals einen vollständig aus Leichtmetall gefertigten Antrieb vor, der von Porsche in Weissach entwickelt worden war. Der Evolution-Motor war damit seit langer Zeit die erste Motorenkonstruktion von Harley-Davidson aus zeitgemäßen Werkstoffen. Er darf als erster vollgasfester Motor des Hauses gelten. Für den luftgekühlten Zweizylinder-V-Motor mit 1338 cm³ behielt Harley-Davidson das Gabelpleuel bei, und er war auch sonst mit zwei Ventilen pro Zylinder, einer unten liegenden Nockenwelle und separat angeflanschtem Getriebe konservativ ausgelegt. Allenfalls der automatische Ventilspielausgleich über Hydrostößel, den es bereits seit den ersten Panhead-Motoren gab, war und ist auf dem Motorradsektor weiterhin ungebräuchlich. Zu Beginn wurden die ersten Motorräder mit Evolution-Motor noch mit einer Kette als Sekundärtrieb ausgeliefert. Später wurde die Kette durch einen Zahnriemen ersetzt.
Evolution Sportster
| Hubraum          | 883 cm³          | 1101 cm³       | 1198 cm³            | 1202 cm³       |
| Produktionsjahre | seit 1986        | 1986–1988      | 1988–2007           | seit 2007      |
| Bohrung × Hub    | 76,2 × 96,8 mm   | 85,1 × 96,8 mm | 88,8 × 96,8 mm      | 88,9 × 96,8 mm |
| Leistung         | 46–53 PS (34 kW) | 54 PS (40 kW)  | 61–67 PS (45–49 kW) | 67 PS (49 kW)  |

1986 profitierte der Sportster-Motor von zeitgemäßen Werkstoffen und erhielt neben anderen Modellpflegemaßnahmen jetzt ebenfalls Zylinderköpfe aus Leichtmetall. Auf diesem Motor basiert bis heute der Antrieb aller Modelle der Sportster-Familie. Auch sämtliche Buell-Modelle, mit Ausnahme der 2008 neu vorgestellten, wassergekühlten 1125R/CR und der frühen Buell RW 750, werden ausschließlich von leistungsgesteigerten, kontinuierlich modellgepflegten Derivaten des Evo-Sportster-Motors angetrieben. Zum Modelljahr 2007 ersetzte eine elektronische Saugrohreinspritzung den bis dahin verwendeten Keihin-CV-Vergaser. Angesichts der deutlich Rennsport-orientierteren Konkurrenz aus Japan, England und Italien gelten die Sportster-Modelle seit langem nicht mehr als Sportmotorräder, wenngleich sie sich aufgrund der um 100 kg geringeren Fahrzeugmasse bei annähernd gleicher Motorleistung deutlich agiler fahren als die Big Twins. Vielmehr sind sie als preisgünstige Einstiegsmodelle positioniert.

#### Twin Cam

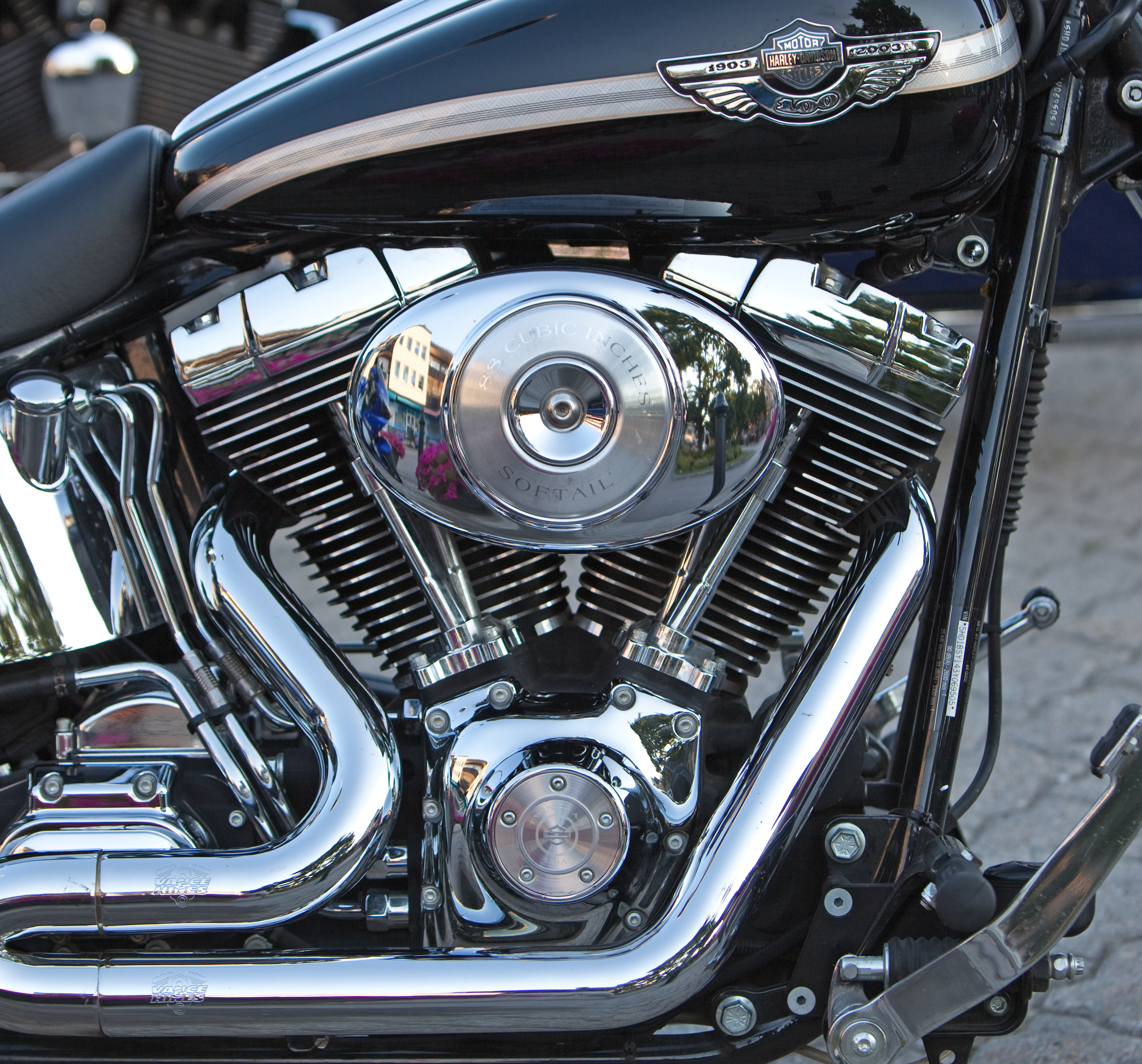
Softail mit Twin Cam 88B Motor

1999 wurde der Evo-Motor der „Big Twins“ durch die neue Motorengeneration Twin Cam 88 abgelöst. Diese war notwendig geworden, da abermals Emissions- und Geräuschgrenzwerte und die darauffolgenden Modifikationen die Leistung der bisherigen Motoren immer weiter reduzierten. Späte Evo-Harleys hatten ab Werk nur noch etwa 50 PS (37 kW) – ein Manko insbesondere angesichts der durchschnittlichen Masse von über 300 Kilogramm im fahrfertigen Zustand. Der Twin Cam 88 ist ebenfalls ein luftgekühlter 45°-V2-Motor, jedoch mit zwei unten liegenden Nockenwellen, mit 1449 cm³ Hubraum (Bohrung: 95,3 mm, Hub: 101,6 mm), zu Beginn als Vergaserversion und später optional mit einer elektronisch geregelten sequenziellen Saugrohreinspritzung (ESPFI). Der erste Teil der Motorbezeichnung geht auf die Auslegung mit zwei Nockenwellen (englisch: cam shafts) zurück, während die Zahl 88 sich auf die in den USA gebräuchliche Hubraumangabe in Kubikzoll (englisch: cubic inch, ci) bezieht. Ähnlich wie beim Sportster-Motor ist das Getriebegehäuse des Twin Cam 88 eine Einheit mit dem Kurbelgehäuse, jedoch angeflanscht anstatt integriert. Harley-Davidson führte den Twin Cam 88 zunächst nur in den Baureihen Dyna und Touring ein, während die Softail-Familie erst im Jahr 2000 umgestellt wurde. In den Dyna- und Touring-Modellen ist der Motor vibrationsentkoppelt über Silentblöcke im Rahmen verschraubt. Die Modelle der Softail-Reihe dagegen, bei denen der Motor starr mit dem Rahmen verschraubt ist, wurden mit einer weiterentwickelten Variante namens Twin Cam 88B ausgestattet. Sie haben zwei Ausgleichswellen, um die Vibrationen zu verringern. Das B steht für die englische Bezeichnung „balanced“.
Twin Cam 96
Zum Modelljahr 2007 brachte Harley-Davidson eine stark überarbeitete Version des Twin-Cam-88-Motors – den Twin Cam 96 – in den Dyna- und Touring-Baureihen auf den Markt. Während der Motor in diesen beiden Baureihen vibrationsisoliert mit dem Rahmen verbunden ist, erhielten die Softail-Modelle die starr mit dem Rahmen verbundene Version Twin Cam 96B, die mit zwei Ausgleichswellen die Vibrationen reduziert. Dank des im Vergleich zum Twin Cam 88 von 101,6 mm auf 111,1 mm vergrößerten Hubs bei unveränderter Bohrung von 95,3 mm hat der Motor einen Hubraum von 1584 cm³ (96 ci). Der Einsatz neuer Nockenwellen verspricht längere Haltbarkeit und einen leiseren Lauf dank neuer Antriebsketten und Rollenlager. Neu ist ebenso die drehzahlabhängige variable Ansaug- und Auspuffsteuerung. Das neue Triebwerk erfüllt damit als erster „Big Twin“ die Emissionsanforderungen der Euro-3-Norm. Zugleich erhielten alle „Big Twins“ das Sechsgang-Getriebe CruiseDrive, ein ab dem zweiten Gang schräg verzahntes Kassettengetriebe mit Overdrive, dessen erste Version im Jahr 2006 in den Modellen der Dyna-Baureihe vorgestellt wurde. Die Leistung beläuft sich in den für Europa homologierten Versionen auf bis zu 60 kW (82 PS) bei 5250 min−1; das maximale Drehmoment beträgt je nach Typ 121 bis 127 Nm und liegt je nach Modell bereits bei 3125 min−1 an.
Twin Cam 103
Im Juli 2011 kündigte Harley-Davidson an, dass die 2012er-Modellreihen von Softail und die neue Dyna Switchback mit dem Twin-Cam-103-Motor ausgerüstet werden (Ausnahme: Softail Blackline). Die gegenüber dem Twin Cam 96 vergrößerte Bohrung von 98,4 mm bewirkt einen um 6,6 % größeren Hubraum von 1690 cm³. Das Drehmoment beträgt zwischen 126 Nm (Switchback) und 134 Nm (Street Glide) bei 3500 min−1. Diese Umstellung auf den vergrößerten Motor wurde im 2013er-Modelljahrgang weiter vorangetrieben, sodass bis auf wenige Ausnahmen der Twin-Cam-103-Motor in Deutschland der Standardmotor für die Modellreihen Dyna, Softail und Touring wurde (Ausnahmen: Street Bob, Super Glide Custom, Blackline sowie die CVO-Modelle). Mit dem Modelljahrgang 2014 wurde in Deutschland die Umstellung von dem Twin Cam 96 auf den Twin Cam 103 abgeschlossen.
Twin Cam 110
Seit dem Modelljahrgang 2009 werden die CVO-Modelle mit dem neuen Twin Cam 110 ausgeliefert. Die auf 101,6 mm vergrößerte Bohrung bei nur unwesentlich vergrößertem Hub von 111,3 mm ergeben einen Hubraum von 1802 cm³ (~ 110 ci). Gemäß Euronorm EC95/1 liegt ein Drehmoment von 149 Nm bei 3000 min−1 an. Seit 2016 werden die „S“-Modelle ebenfalls mit dem Twin Cam 110 angeboten. Hierbei handelt es sich um die Fat Boy S, die Softail Slim S und die Low Rider S.

#### Revolution

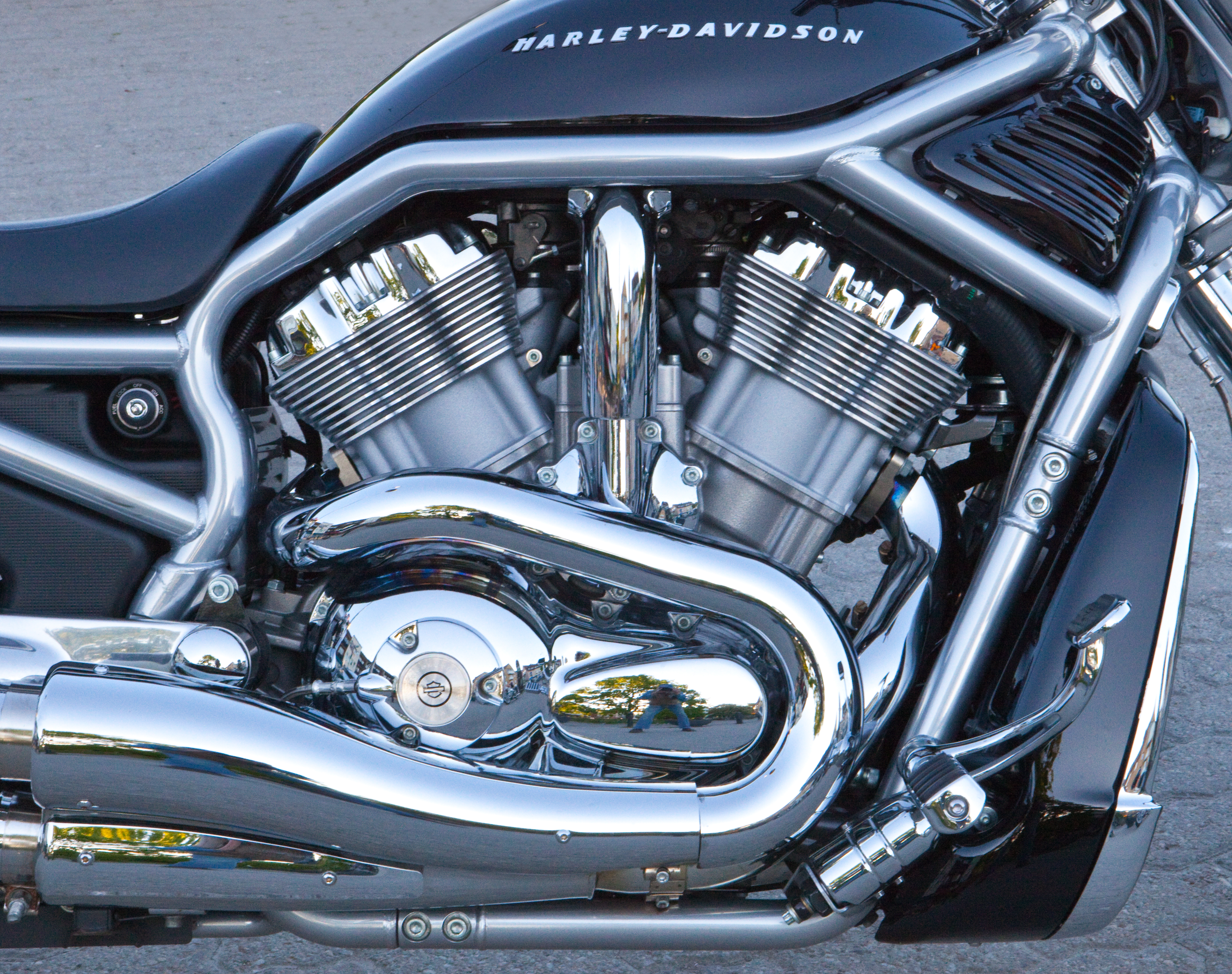
VRSC-Motor (seit 2002)

2002 begründete Harley-Davidson mit dem neu vorgestellten Revolution-Motor die VRSC-Modellreihe (V Racing Street Custom); der VRSC-Motor wurde von Porsche entwickelt. Harley-Davidson und Porsche gründeten für den Motorenbau ein Gemeinschaftsunternehmen, bei dem Porsche 49 Prozent der Anteile erhielt. Die Entwicklung dieses Motors war durch extreme Prüfanforderungen hinsichtlich der Haltbarkeit gekennzeichnet. Im sogenannten Düsseldorf-Test wurden in werbewirksamer Weise die deutschen Autobahnen, die das Forschungs- und Entwicklungszentrum in Weissach/BW mit der Landeshauptstadt Düsseldorf in NRW verbinden, in unzähligen Testläufen simuliert, bis eine Maschine eine Fahrt von 500 Stunden nonstop überstand. Es handelt sich zwar ebenfalls um einen V2-Motor, doch abweichend vom klassischen Harley-Konzept ist er flüssigkeitsgekühlt und hat einen Zylinderwinkel von 60 Grad. Der Motor mit anfangs 1130 cm³ Hubraum (Bohrung: 100 mm × Hub: 72 mm) hat vier obenliegende Nockenwellen, vier Ventile pro Zylinder und eine elektronisch geregelte sequenzielle Einspritzung in Fallstromanordnung. Aus diesem Grund befindet sich der Tank unter der Sitzbank, während die Leichtmetallhaube zwischen Lenkkopf und Sitzbank als Tankattrappe die Airbox verdeckt. Die Leistung betrug in der ersten für Europa homologierten Version 85 kW (115 PS) bei 9000 min−1 und 100 Nm, spätere Ausführungen brachten es auf bis zu 88 kW (120 PS) und 108 Nm. In einigen Sondermodellen wurde bereits eine auf 1250 cm³ aufgebohrte Screamin’-Eagle-Variante mit strömungsoptimierten Zylinderköpfen eingesetzt. Diese leistet 92 kW (125 PS) und 117 Nm. Zum Modelljahr 2008 wurde der ursprüngliche 1130-cm³-Motor zugunsten der Variante mit 1247 cm³ (Bohrung: 105 mm × Hub: 72 mm) aus dem Programm genommen. Der größere Motor produziert eine Nennleistung von bis zu 92 kW (125 PS) und ein maximales Drehmoment von 115 Nm. Zuletzt wurde er in den Modellen V-Rod, Night Rod Special und in der 2009 vorgestellten V-Rod Muscle bis 2017 eingebaut.

#### Revolution X

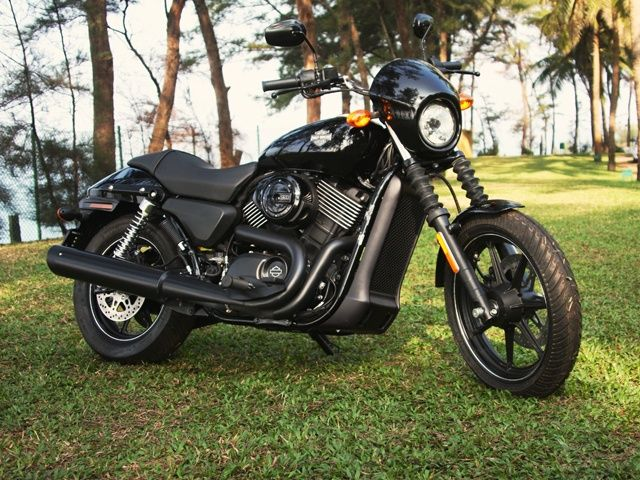
Harley-Davidson Street 750

Eine völlig neu entwickelte und in Indien gebaute Motorbaureihe, unter der Bezeichnung Revolution X, brachte Harley-Davidson 2014 auf den Markt. Eine 500-cm³-Version wird speziell in Asien angeboten, die 750-cm³-Version wird in Deutschland im Modell Harley-Davidson Street 750 ausgeliefert.

#### Milwaukee-Eight
Mit dem Modelljahr 2017 führte Harley-Davidson in der Touring-Reihe eine neue Baureihe von Big-Twin-V2-Motoren mit zwei Hubraumgrößen und einem Zylinderwinkel von 45° ein. Im Gegensatz zu ihren Vorgängern haben diese Motoren Vierventil-Zylinderköpfe mit einer einzelnen Nockenwelle, die mit hydraulischem Ventilspielausgleich über Stoßstangen die Ventile betätigt, zwei Zündkerzen pro Zylinder sowie neue Ausgleichswellen und Klopfsensoren. Die Bezeichnung „Milwaukee-Eight“ rührt von der Gesamtzahl von nunmehr acht Ventilen her. Der 114-Kubikzoll-Motor (1.868 cm³) mit 163 Nm und 66 kW (90 PS) bei 5020/min hat außer der Luftkühlung eine Wasserkühlung im Bereich der Auslasskanäle, beim 107-Kubikzoll-Motor (1.745 cm³) mit 150 Nm und ebenfalls 66 kW (90 PS) aber bei 5450/min, ist es je nach Motorvariante eine Öl- oder Wasserkühlung. Seit 2018 ist der Milwaukee-Eight-Motor mit 107 ci (1.745 cm³) mit 64 kW (87 PS) bei 5020/min und 145 Nm oder als 114 ci mit 69 kW (94 PS) bei 5250/min und 155 Nm auch in allen Softail-Modellen verbaut. Der neue 117-Kubikzoll-Motor (1.923 cm³) mit 78 kW (106 PS) bei 5450/min und 166 Nm bleibt allerdings exklusiv den CVO-Touring-Modellen vorbehalten.

## Motorsport

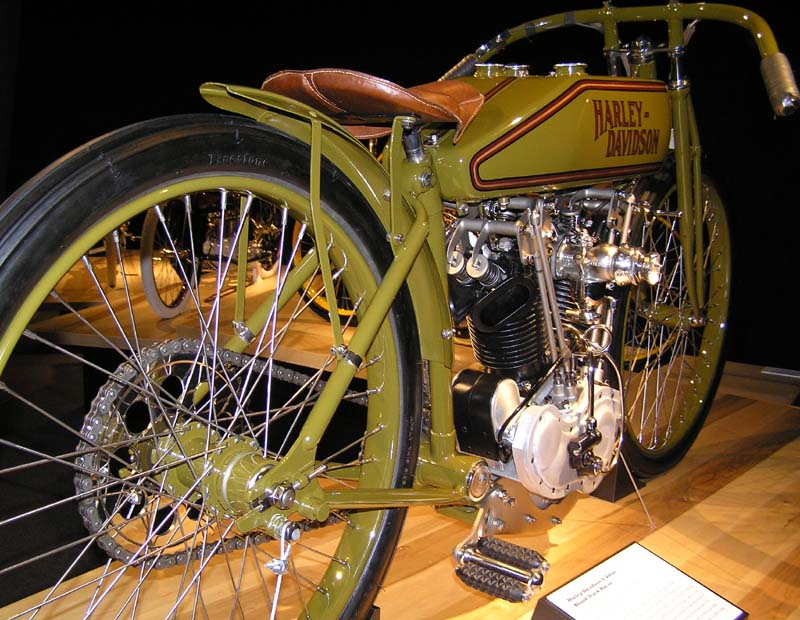
8-Ventil-Rennmaschine (1923)

### Bahnsport
Erste Erfolge im Rennsport hatte Harley-Davidson mit der 8-Ventil-Rennmaschine beim Board track racing. Der 1916 vorgestellte 988 cm³ große und 6:1 verdichtende V2-Motor mit hängenden Ventilen und halbkugelförmigem Brennraum hatte acht Ventile und leistete anfangs 16 später 20 PS. Um die Maschine anzuschieben, brauchte der Fahrer zwei bis drei Helfer. Bei einer Masse von 125 Kilogramm erreichte die Rennmaschine über 160 km/h. Für Privatfahrer war das Rennmotorrad, das ohne Bremse ausgeliefert wurde, für den astronomischen Preis von 1.500 US-Dollar erhältlich. Es gibt jedoch keine Unterlagen über einen Privaterwerb. Schätzungen gehen von 30 bis 50 gebauten Exemplaren bis zur Auflösung des Rennteams im Jahre 1928 aus. Der damals berühmte Rennfahrer Otto Walker erzielte mehrere Siege bei 300-Meilen-Rennen. Von dem 8-Ventiler wurde ab 1925 ein überarbeitetes IOE-Modell als Hillclimber angeboten. 1940 erschien eine Rennversion der Flathead, die bis 1951 angeboten wurde. Von 1952 bis 1969 wurde von Harley-Davidson das KR-Modell angeboten, das bei Bahnrennen die Ära auf Oval-Pisten fortsetzen sollte.

### Hillclimbing
Von 1929 bis 1937 engagierte sich Harley-Davidson im Hillclimbing mit der Werksrennmaschine Harley-Davidson DAH. Joe Petrali gewann auf der DAH die von der American Motorcyclist Association veranstalteten amerikanischen Meisterschaften 1932, 1933, 1935 und 1936.

### Harley-Rekorde
- Am 13. März 1937 erzielte der Rennfahrer Joe Petrali mit einer stromlinienverkleideten Knucklehead einen Rekord für Serienmotoren über die Meile von 136,183 mph (218,87 km/h) in Daytona Beach.[95][117]
- Am 16. Oktober 1970 stellte Cal Rayborn mit dem Harley-Davidson Streamliner einen neuen Geschwindigkeitsweltrekord für Motorräder auf. Den Streamliner trieb ein modifizierter Sportster-Motor mit 1480 cm³ Hubraum an, der mit Kraftstoff aus 70 Prozent Nitromethan betrieben wurde. Er erreichte auf den Bonneville Salt Flats 427,18 km/h (265,43 mph) – einen Wert, der erst fünf Jahre später überboten wurde.[118][119]
- Am 19. Juli 1990 stellte Dave Campos in der Klasse bis 3000 cm³ Hubraum mit Harley-Davidson-Motoren einen Geschwindigkeitsrekord von 518,449 km/h (322,149 mph) über die fliegende Meile auf – ein Rekord, der erst 2006 überboten wurde.[120]
- Am 11. und 12. März 2020 gelang es dem Schweizer Michel von Tell, mit der LiveWire einen Weltrekord im Distanzfahren aufzustellen.[121]

### Straßensport

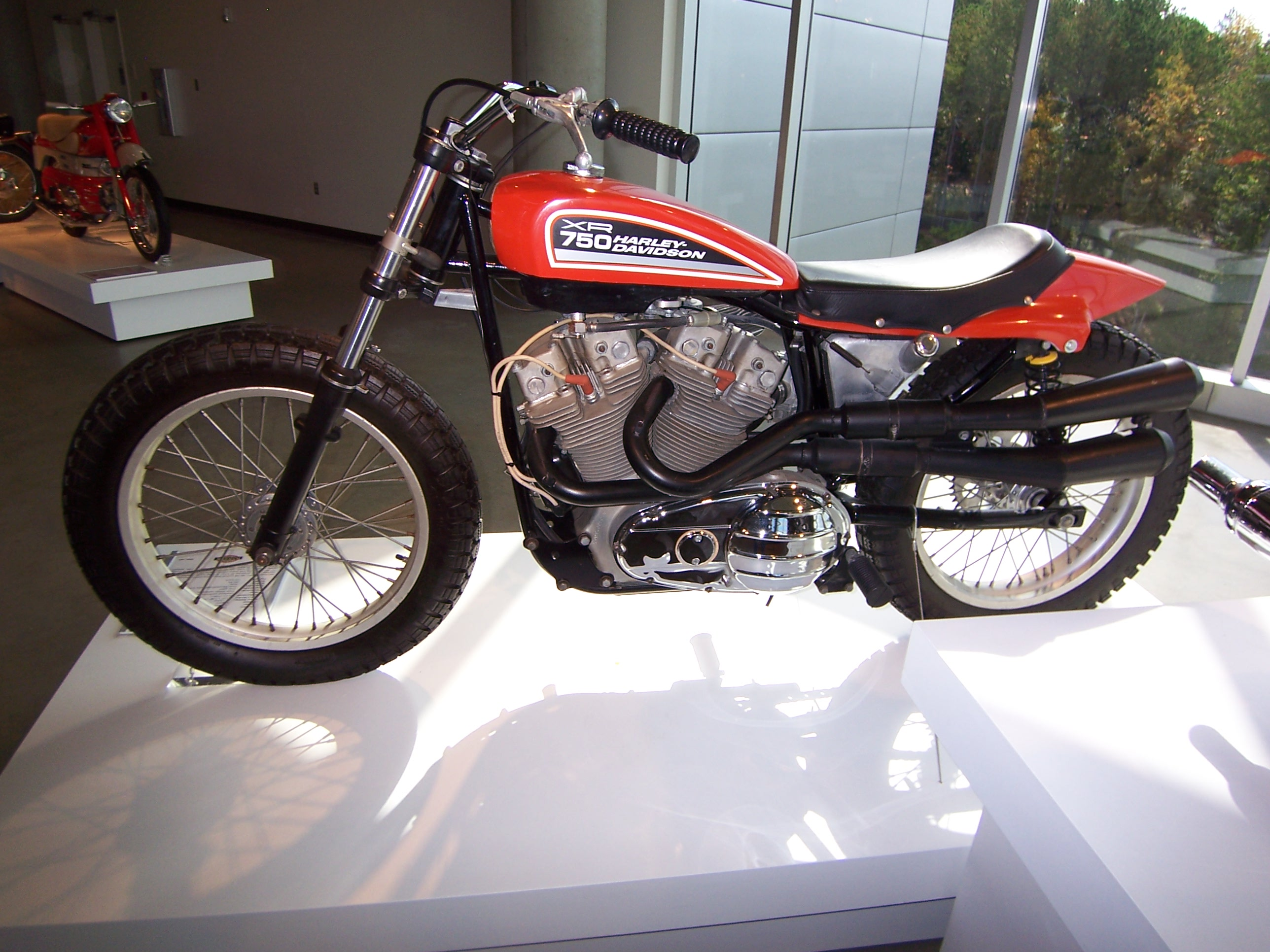
XR 750

Die KRTT, eine Straßenversion der KR wurde für Privatfahrer von 1952 bis 1969 angeboten. Dem alten seitengesteuerten Flathead-Motor mit 742 cm³ entlockten Tuner bis zu 48 PS (35 kW). 1970–1980 folgten die XR-Modelle mit 750 cm³ und bis zu 90 PS. Diese Rennmaschinen fuhren überwiegend in den US-Meisterschaften, die nicht von den leistungsstärkeren japanischen Modellen dominiert wurden, bei internationalen Rennen waren sie unterlegen.
1994 entwickelte Harley-Davidson die Rennmaschine VR1000. Der eigens dafür konstruierte wassergekühlte 1000 cm³ große V2-60-Grad-Motor mit vier obenliegenden Nockenwellen und vier Ventilen je Zylinder leistete 99 kW (135 PS) bei 10.000 min−1. Die 177 Kilogramm schwere Maschine wurde bei Superbike-Rennen in den USA eingesetzt. 50 Exemplare wurden gebaut, die Privatfahrer zum Preis von 49.490 US-Dollar erwerben konnten.

### Motorrad-Weltmeisterschaft

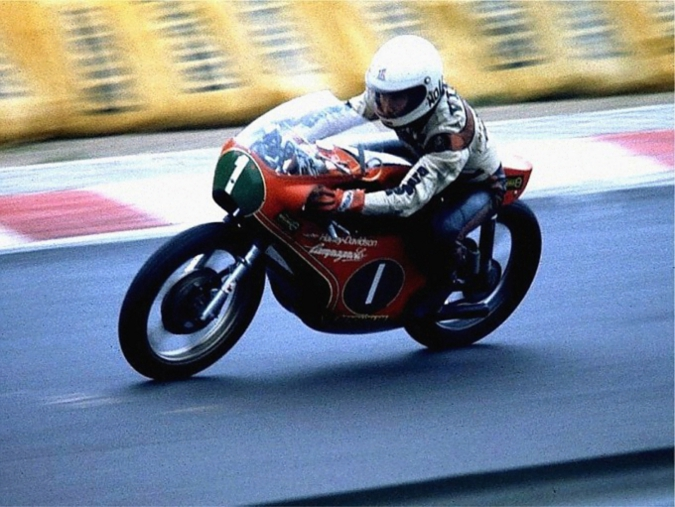
Walter Villa auf Harley-Davidson RR 250

Von 1973 bis 1978 ließ Harley-Davidson Rennmotorräder für die Motorrad-Weltmeisterschaft entwickeln. Das war durch die Kooperation mit dem Hersteller Aermacchi und dessen Rennabteilung möglich geworden, die bereits seit 1965 Rennmaschinen für die italienische Straßenmeisterschaft entwickelte. 1971 ging Aermacchi-Harley-Davidson mit Motorrädern bei Weltmeisterschaften an den Start. Es wurden Rennmotorräder in den Klassen von 250, 350 und 500 cm³ vorbereitet. Die 250er mit einer Bohrung von 56 mm und einem Hub von 50 mm leistete mit zwei 34-mm-Mikuni-Vergasern 54 bis 58 PS (40–43 kW) bei 12.000 min−1. Der wassergekühlte membrangesteuerte Zweizylinder-Zweitakt-Twin mit 1:20-Mischungsschmierung und einer kontaktlosen Dansi-Thyristor-Zündung ausgerüstet, ermöglichte mit Sechsganggetriebe eine Höchstgeschwindigkeit von 250 km/h. Die 350er mit einer Bohrung von 64 mm und einem Hub von 54 mm leistete 70 PS (51 kW) bei 11.400 min−1 und erreichte eine Höchstgeschwindigkeit von 270 km/h.
Von 1973 bis 1978 errang Aermacchi-Harley-Davidson 28 Grand-Prix-Siege, 24 in der Klasse bis 250 cm³ und 4 in der Klasse bis 350 cm³. In der Klasse bis 500 cm³ kam es 1976 zu einem erfolglosen Einsatz. Der Italiener Walter Villa wurde in der Klasse bis 250 cm³ in den Saisonen 1974, 1975 und 1976 sowie in der Klasse bis 350 cm³ in der Saison 1976 Weltmeister auf einer Harley-Davidson RR, Teamkollege Michel Rougerie wurde 1975 Vizeweltmeister in der 250er-Klasse.

### Beschleunigungsrennen
Im Drag Racing, einer nach dem Zweiten Weltkrieg in den USA entstandenen Motorsortart, sind im Zweiradsektor Motorräder von Harley Davidson von Anfang an stark vertreten. Zuerst wurden gewöhnliche Straßenmaschinen „gestrippt“, also von jeglichen für die kurze Viertelmeilendistanz unnötigen Teilen befreit, und mit „rasierten“ (das Profil wurde abgezogen) Hinterreifen – den Vorläufern der Slicks – versehen. Später wurden spezielle Drag Bikes mit niedrigen Rahmen, geänderten Lenkkopfwinkeln, verlängertem Radstand und extrem leistungsgesteigerten Motoren entwickelt. Diese Motorräder sind Einzelstücke auf Basis bestehender Modelle mit zusätzlichen Aftermarket-Parts. Harley-Davidson versuchte in den frühen 2000er Jahren, eine eigene Factory-Bike-Rennserie mit der V-Rod zu initiieren, konnte aber nicht richtig Fuß fassen. Um ein realistisches Kräftemessen zu ermöglichen, treten die Harley-Davidson-Motorräder in separaten Klassen zusammen mit anderen Zweizylindern an. In der Top-Kategorie STTF (Super Twin Top Fuel) haben die V2-Motorren bis zu 3,2 Liter Hubraum und ca. 900 PS Leistung. 

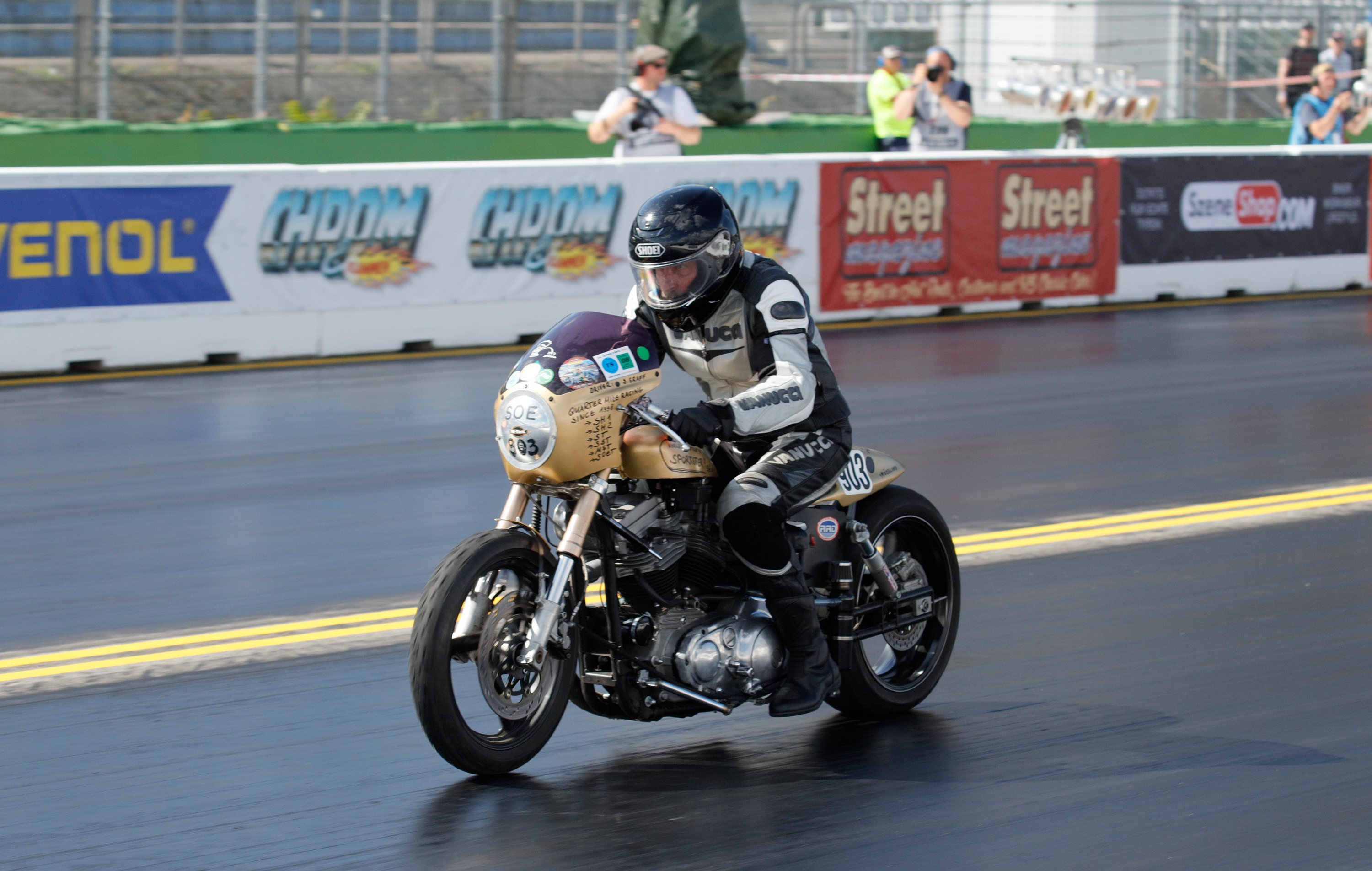
Bild 1
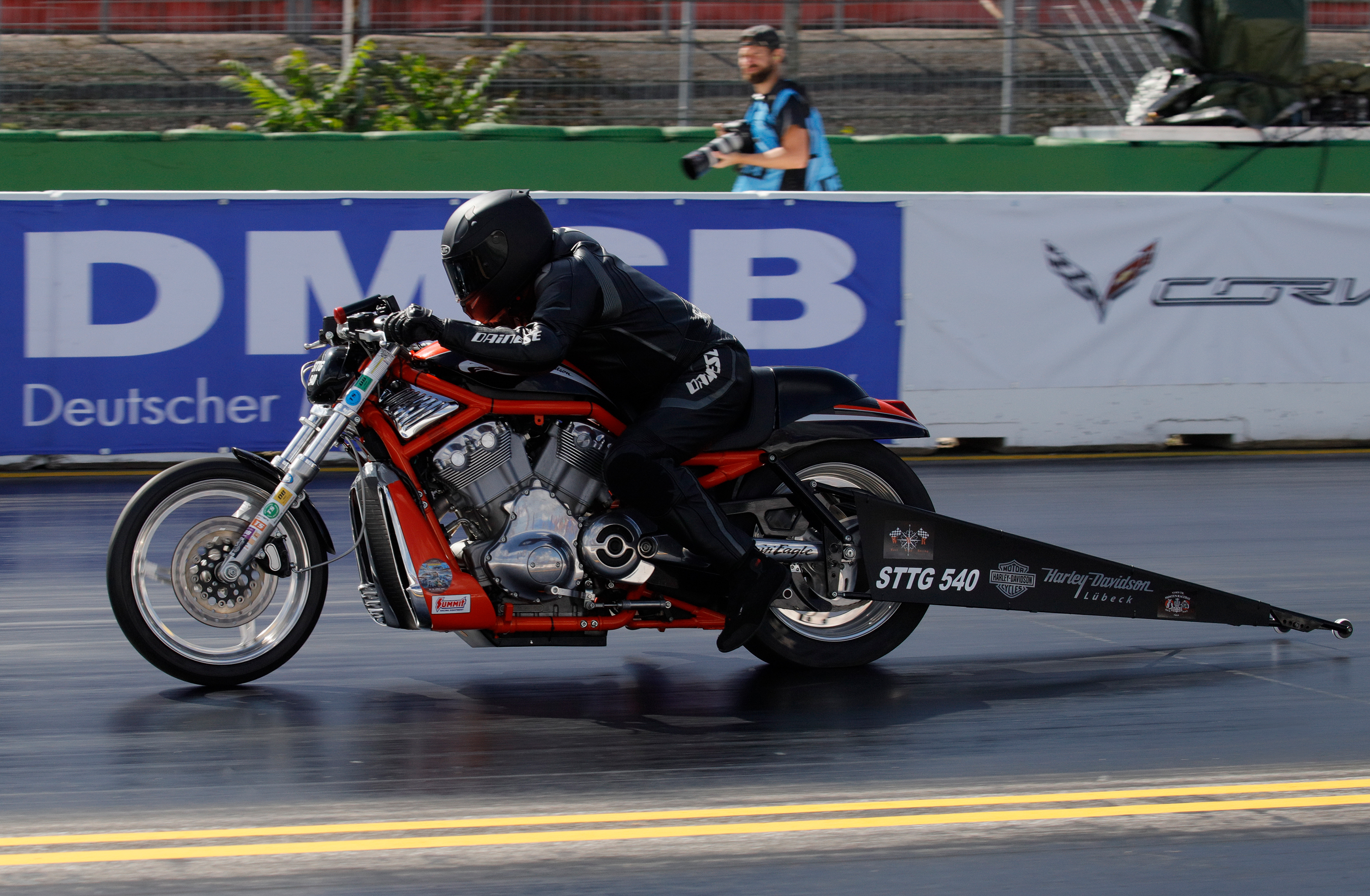
Bild 2
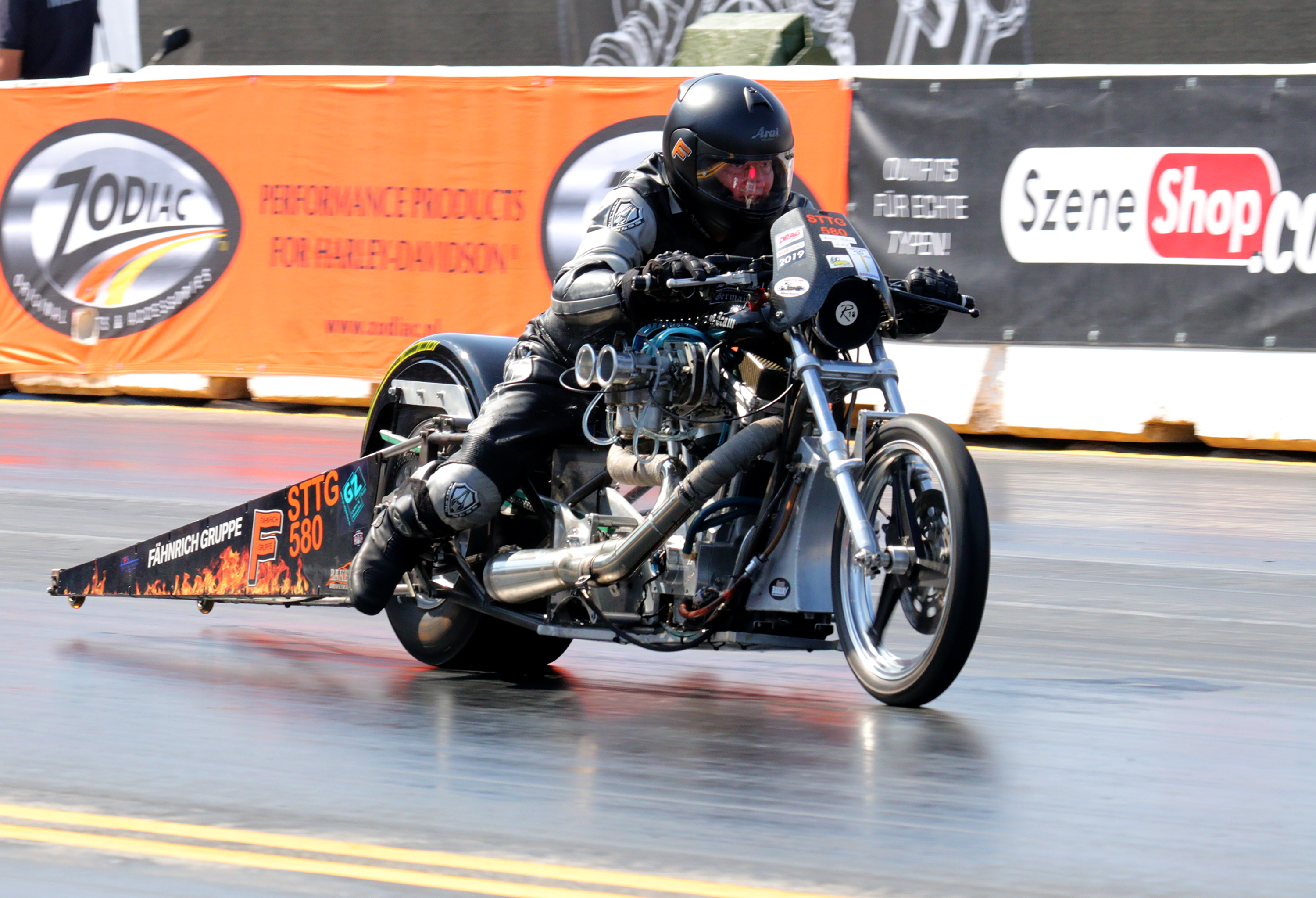
Bild 3
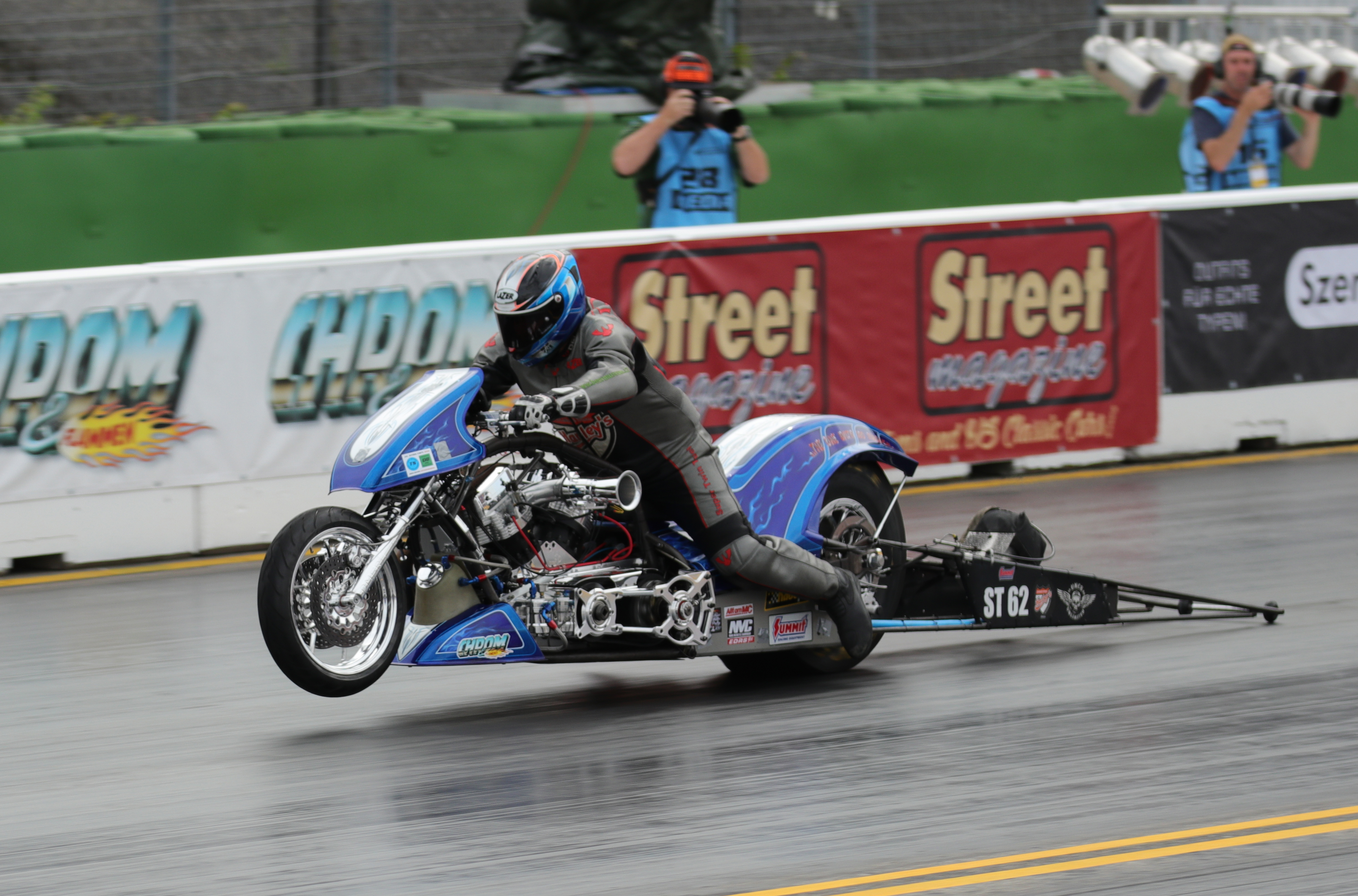
Bild 4

Bild 1: Seriennahe HD Sportster in der Klasse Street Only Eliminator (SOE)

Bild 2: HD V-Rod Destroyer, mit Slick und Wheeliebar, Klasse Top Gas (STTG)

Bild 3: Stark modifizierter Rahmen und Motor (ohne Aufladung),  Klasse Top Gas (STTG)

Bild 4: Harley Davidson in Super Twin (ST) die höchste Kategorie. Bestmarke dieses Bikes: 6:549 sec. / 339,20 km/h

## Veranstaltungen (Auswahl)

100 Jahre Harley-Davidson (2003)

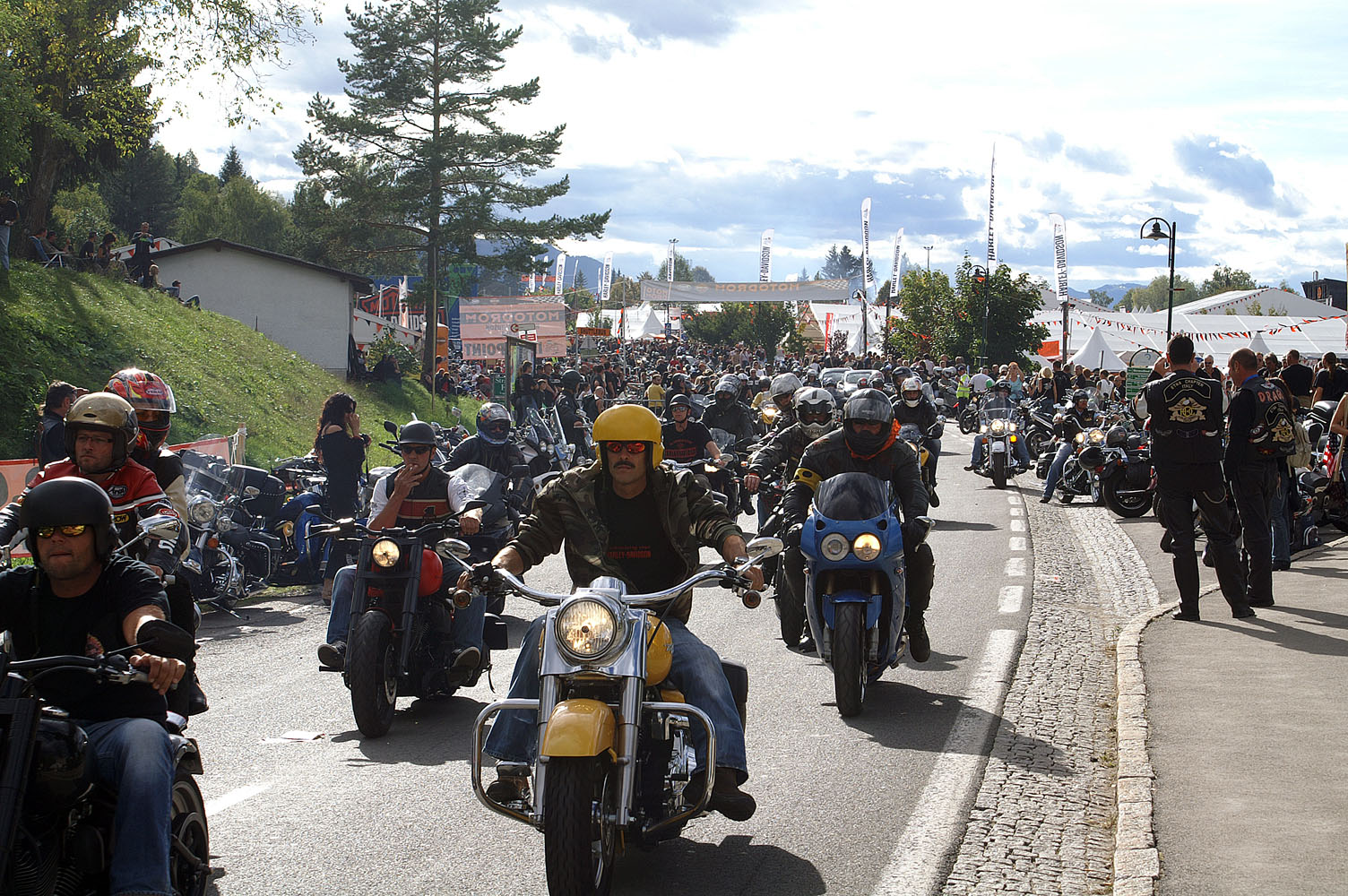
European Bike Week 2007

- International sind die Daytona Beach Bike Week und Sturgis Motorcycle Rally die bekanntesten Veranstaltungen, bei denen zu einem geringen Teil Motorräder anderer Marken vertreten sind.
- 2003 feierten das Unternehmen und seine Anhänger auf diversen Veranstaltungen weltweit das 100-jährige Jubiläum. In dem Jahr wurden die Hamburg Harley Days, die größte deutsche Harley-Davidson-Veranstaltung, zum ersten Mal ausgerichtet.
- Alljährlich an den Pfingsttagen findet die Superrally statt. Deren Veranstalter sind die europäischen Harley-Davidson-Clubs. Die Veranstaltung wird jährlich in einem anderen europäischen Land ausgerichtet und ihre Größe schwankt je nach Gastgeberland zwischen 5.000 und 12.000 Besuchern. Auf das Veranstaltungsgelände selbst werden nur Motorräder der Marken Harley-Davidson, Buell sowie anderer US-amerikanischer Marken gelassen.
- Auf der Custombike Show in Bad Salzuflen werden seit 2005 die besten Umbauten und Teileentwicklungen der Szene vorgestellt und prämiert. Zwar richtet sich die Messe speziell an Harley-Davidson-Besitzer, es werden jedoch auch Motorräder anderer Marken oder komplette Eigenentwicklungen der Customizer vorgestellt.
- Die Mitglieder der Harley Owners Group (H.O.G.) treffen sich unter anderem zur European H.O.G. Rally, die alljährlich in einem anderen Land stattfindet.
- Weltweit werden von den Harley-Davidson Vertragshändlern sogenannte Open House Events veranstaltet, die sich teilweise zu großen Veranstaltungen entwickelt haben. Speziell in den USA erscheinen zu diesen Treffen häufig tausende Besucher, aber auch in Deutschland konnten einige große Händler wie Thunderbike bereits tausende Besucher zu verzeichnen. Die Termine dieser Veranstaltungen werden zum Anfang der Saison von Harley-Davidson bekannt gegeben und richten sich auch nach regionalen Gegebenheiten wie Feiertagen.[130]
- Weitere Veranstaltungen sind die Berlin Harley Days (bisher nur 2009),[131] die Vienna Harley Days und der Friendship Ride Germany auf der Wasserkuppe in der Rhön, die allesamt im Jahr 2009 zum ersten Mal stattfanden, die Magic Bike Rüdesheim, das Internationale Edersee-Meeting, das Harley-Event Plön und, als größte europäische Veranstaltung, die European Bike Week im österreichischen Faak. Auch in der Schweiz findet seit 2009 alljährlich ein Event der Swiss Harleys Days statt, letztmals 2013 in Lugano.[132]

## Harley-Davidson in den Medien

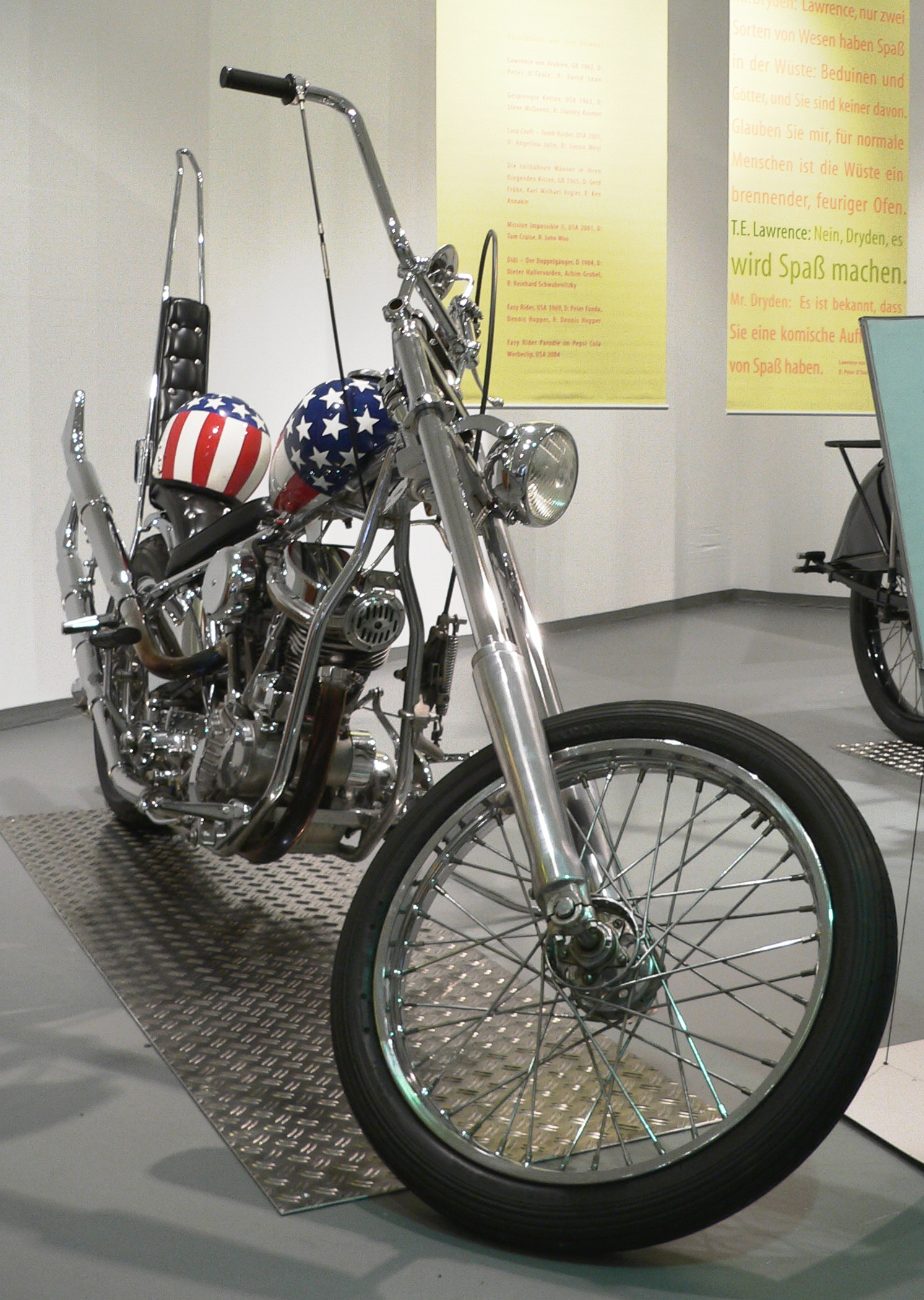
Captain-America-Nachbau, 1987 im Zweirad-Museum Neckarsulm

Bereits in den 1930er Jahren sind in Hollywood-Filmen Harley-Davidson-Motorräder zu erkennen, so zum Beispiel im Film State Trooper (1933). Während der cineastischen Aufarbeitung des Hollister Bash durch den Film The Wild One (1953) sind zwar Harley-Davidson-Motorräder zu erkennen, der Hauptdarsteller Marlon Brando fährt jedoch eine Triumph Thunderbird. James Stewart fährt im Film The Spirit of St. Louis (1957) eine Harley-Davidson.
Durch den Film Easy Rider (1969) mit Peter Fonda und Dennis Hopper erlangte die Marke Kultstatus. Durch die beiden dort zu sehenden Chopper-Umbauten – der langgabeligen Captain America mit ihrer der US-amerikanischen Flagge nachempfundenen Lackierung und dem kompakteren flammenverzierten Billy Bike – entstand eine neue Motorrad-Kultur. Der Einfluss des Films auf die Motorrad-Industrie war dermaßen prägend, dass in der Folge, insbesondere durch japanische Hersteller, sowohl das Customizing aufgegriffen, als auch der Chopper als Motorradtyp produziert wurde.
- Michael Parks fährt in der Fernsehserie Then Came Bronson (1969–1970) eine Harley-Davidson Sportster.
- 1971 sprang der berühmteste Stuntman seiner Zeit, Evel Knievel, mit einer XR-750 über 19 Fahrzeuge und erzielte damit einen neuen Weltrekord; dies wurde im selben Jahr durch den Film Evel Knievel (1971) cineastisch umgesetzt.
- In der Fernsehserie Nichols (1971–1972) spielt James Garner einen Sheriff des Jahres 1914, der eine Harley-Einzylinder fährt.
- Im Film Zwei außer Rand und Band (1977) waren Bud Spencer und Terence Hill als Cops mit zwei „FLH Police Shovelheads“ und „Police Servi-Cars“ (67–72 gab es dieses Modell mit Trommelbremse und GFK-Koffer) unterwegs.
- 1980 gibt es im SF-Film Galaxina von William Sachs eine Alien-Rocker-Sekte, die Harley-David-Son verehren.
- In Die Lieblosen (1982) fahren alle Rocker eine Harley-Davidson.
- Im Film Harley Davidson & The Marlboro Man (1991) taucht die Firma im Titel auf.
- In Terminator 2 – Tag der Abrechnung (1991) gibt es einen sehr bekannten Stunt mit einer Harley-Davidson Fat-Boy – einen Sprung vom Straßenniveau hinunter in die Regenwasserkanäle von Los Angeles.
- In der Slapstick-Komödie Hot Shots! – Die Mutter aller Filme (1991) bezieht sich der Name des Hauptdarstellers Topper Harley (gespielt von Charlie Sheen) auf den Harley-Davidson-Motorroller Topper.
- Lorenzo Lamas fährt in der Fernsehserie Renegade – Gnadenlose Jagd (1992–1997) eine 89er Harley-Davidson Softail.
- In Pulp Fiction (1994) flüchtet der Boxer Butch Coolidge mit Zeds Chopper „Grace“, einer 1986 Harley-Davidson FXR Super Glide.
- In Born to be Wild – Saumäßig unterwegs (2007) sind die Hauptdarsteller auf Harley-Davidson-Motorrädern unterwegs.
- 2007: Im Film Ghost Rider fährt der Ghost Rider (Nicolas Cage) eine brennende Harley-Davidson.
- 2008 fuhr der Schauspieler Shia LaBeouf eine Harley-Davidson Softail Springer in der Rolle des Henry Jones III im Film Indiana Jones und das Königreich des Kristallschädels.
- Von 2008 bis 2014 waren in der Serie Sons of Anarchy mehrere Harley-Davidson-Modelle zu sehen.
- In der South-Park-Folge Schwule Schwuchteln (Staffel 13, Folge 12) spielen Harley-Fahrer eine wichtige Rolle.

### Unternehmensgeschichte
- David K. Wright: The Harley-Davidson Motor Company. An Official Eighty-Year History. Motorbooks International, Osceola, Wisconsin 1987, ISBN 0-87938-103-5, S. 288.
- Tom Stark: Less Or More – What A Bore. Harley-Davidson: Design im Kontext. Anabas-Verlag, Frankfurt, 1999, ISBN 3-87038-317-8

### Modellentwicklung
- Carsten Heil, Heinrich Christmann: Mythos Harley-Davidson Sportster: Historie, Modelle, Technik, Umbauten. 6. Auflage. Huber Verlag, 2018, ISBN 978-3-927896-80-2, S. 359.
- Heinrich Christmann, Carsten Heil: Harley-Davidson Softail. Historie, Modelle, Technik, Umbauten. 3. Auflage. Huber Verlag, Mannheim 2015, ISBN 978-3-927896-62-8, S. 304.
- Jerry Hatfield: Standard Catalog of American Motorcycles 1898–1981. The Only Book to Fully Chronicle Every Bike Ever Built. Hrsg.: Krause Publications. 2006, ISBN 0-89689-949-7, S. 448.
- Herbert Wagner: At The Creation. Myth, Reality, and the Origin of the Harley-Davidson Motorcycle, 1901–1909. Hrsg.: Wisconsin Historical Society Pres. 2003, ISBN 0-87020-351-7, S. 228.

### Mythos und Kult der Marke
- Hunter S. Thompson: Hell’s Angels: The Strange and Terrible Saga of the Outlaw Motorcycle Gangs. Originalausgabe 1966, deutsche Erstausgabe: Heyne, München 2004, ISBN 3-453-62005-4.
- Tom Stark: LESS OR MORE – WHAT A BORE. Harley-Davidson: Design im Kontext. Anabas-Verlag, Frankfurt, 1999, ISBN 3-87038-317-8
- Oluf Zierl, Dieter Rebmann: Harley-Davidson. Geschichte und Mythos. Hrsg.: Ullmann Publishing, Peter Feierabend. 2. Auflage. Band 1. Könemann Verlag, Köln 2000, ISBN 3-89508-296-1, S. 682.

### Weiterführende Literatur

#### Motorbuch Verlag
- Matthias Gerst: Harley Davidson, Alle Modelle seit 1903. Motorbuch Verlag, Stuttgart 2006, ISBN 3-613-02504-3.
- Tod Rafferty: Harley-Davidson – 100 Jahre. Motorbuch Verlag, Stuttgart 2006, ISBN 3-613-02361-X.
- Matthias Gerst: Harley-Davidson und Buell Motorräder mit V2 Motoren. Motorbuch Verlag, Stuttgart 2005, ISBN 3-613-02542-6.
- Tod Rafferty: Harley-Davidson. 1. Auflage. Motorbuch Verlag, Stuttgart 1997, ISBN 3-613-01796-2.
- Wolfgang Wiesner: Harley Davidson. 2. Auflage. Motorbuch Verlag, Stuttgart 1986, ISBN 3-613-01097-6.

#### Andere Verlage
- Pacal Szymezak: Harley-Davidson Sportster. Modelle, Menschen, Motoren. Delius Klasing Verlag, Bielefeld 2011, ISBN 978-3-7688-5332-3.
- Darwin Holmstrom (Hrsg.): Das Harley-Davidson Jahrhundert. Delius Klasing Verlag, Bielefeld 2009, ISBN 978-3-89595-192-3.
- Randy Leffingwell, Darwin Holmstrom: The Harley-Davidson Motor Co. Archiv-Kollektion. Delius Klasing Verlag, Bielefeld 2009, ISBN 978-3-7688-5274-6.